# Jordania
Jordania (en árabe: الأردنّ‎, Al-’Urdunnⓘ), oficialmente Reino Hachemita de Jordania (en árabe: المملكة الأردنّيّة الهاشميّة‎, Al-Mamlakah al-Urdunīyah al-Hāshimīyah), llamado Transjordania hasta 1950, es un país en Asia ubicado en la región de Oriente Próximo. Limita al norte con Siria, al noreste con Irak, al este y sur con el reino de Arabia Saudita, al suroeste con el mar Rojo (en el golfo de Áqaba), y al oeste con el mar Muerto, Israel y Palestina. Su capital y ciudad más poblada es Amán.
El reino se creó a raíz de la división de la región llevada a cabo por Francia y el Reino Unido tras la Primera Guerra Mundial. En 1946 Jordania se convirtió en un estado soberano e independiente con el nombre inicial de Reino Hachemita de Transjordania. Tras la captura de Cisjordania durante la guerra árabe-israelí de 1948, Abdalá I tomó el título de rey de Jordania y Palestina.
Jordania es una monarquía constitucional en la que el rey (Abdalá II) ostenta amplios poderes ejecutivos y legislativos. El país está clasificado como de un desarrollo humano alto, según el Informe de desarrollo humano de 2014, así como un mercado emergente gracias a la ausencia de conflictos armados. Jordania ha disfrutado desde 2010 de un estatus avanzado en sus relaciones con la Unión Europea y es miembro de la Zona Euromediterránea de Libre Comercio. El país fue miembro fundador de la Liga Árabe y de la Organización para la Cooperación Islámica.

## Historia

### Edad Antigua

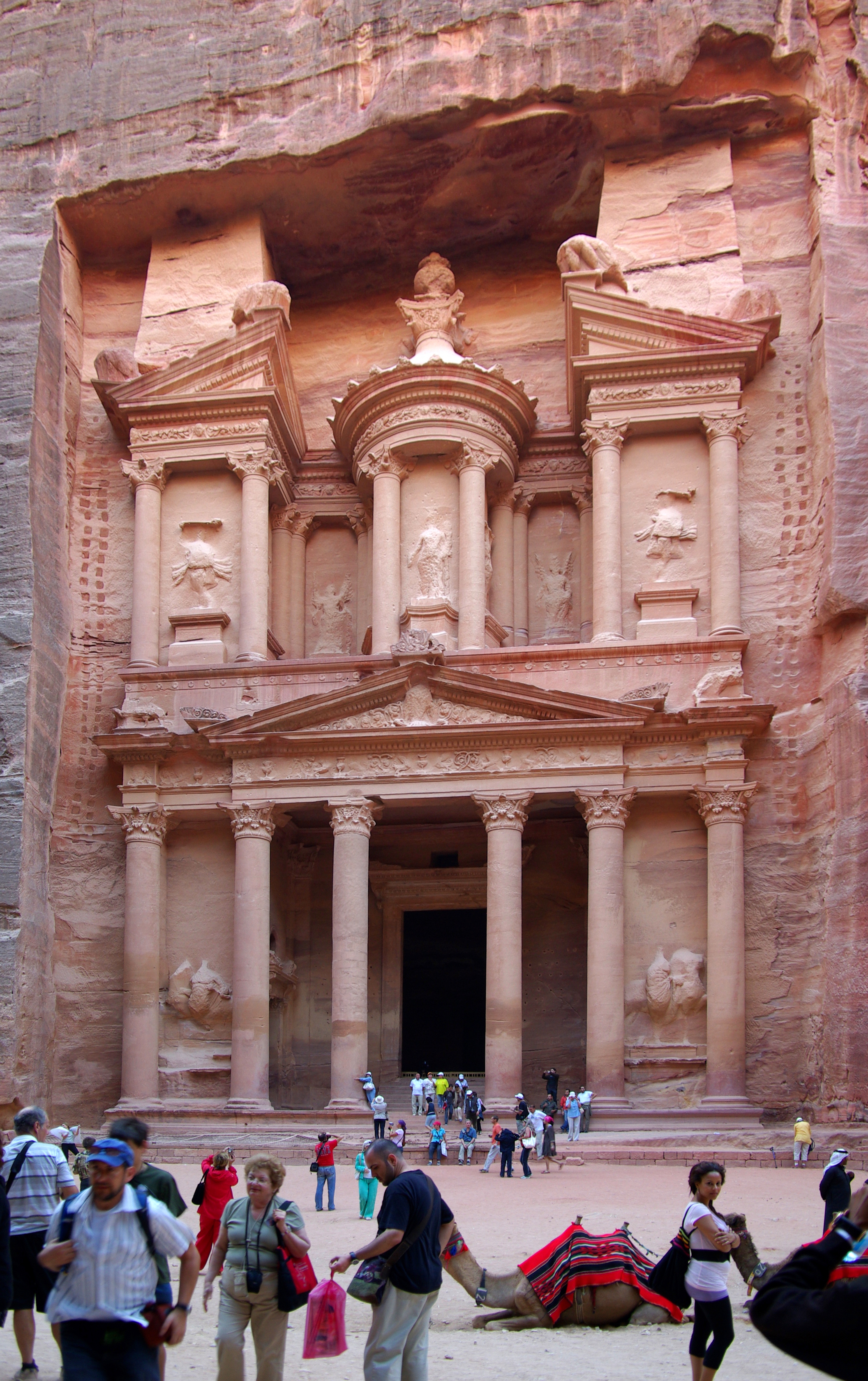
Petra, capital nabatea y de la provincia romana de Arabia Pétrea. Una de las Nuevas maravillas del mundo.

La tierra que más tarde llegó a ser Jordania forma parte de la histórica región del Creciente Fértil. Su historia comenzó alrededor de 2000 a. C., cuando los amoritas semíticos se establecieron alrededor del río Jordán en el área llamada Canaán. Subsecuentes invasores y colonos incluyeron a los hititas, egipcios, israelitas, asirios, babilonios, persas, griegos, nabateos, romanos, árabes musulmanes, cruzados cristianos, mamelucos y turcos otomanos.
Aproximadamente, en el 312 a. C., los nabateos se refugiaron en Petra, escapando de los reyes seléucidas. Gozaron de relativa independencia, gracias a la decadencia de la monarquía seléucida, razón por la cual Petra se convirtió en una importante parada de caravanas. En los tiempos de Pompeyo Magno, la autonomía nabatea en Jordania se vio amenazada, y finalmente, en el 105 d. C., los romanos anexaron gran parte de la actual Jordania a su imperio, bajo el nombre de Arabia Pétrea, con Petra como capital. La provincia intentaría rebelarse en el siglo III, sin éxito.

### Edad Media y dominio otomano
En el siglo VII, la actual Jordania sería conquistada por el califa Omar, pero en el año 1100, durante la Primera Cruzada, Balduino I de Jerusalén realizaría diversas incursiones en la llamada Transjordania (en francés: Outre-Jordain, que significa «más allá del Jordán», con el objetivo de controlar a las caravanas de dromedarios que cruzaban los territorios de la actual Jordania. Durante las cruzadas, los francos se hicieron con el control de toda la región. Transjordania se convirtió entonces en el señorío de Transjordania, vasallo del Reino de Jerusalén, que duró hasta 1189, año en que Saladino ocupó toda Transjordania, y se mantuvo bajo el gobierno de la dinastía ayubí hasta que en 1259 pasa a manos de los mamelucos y, en 1517, a manos de los otomanos.
La expansión del Imperio otomano, en los tiempos de Selim I, chocó directamente con el Imperio Safávida, en el siglo XVI, quedando los territorios de Jordania atrapados en el medio. Después de la decadencia safávida, los territorios al este del Jordán fueron administrados por los turcos otomanos desde 1518. Entre 1900 y 1908, los ocupantes otomanos iniciaron la construcción del ferrocarril del Hiyaz, que atravesaba la actual Jordania, con el objetivo de facilitar la peregrinación a La Meca desde Damasco y el envío de tropas a las naciones árabes. Este ferrocarril mejoró el desarrollo de Jordania. No obstante, el resentimiento árabe contra la ocupación turca no se vio atenuado.

### Primera Guerra Mundial y dominio británico

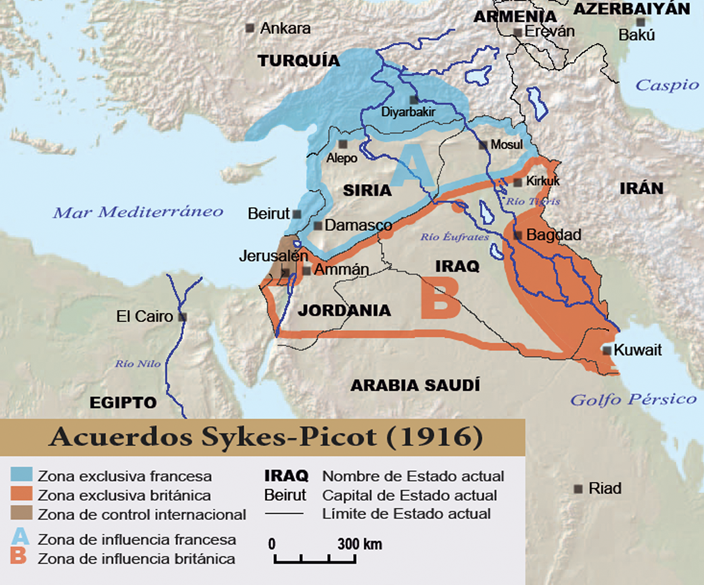
En los Acuerdos Sykes-Picot, el Reino Unido consiguió el dominio de Jordania, que obtuvo un corredor desértico al este para comunicar Irak con Palestina, ambas ocupadas por los británicos.

Durante la Primera Guerra Mundial, Gran Bretaña se aprovechó del nacionalismo árabe, y después de prometer la creación de un Estado árabe independiente que abarcaría Arabia y las actuales Siria, Líbano, Palestina, Israel, Jordania e Irak, promovió la Rebelión Árabe. De esta manera, las tropas árabes, apoyadas por oficiales británicos como Lawrence de Arabia, lograron derrotar a los turcos y alemanes en el Oriente Próximo, y el ferrocarril de Hiyaz sufrió acciones de sabotaje, especialmente en Jordania. La caída del puerto jordano de Aqaba en manos árabes en 1917, condenó a las fuerzas turcas, aunque la guerra no acabaría hasta septiembre de 1918.
Al finalizar la guerra, según lo acordado, el Imperio otomano fue desmembrado, pero los secretos Acuerdos Sykes-Picot vieron la luz: significaban la repartición del Medio Oriente entre Gran Bretaña y Francia, traicionándose la causa árabe. Gran Bretaña recibió de la Sociedad de las Naciones, el mandato sobre gran parte del Oriente Próximo, incluyendo el territorio que ahora comprende a Israel, Jordania, y Palestina. Ante la necesidad de comunicar Irak con Palestina, ambas bajo mando británico, se definió la forma actual del Estado jordano.
En 1922, los británicos dividieron el Mandato Británico de Palestina al establecer el emirato semiautónomo de Transjordania al este del río Jordán, gobernado por el príncipe hachemita Abdalá I, aunque continuaba la administración bajo un alto comisionado británico.

### Desde la independencia hasta la actualidad
El mandato sobre Transjordania terminó el 22 de mayo de 1946; el 25 de mayo, el país se convirtió en el independiente Reino Hachemita de Transjordania, con Abdalá I como primer rey; no obstante, su tratado especial de defensa con el Reino Unido no finalizaría hasta 1957.
El Reino de Transjordania se mostró contrario a la creación de Israel en mayo de 1948, y tomó parte en la guerra entre los Estados árabes y el Estado de Israel (véase guerra árabe-israelí de 1948). Los armisticios del 3 de abril de 1949 dejaron a Jordania el control de la Cisjordania. El Reino Hachemita propuso que las líneas de demarcación se establecieran sin perjuicio de los futuros límites territoriales a determinarse.
En 1950, el país fue renombrado como «Reino Hachemita de Jordania» al incluir las porciones de Palestina anexadas por el rey Abdalá. Mientras reconocían la administración jordana sobre Cisjordania, los Estados Unidos mantuvieron la posición de que la soberanía final sobre Cisjordania sería materia de nuevos tratados.
Después de que Siria y Egipto se unieran bajo la República Árabe Unida en 1958, los reinos hachemitas de Jordania e Irak se unieron con el nombre de Federación Árabe de Irak y Jordania. No obstante, un golpe de Estado militar en Irak, liderado por Abdul Karim Qasim, finiquitó la unión con Jordania. Jordania luego firmó un pacto de defensa mutua en mayo de 1967 con Egipto y, por lo tanto, participó en la guerra de junio de 1967 entre Israel y los Estados árabes de Siria, Egipto e Irak. Después de la guerra, el Estado de Israel ocupó la península del Sinaí, los Altos del Golán, Gaza, Cisjordania y Jerusalén Oriental.
La guerra de 1967 condujo a un dramático aumento en el número de palestinos que vivían en Jordania. Su población de refugiados palestinos —700 000 en 1966— creció en otros 300 000 provenientes de la Cisjordania. El período siguiente a la guerra de 1967 vio un gran aumento en el poder y la importancia de los elementos de resistencia palestinos (fedayín) en Jordania. Los fuertemente armados fedayín constituyeron una amenaza creciente a la soberanía y seguridad del Estado hachemita, y una lucha abierta estalló en junio de 1970.
Otros gobiernos árabes intentaron mediar para lograr una solución pacífica, pero en septiembre las acciones de los fedayín continuaron en Jordania, e incluyeron la destrucción de tres aviones comerciales internacionales secuestrados y retenidos en el desierto, al este de Amán. Esto hizo que el gobierno actuara para recuperar el control sobre su territorio y población. En la resultante batalla, una fuerza de tanques sirios tomó posiciones en el norte de Jordania para apoyar a los fedayín, pero fue forzada a retirarse por fuerzas jordanas. Para el 22 de septiembre, cancilleres árabes reunidos en El Cairo habían acordado un cese del fuego que comenzó al día siguiente. La violencia esporádica continuó, no obstante. En julio de 1971, las fuerzas jordanas lograron una decisiva victoria sobre los fedayín, expulsándolos del país.

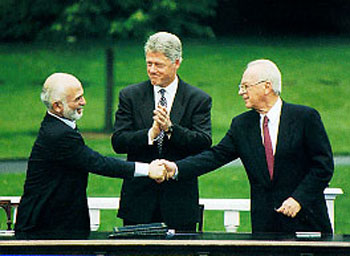
Huséin I de Jordania e Isaac Rabin se dan la mano ante Bill Clinton tras la firma del Tratado de paz israelí-jordano (26 de octubre de 1994).

No hubo combates a lo largo de la línea de alto el fuego de 1967 del río Jordán durante la guerra de Yom Kipur en octubre de 1973, pero Jordania envió una brigada a Siria a pelear contra las unidades israelíes en territorio sirio. En 1988, Jordania renunció a todas las reclamaciones sobre Cisjordania, pero retuvo un rol administrativo pendiente de un arreglo definitivo, y su tratado de 1994 con Israel le permitió un continuo control en los Santos Lugares musulmanes en Jerusalén. El gobierno estadounidense considera Cisjordania como territorio ocupado por Israel, y cree que su estatus final debe ser determinado a través de negociaciones directas entre las partes involucradas sobre la base de las resoluciones 242 y 338 del Consejo de Seguridad de la ONU.
Jordania apoyó diplomáticamente a Irak durante la guerra del Golfo de 1990-91. En 1991, acordó junto con Siria, el Líbano y representantes palestinos, participar en negociaciones de paz directas con Israel patrocinadas por los Estados Unidos y Rusia. Negoció un cese de las hostilidades con Israel y firmó una declaración con ese efecto el 25 de julio de 1994. Como resultado, el tratado de paz jordano-israelí se concluyó el 26 de octubre de 1994. Después del inicio de la intifada de Al-Aqsa en septiembre de 2000, el gobierno jordano ofreció su mediación a ambas partes.
Entre 2012 y 2013, Jordania acogió a miles de refugiados que huyen de Siria, país que sufre una violenta guerra civil. Según fuentes, más de 600 000 sirios se encontrarían refugiados en territorio jordano, lo que representa el 10 % de la población de Jordania.

## Gobierno y política

### Sistema de gobierno

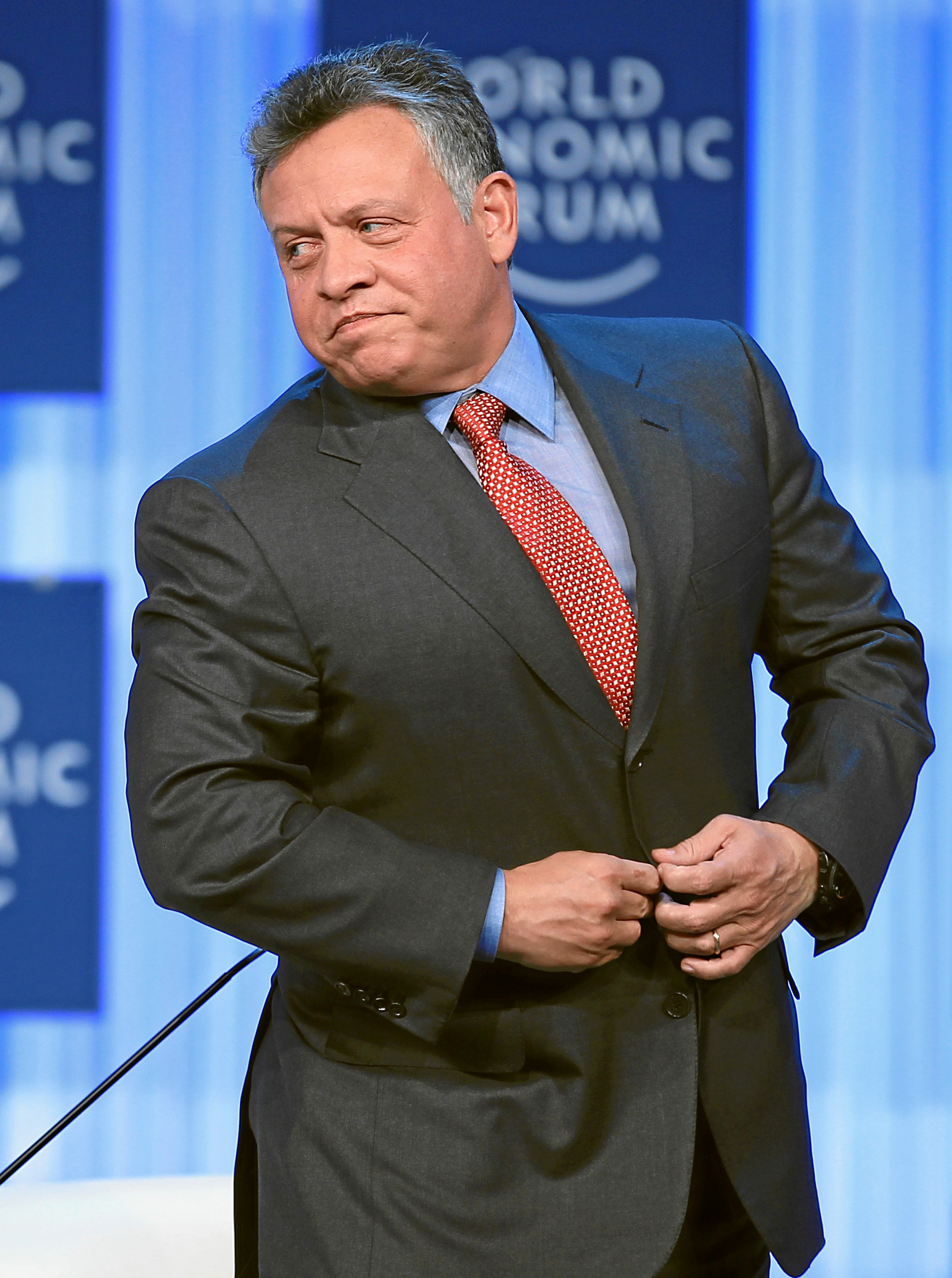
El rey Abdalá II de Jordania es el jefe de Estado.

Actualmente, el rey Abdalá II de Jordania es el jefe de Estado en una monarquía constitucional con una Asamblea Nacional bicameral, compuesta por una Cámara de Representantes de 138 escaños elegidos por sufragio directo y un Senado integrado por 69 miembros designados por el monarca. El rey y su Consejo de Ministros configuran el Poder Ejecutivo, y el rey debe aprobar todas las leyes. Sin embargo, su poder de veto puede ser anulado por 2/3 de las dos cámaras de la Asamblea Nacional.
El Senado tiene las tareas de aprobar, enmendar o rechazar proyectos de ley emitidos por la Cámara de Representantes (Cámara baja) y la cámara de Representantes tiene las tareas de control del gobierno y de emitir voto de investidura o de confianza y censura si es el caso además de aprobar proyectos de ley emitidos por el ejecutivo.
El rey nombra y destituye a los jueces mediante decreto, aprueba enmiendas a la Constitución, declara la guerra y comanda las Fuerzas Armadas. Las decisiones del gabinete de ministros, las sentencias judiciales y la emisión de moneda son realizadas bajo su nombre. El Consejo de Ministros es presidido por el primer ministro, y el rey debe destituir a un miembro específico del gabinete ministerial si el primer ministro lo solicita.
El Consejo de Ministros responde a la Cámara de Diputados en materia de política general, y el gabinete debe renunciar si el organismo legislativo mencionado da un voto de «no confianza», logrado con 2/3 de la Cámara. Las 12 gobernaciones de Jordania son administradas por sus respectivos gobernadores, nombrados por el rey. En la Constitución se prevén tres tipos de Cortes: Civil, Religiosa y Especial. Además de las Fuerzas Armadas, el rey controla el Departamento General de Inteligencia, que es la agencia de inteligencia jordana.

### Líderes políticos de Jordania
- 4.º rey de Jordania: (desde 7 feb. 1999): Abdalá II de Jordania. Sucedió a su padre Hussein de Jordania.
- Príncipe Heredero: Hussein bin Abdalá, designado oficialmente en 2009. [17]
- Primer ministro: Jaafar Hassan (desde el 15 de septiembre de 2024), nombrado por el rey tras las elecciones legislativas de ese año. Sucedió a Bisher Al-Khasawneh.[18]
- Presidente del Senado: Faisal Al-Fayez (desde octubre de 2015; ratificado nuevamente en octubre de 2024).
- Presidente de la Cámara de Diputados: Abdul Hadi al Majali (2006)
- Presidente de la Cámara de Representantes: Ahmad Safadi (reelegido en noviembre de 2022 para el 20.º Parlamento). [19]

### Derechos humanos

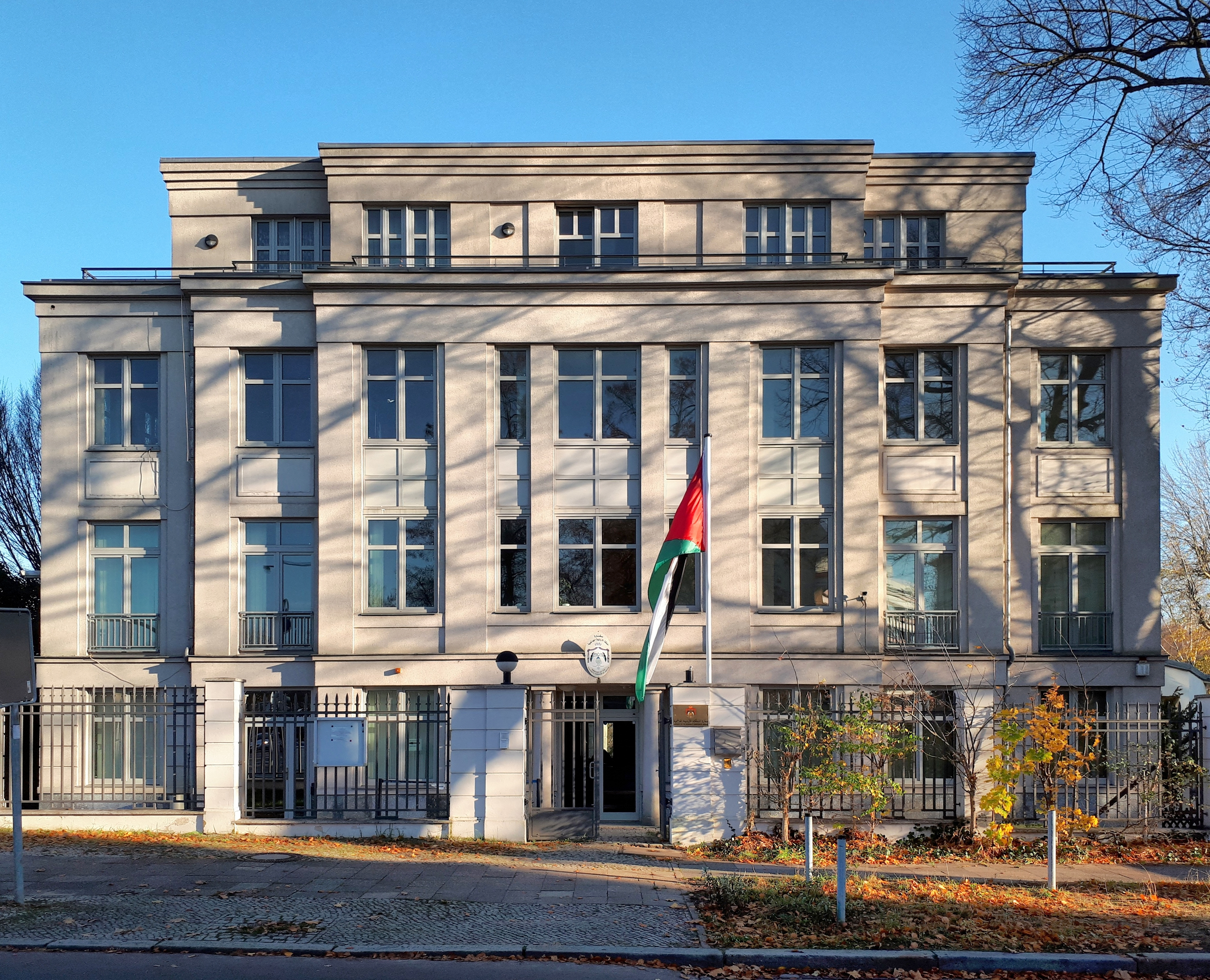
Embajada de Jordania en Berlín, Alemania

En materia de derechos humanos, respecto a la pertenencia a los siete organismos de la Carta Internacional de Derechos Humanos, que incluyen al Comité de Derechos Humanos (HRC), Jordania ha firmado o ratificado:
| Jordania | Tratados internacionales | Tratados internacionales | Tratados internacionales | Tratados internacionales  | Tratados internacionales  | Tratados internacionales | Tratados internacionales | Tratados internacionales    | Tratados internacionales  | Tratados internacionales | Tratados internacionales | Tratados internacionales | Tratados internacionales    | Tratados internacionales    | Tratados internacionales | Tratados internacionales  | Tratados internacionales | Tratados internacionales    |
| --- | ------------------------ | ------------------------ | ------------------------ | ------------------------- | ------------------------- | --- | ------------------------ | --------------------------- | ------------------------- | ------------------------ | ------------------------ | ------------------------ | --------------------------- | --------------------------- | ------------------------ | ------------------------- | ------------------------ | --------------------------- |
| Jordania | CESCR                    | CESCR                    | CCPR                     | CCPR                      | CCPR                      | CERD | CED                      | CEDAW                       | CEDAW                     | CAT                      | CAT                      | CRC                      | CRC                         | CRC                         | CRC                      | MWC                       | CRPD                     | CRPD                        |
| Jordania | CESCR                    | CESCR-OP                 | CCPR                     | CCPR-OP1                  | CCPR-OP2-DP               | CERD | CED                      | CEDAW                       | CEDAW-OP                  | CAT                      | CAT-OP                   | CRC                      | CRC-OP-AC                   | CRC-OP-SC                   | CRC-OP-CP                | MWC                       | CRPD                     | CRPD-OP                     |
| Pertenencia | Firmado y ratificado.    | Sin información.         | Firmado y ratificado.    | Ni firmado ni ratificado. | Ni firmado ni ratificado. | Jordania ha reconocido la competencia de recibir y procesar comunicaciones individuales por parte de los órganos competentes. | Sin información.         | Firmado pero no ratificado. | Ni firmado ni ratificado. | Firmado y ratificado.    | Sin información.         | Firmado y ratificado.    | Firmado pero no ratificado. | Firmado pero no ratificado. | Sin información.         | Ni firmado ni ratificado. | Firmado y ratificado.    | Firmado pero no ratificado. |
| Firmado y ratificado, firmado, pero no ratificado, ni firmado ni ratificado, sin información, ha accedido a firmar y ratificar el órgano en cuestión, pero también reconoce la competencia de recibir y procesar comunicaciones individuales por parte de los órganos competentes. |                          |                          |                          |                           |                           | |                          |                             |                           |                          |                          |                          |                             |                             |                          |                           |                          |                             |

### Relaciones exteriores
El reino ha seguido una política exterior prooccidental y ha mantenido estrechas relaciones con Estados Unidos y el Reino Unido. Durante la primera guerra del Golfo (1990), estas relaciones se vieron perjudicadas por la neutralidad de Jordania y su mantenimiento de relaciones con Irak. 
Posteriormente, Jordania restableció sus relaciones con los países occidentales gracias a su participación en la aplicación de las sanciones de la ONU contra Iraq y en el proceso de paz del sudoeste asiático. Tras la muerte del rey Hussein en 1999, las relaciones entre Jordania y los países del Golfo Pérsico mejoraron considerablemente.
Jordania es un aliado clave de Estados Unidos y el Reino Unido y, junto con Egipto y Emiratos Árabes Unidos, es una de las tres naciones árabes que han firmado tratados de paz con Israel, vecino directo de Jordania. Jordania considera que un Estado palestino independiente con las fronteras de 1967 forma parte de la solución de los dos Estados y es de interés nacional supremo. La dinastía hachemí en el poder tiene la custodia de los lugares sagrados de Jerusalén desde 1924, una posición reforzada en el tratado de paz entre Israel y Jordania. Los disturbios en la mezquita de Al Aqsa de Jerusalén entre israelíes y palestinos crearon tensiones entre Jordania e Israel en relación con el papel del primero en la protección de los lugares musulmanes y cristianos de Jerusalén.

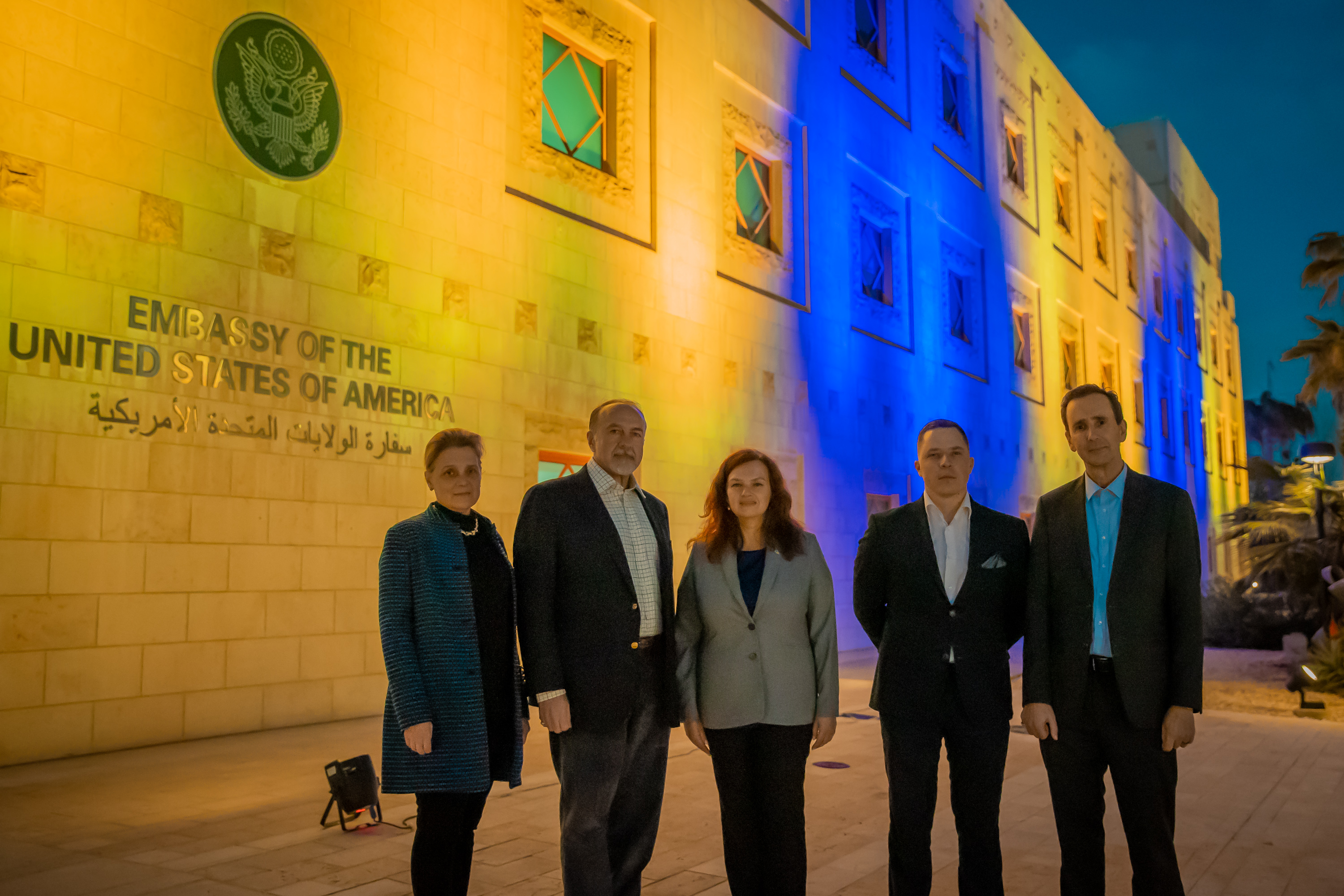
Embajada de Estados Unidos en Jordania

Jordania es miembro fundador de la Organización de Cooperación Islámica y de la Liga Árabe Jordania y Marruecos intentaron unirse al Consejo de Cooperación del Golfo (CCG) en 2011, pero los países del Golfo ofrecieron en su lugar un programa quinquenal de ayuda al desarrollo.
En el contexto de la Política Europea de Vecindad de la Unión Europea, la UE y Jordania han adoptado conjuntamente un Plan de Acción para reforzar su interdependencia política y económica y seguir aplicando su actual Acuerdo de Asociación. Este Plan de Acción abarca un plazo de tres a cinco años y fomentará y apoyará los objetivos de reforma nacional de Jordania y su mayor integración en las estructuras económicas y sociales europeas.
La Organización del Tratado del Atlántico Norte (OTAN) mantiene una relación estratégica con Jordania desde hace más de 30 años. En junio de 2024, la Alianza firmó un acuerdo con el gobierno jordano para establecer su primera Oficina de Enlace en un país árabe y de Oriente Medio, ubicada en la capital, Amán. La iniciativa forma parte del fortalecimiento del compromiso de la OTAN con su "Vecindad Sur", que incluye a países del Diálogo Mediterráneo y de la Iniciativa de Cooperación de Estambul. 

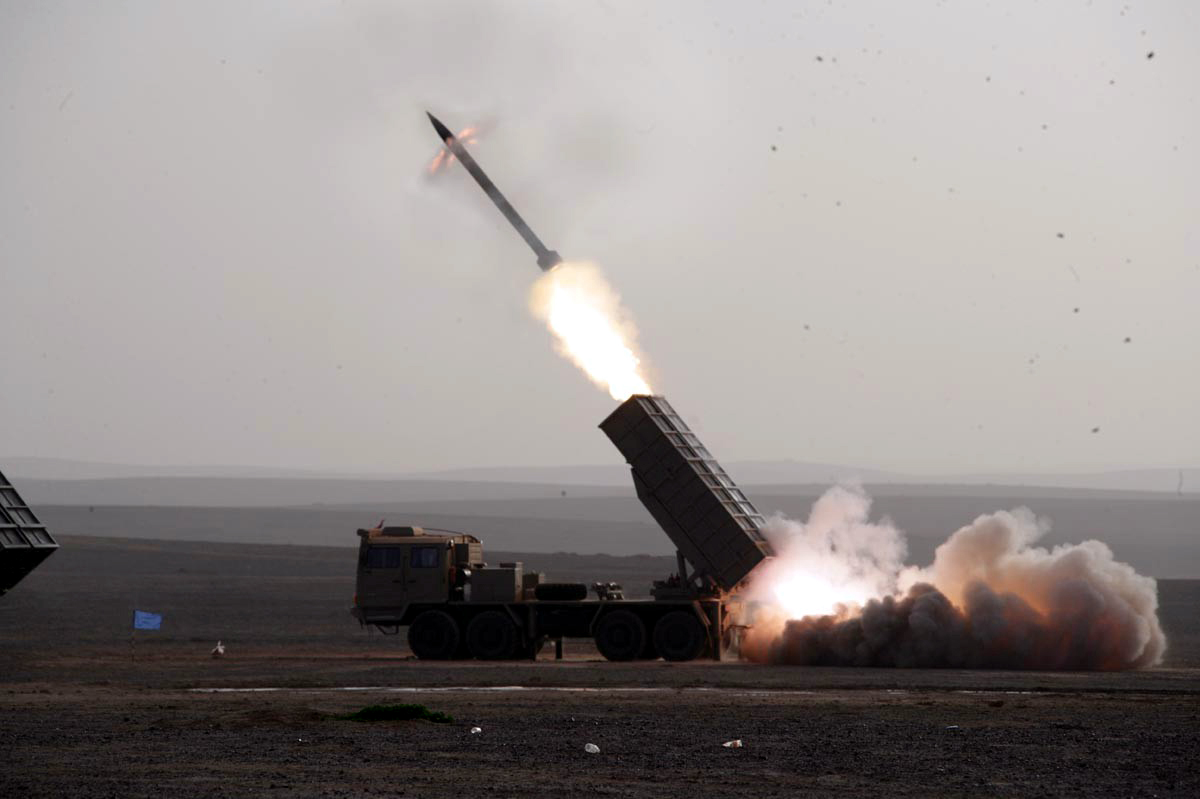
El sistema de lanzamiento múltiple de cohetes (MLRS) WM-120 de fabricación china en Jordania

### Defensa

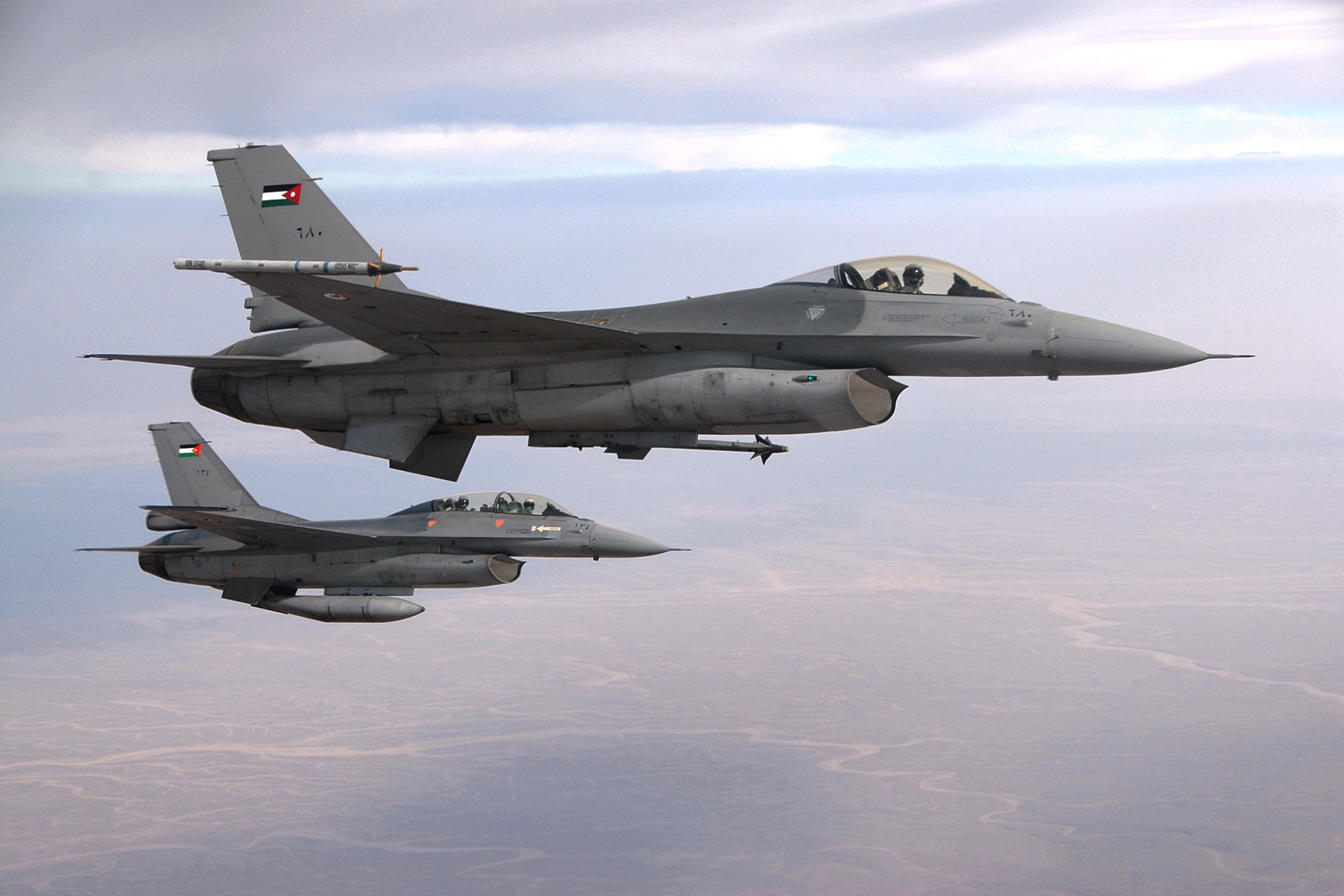
Dos aviones F-16 de fabricación estadounidense usados por la Real Fuerza Aérea Jordana

El primer ejército organizado de Jordania se creó el 22 de octubre de 1920 y recibió el nombre de «Legión Árabe». La Legión pasó de 150 hombres en 1920 a 8.000 en 1946. La toma de Cisjordania por Jordania durante la guerra árabe-israelí de 1948 demostró que la Legión Árabe, conocida hoy como Fuerzas Armadas de Jordania, era la más eficaz entre las tropas árabes que participaron en la guerra. El Ejército Real Jordano, que cuenta con unos 110.000 efectivos, está considerado como uno de los más profesionales de la región, debido a que está especialmente bien entrenado y organizado.
El ejército jordano goza de un fuerte apoyo y ayuda de Estados Unidos, el Reino Unido y Francia. Esto se debe a la posición crítica de Jordania en Oriente Próximo. El desarrollo de las Fuerzas de Operaciones Especiales ha sido especialmente significativo, mejorando la capacidad del ejército para reaccionar rápidamente ante amenazas a la seguridad nacional, así como para entrenar a fuerzas especiales de la región y de fuera de ella. Jordania proporciona un amplio entrenamiento a las fuerzas de seguridad de varios países árabes.
Anteriormente, aproximadamente 50.000 soldados jordanos colaboraban con las Naciones Unidas en misiones de mantenimiento de la paz en todo el mundo. Jordania ocupaba el tercer lugar a nivel internacional en participación en misiones de mantenimiento de la paz de la ONU, con uno de los niveles más altos de contribuciones de tropas de mantenimiento de la paz de todos los Estados miembros de la ONU. Sin embargo, Jordania se posicionó en 2025 en 45º lugar en el Ranking Mundial de países contribuidores a las Misiones de Mantenimiento de la Paz.
En 2014, Jordania se unió a una campaña de bombardeos aéreos de una coalición internacional liderada por Estados Unidos contra el Estado Islámico en el marco de su intervención en la guerra civil siria. En 2015, Jordania participó en la intervención militar liderada por Arabia Saudí en Yemen contra los houthis y las fuerzas leales al expresidente Ali Abdullah Saleh, depuesto en la revuelta de 2011.

### Policía
La aplicación de la ley en Jordania es competencia de la «Fuerza de Seguridad Pública» (incluye aproximadamente 50.000 personas), la policía nacional jordana, que está subordinada a la Dirección de Seguridad Pública del Ministerio del Interior.

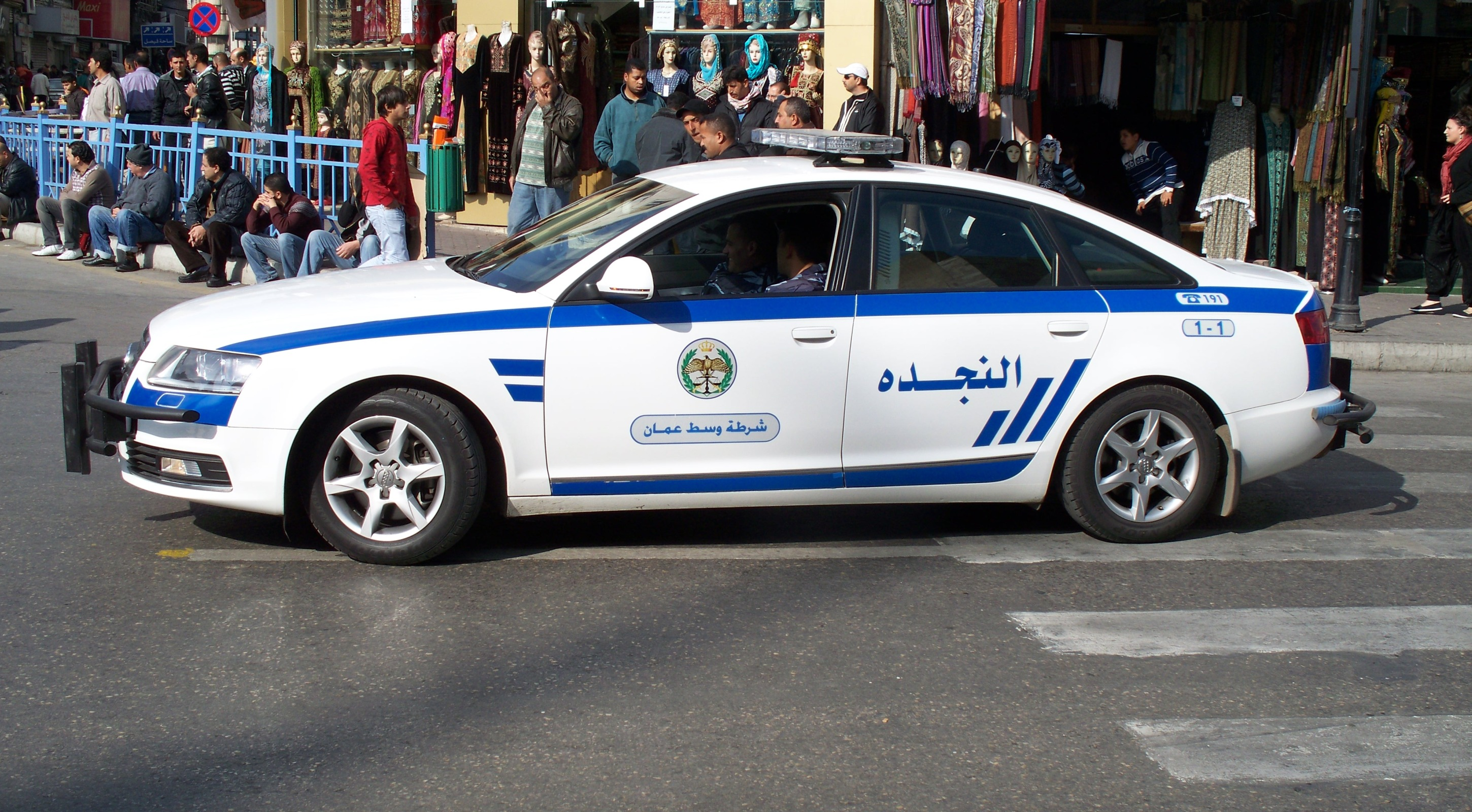
Automóvil de la policía jordana

El primer cuerpo de policía del Estado jordano, tras la caída del Imperio otomano, se organizó el 11 de abril de 1921. Ali Khulqi Pasha Alsharairi fue nombrado primer comandante de la fuerza de seguridad y consejero de Seguridad Nacional (ministro) en el primer gobierno de Transjordania. La primera fuerza de seguridad estaba compuesta por el Batallón de Gendarmería y el regimiento de Gendarmería, el regimiento de reservistas, los regulares y la fuerza de patrulla del desierto.
Hasta 1956, las funciones policiales fueron desempeñadas totalmente por la Legión Árabe y la Fuerza Fronteriza de Transjordania, después de ese año se creó el Departamento de Seguridad Pública.
Con sede en Amán, la Dirección General de la Policía Nacional es responsable de las actividades policiales, de seguridad y de aplicación de la ley en todo el país. La policía está dirigida por el director general de Seguridad Pública, tradicionalmente un general de alto rango del ejército jordano, que depende del Ministro del Interior. Por debajo de la sede central hay diez direcciones regionales. Ocho de ellas corresponden a las gobernaciones denominadas muhafathat, y una cubre Amán y sus suburbios. La región del desierto constituía una dirección aparte y era patrullada por la Fuerza de Policía del Desierto.

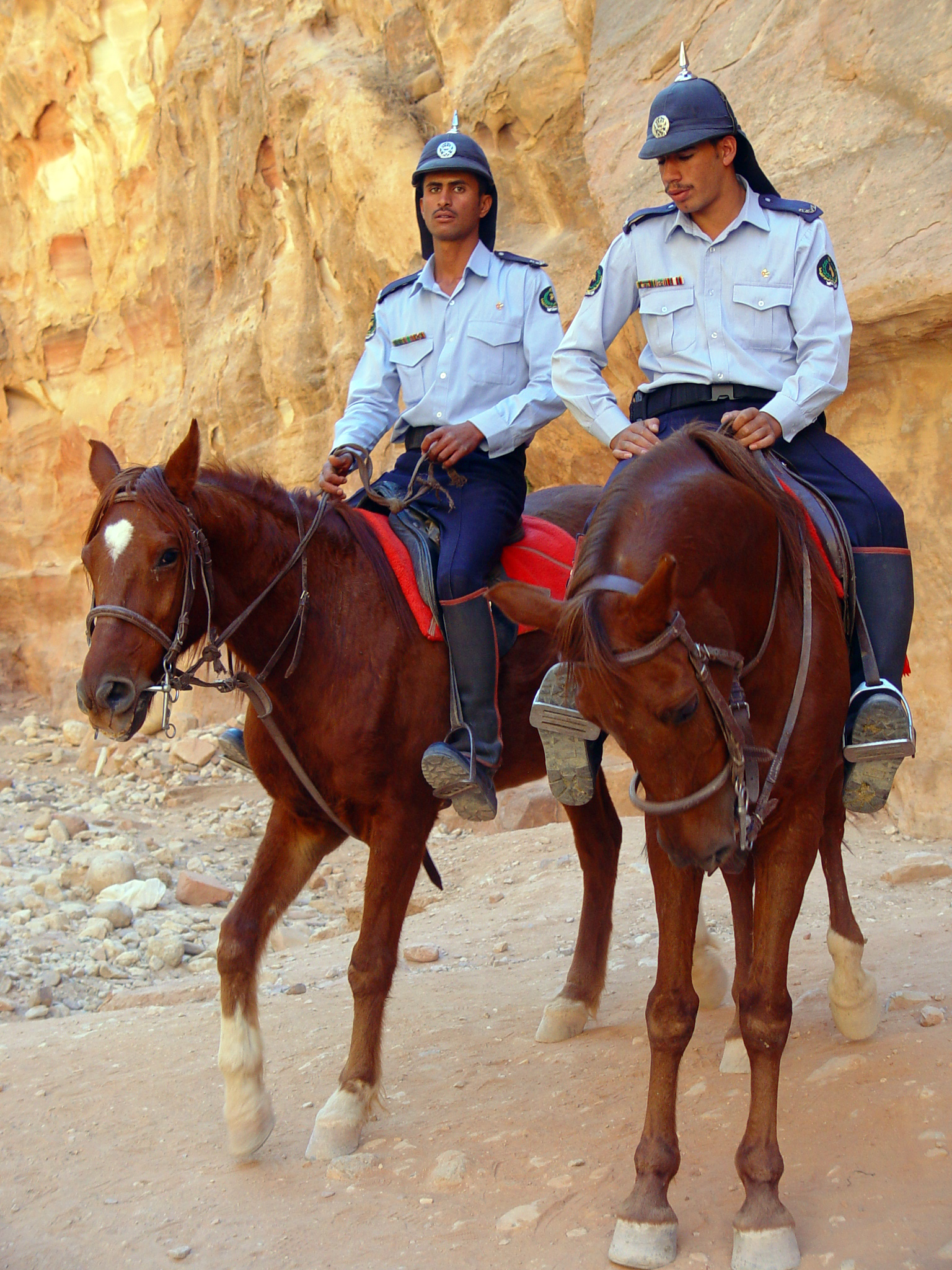
Policía Turística y Montada en Petra Jordania

Las operaciones de la Fuerza de Seguridad Pública se dividen en tres funciones principales:
- Policía Administrativa: prevención rutinaria de la delincuencia y mantenimiento de la seguridad pública; además, elementos especiales de la policía se encargan del control del tráfico, la concesión de licencias de vehículos, la autorización de determinadas actividades empresariales, la aplicación de la normativa comercial, la aplicación de los códigos de construcción y las ordenanzas de zonificación, la localización de personas desaparecidas, la vigilancia de lugares públicos y la asistencia a los funcionarios de aduanas e inmigración. La policía también gestiona el sistema penitenciario de Jordania.

- Policía Judicial: realiza investigaciones penales y presta asistencia a la fiscalía);

- Operaciones de apoyo: proporcionan formación, logística, asuntos públicos, comunicación, etc.

Además, la policía tiene tres grandes divisiones estructurales:
- metropolitana

- rural (pequeñas ciudades)

- La Policía del Desierto (cuyo nombre oficial es Policía Real Beduina), también encargada de detectar y prevenir el contrabando de drogas y armas, también se ha ampliado considerablemente. La Policía del Desierto utiliza patrullas montadas en dromedarios y vehículos todoterreno.

Las Fuerzas especiales de Seguridad (SSF) solían ser una rama separada y de élite de la Dirección de Seguridad Pública (PSD) que se centraba principalmente en la lucha contra el terrorismo. Se han separado de la PSD y se han convertido en un organismo policial independiente en Jordania conocido como «Daraq», que se traduce aproximadamente como Gendarmería. 

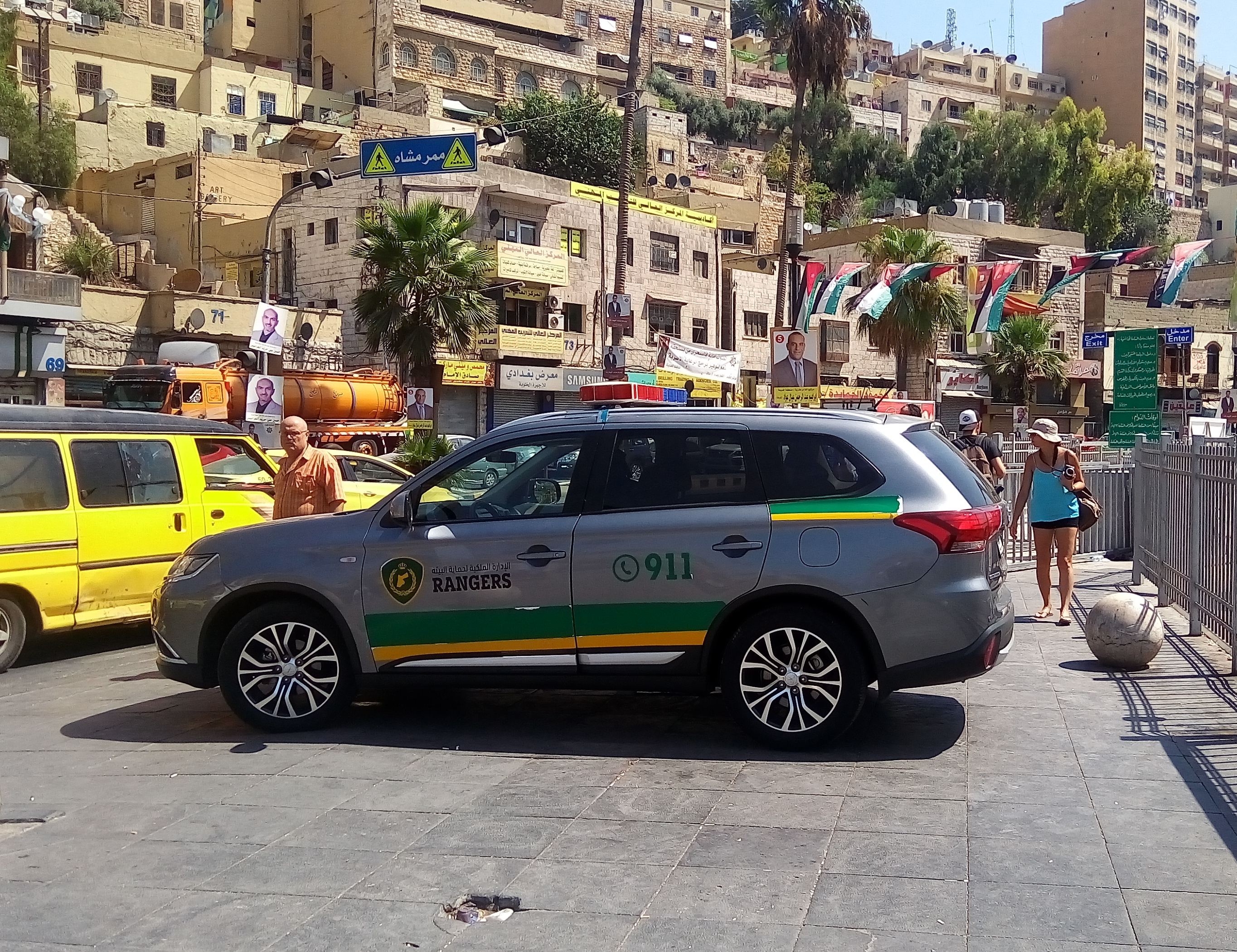
Rangers de Jordania

Esta organización es responsable del control de disturbios, la acción directa/misiones tácticas y la seguridad de las misiones diplomáticas extranjeras y sus diplomáticos. Daraq es más una fuerza de seguridad estática que una entidad policial tradicional.
Además, el Departamento General de Inteligencia (GID), generalmente conocido como el Mukhabarat del nombre árabe Dairat al Mukhabarat, que depende directamente del rey y es responsable de la seguridad nacional e internacional, el espionaje y las operaciones antiterroristas.

## Organización político-administrativa
Jordania está dividida en doce gobernaciones (muhafazat, en singular muhafazah):

Mapa de las gobernaciones de Jordania.

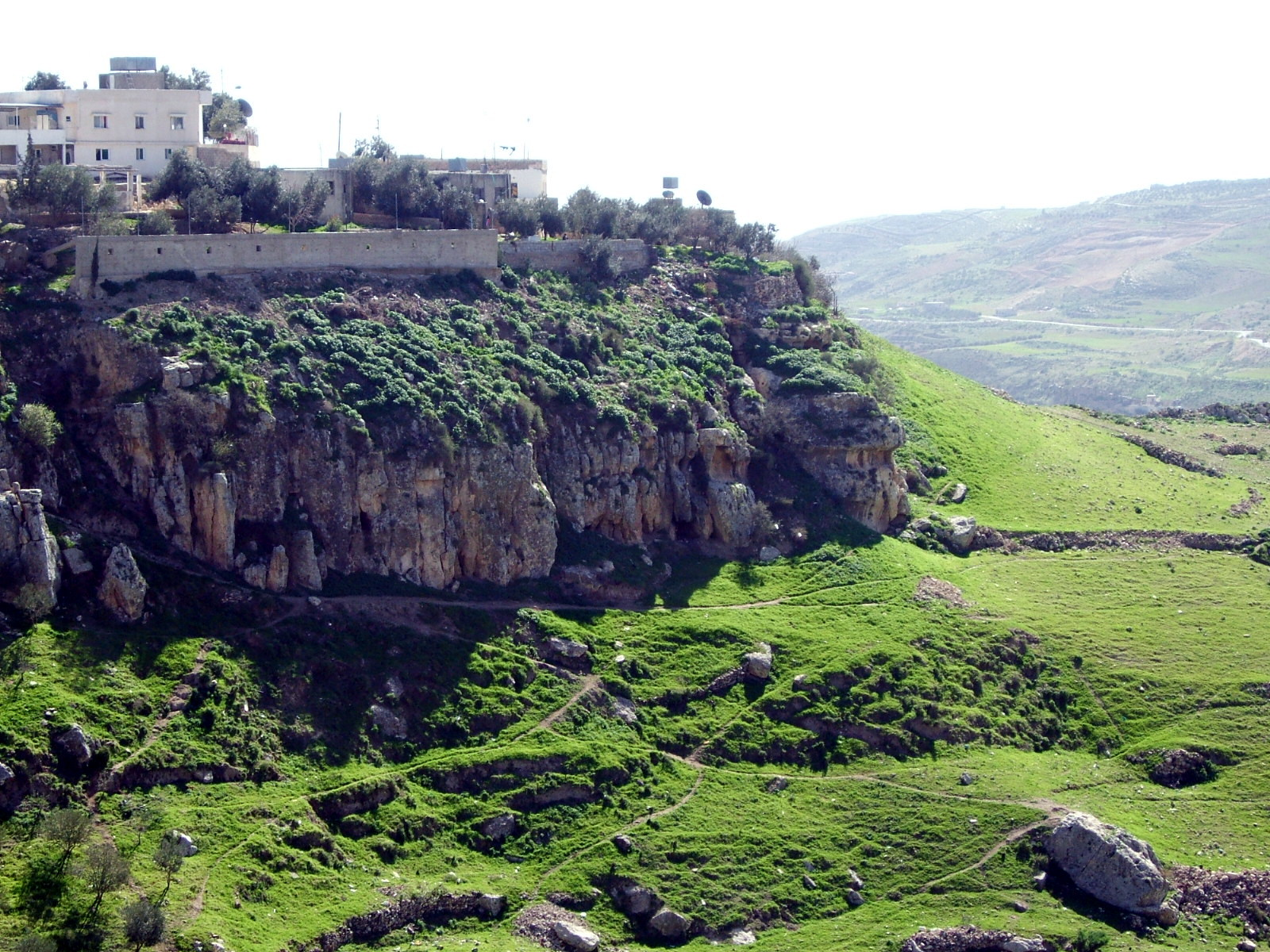
Un pueblo cerca de Al-Salt, en la gobernación jordana de Balqa.

| Provincia                 | Población (2008 est.) | Superficie (km²) | Densidad (hab./km²) | Ciudad Capital | Población (Metro, 2015 est) |
| ------------------------- | --------------------- | ---------------- | ------------------- | -------------- | --------------------------- |
| Gobernación de Amán       | 1 939 405             | 8 231            | 246,3               | Amán           | 4 405 470                   |
| Gobernación de Irbid      | 950 700               | 1 621            | 570,3               | Irbid          | 1 212 387                   |
| Gobernación de Zarqa      | 838 250               | 4 080            | 205,5               | Zarqa          | -                           |
| Gobernación de Al Balqa'  | 349 580               | 1 076            | 324,9               | Salt           | -                           |
| Gobernación de Al Mafraq  | 245 671               | 26 435           | 9,3                 | Mafraq         | -                           |
| Gobernación de Al Karak   | 214 225               | 3 217            | 66,6                | Karak          | -                           |
| Gobernación de Jarash     | 156 680               | 402              | 379                 | Jarash         | -                           |
| Gobernación de Madaba     | 135 890               | 2 008            | 67,7                | Madaba         | -                           |
| Gobernación de Ajlun      | 118 496               | 412              | 287,1               | Ajlun          | -                           |
| Gobernación de Aqaba      | 107 115               | 6 583            | 16,3                | Aqaba          | 148 416                     |
| Gobernación de Ma'an      | 103 920               | 33 163           | 3,1                 | Ma'an          | -                           |
| Gobernación de At Tafilah | 81 000                | 2 114            | 38,3                | At Tafilah     | -                           |

## Geografía

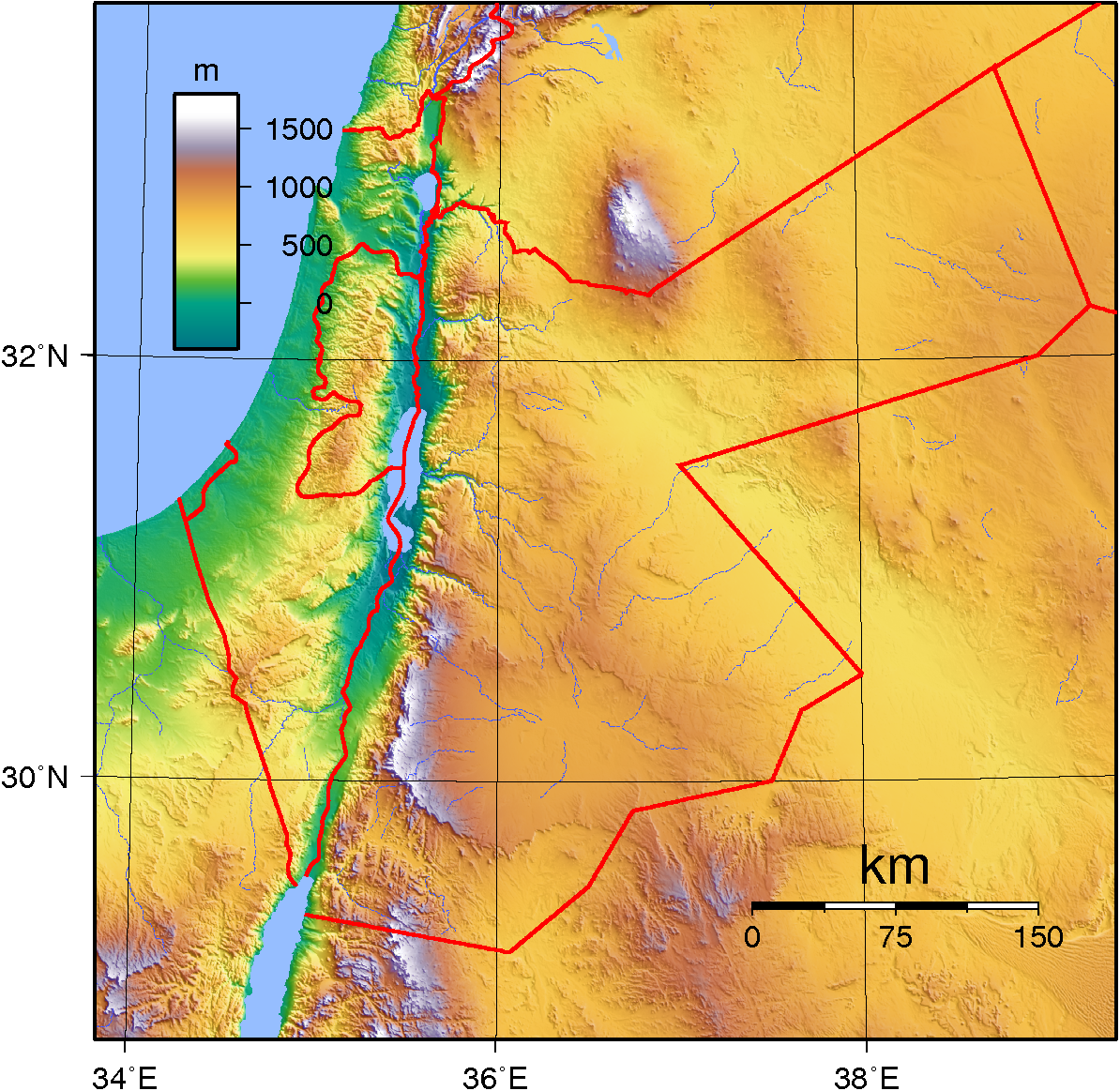
Mapa físico de Jordania.

Jordania limita con Irak al noreste, Arabia Saudita al este y sur, Israel y Palestina al oeste y Siria al norte. En total, sus fronteras tienen una longitud de 1744 km. Gracias al golfo de Aqaba, posee una salida al mar Rojo, con 26 km de costa. También posee costas interiores en el mar Muerto.
Su territorio ocupa una superficie de 89 342 km², por lo que su extensión puede compararse con la de Portugal o con el doble de Suiza.
Jordania posee una árida planicie que cubre las regiones centrales y orientales de su territorio, por lo que solamente el 3,32% de las tierras son cultivables. En el oeste, existen regiones altas. El Valle del Rift del Jordán y el río Jordán son las fronteras naturales occidentales de Jordania. El punto más bajo es el mar Muerto (-408 m s. n. m.) y el punto más alto es la montaña Jabal Umm ad Dami con 1854 m de altitud sobre el nivel del mar.

### Clima

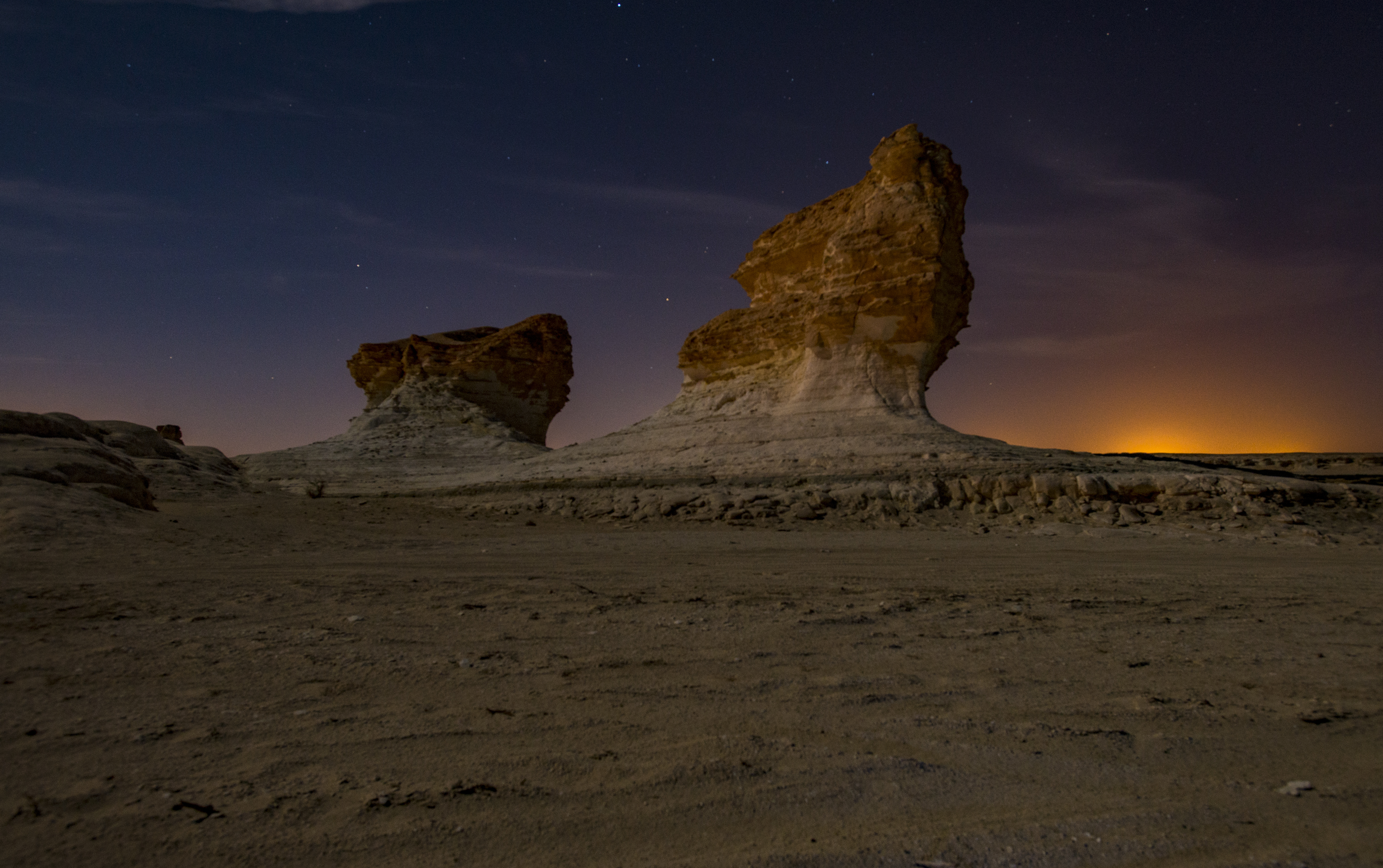
Alrededor del 75% del territorio de Jordania esta ocupado por desiertos

Jordania es un país eminentemente desértico, aunque también están presentes los biomas de bosque mediterráneo y pradera en el oeste.
Según WWF, el territorio de Jordania se reparte entre cinco ecorregiones: en el norte, de este a oeste, se suceden el desierto arbustivo de Mesopotamia, la estepa de Oriente Próximo y el bosque del Mediterráneo oriental; el sur se reparte entre el desierto y monte xerófilo de Arabia y el Sinaí y el desierto y semidesierto tropicales del mar Rojo.
Hay seis reservas naturales en Jordania, la Reserva de la Biosfera de Dana, el Wadi Mujib, la Reserva Forestal de Ajlun, la Reserva Forestal de Dibeen, el humedal de Azraq y la Reserva de Shaumari. Las dos últimas se encuentran cerca de Azraq, pero mientras la primera es un humedal donde pueden contemplarse aves migratorias, Shaumari es una pequeña reserva en la que pueden verse animales del desierto desaparecidos de la mayor parte del país, como el órix de Arabia, el onagro, la gacela persa y el avestruz.

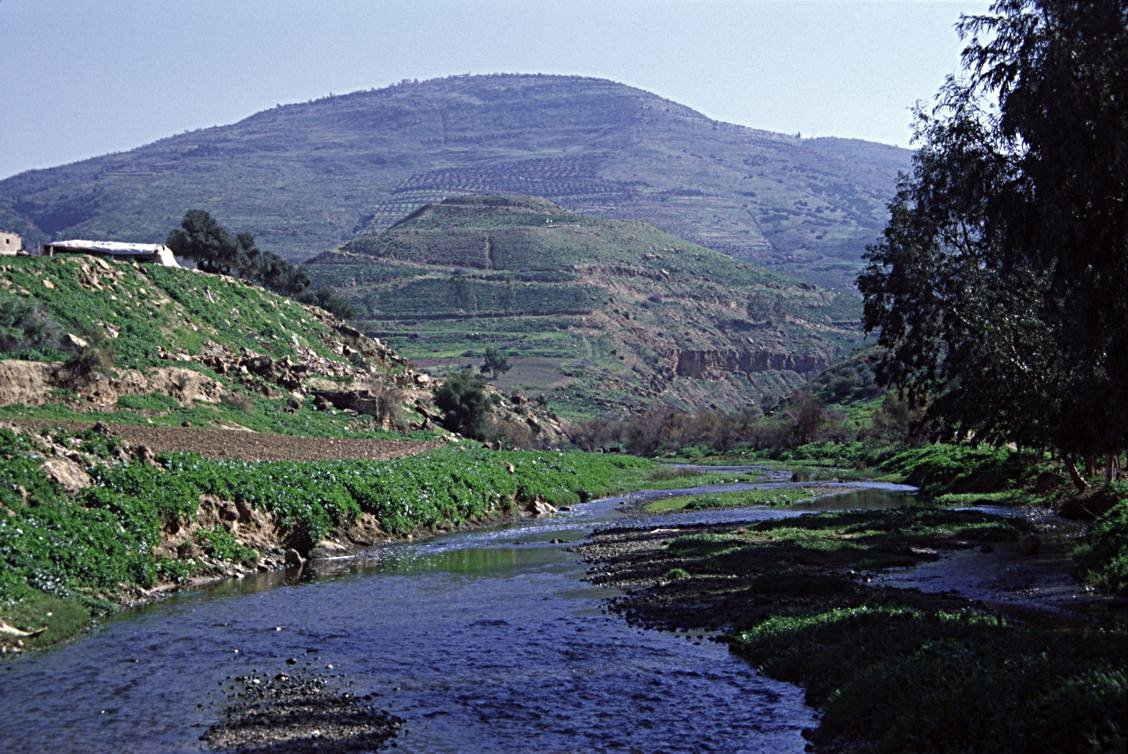
El río Zarqa pasando por las montañas de Jarash.
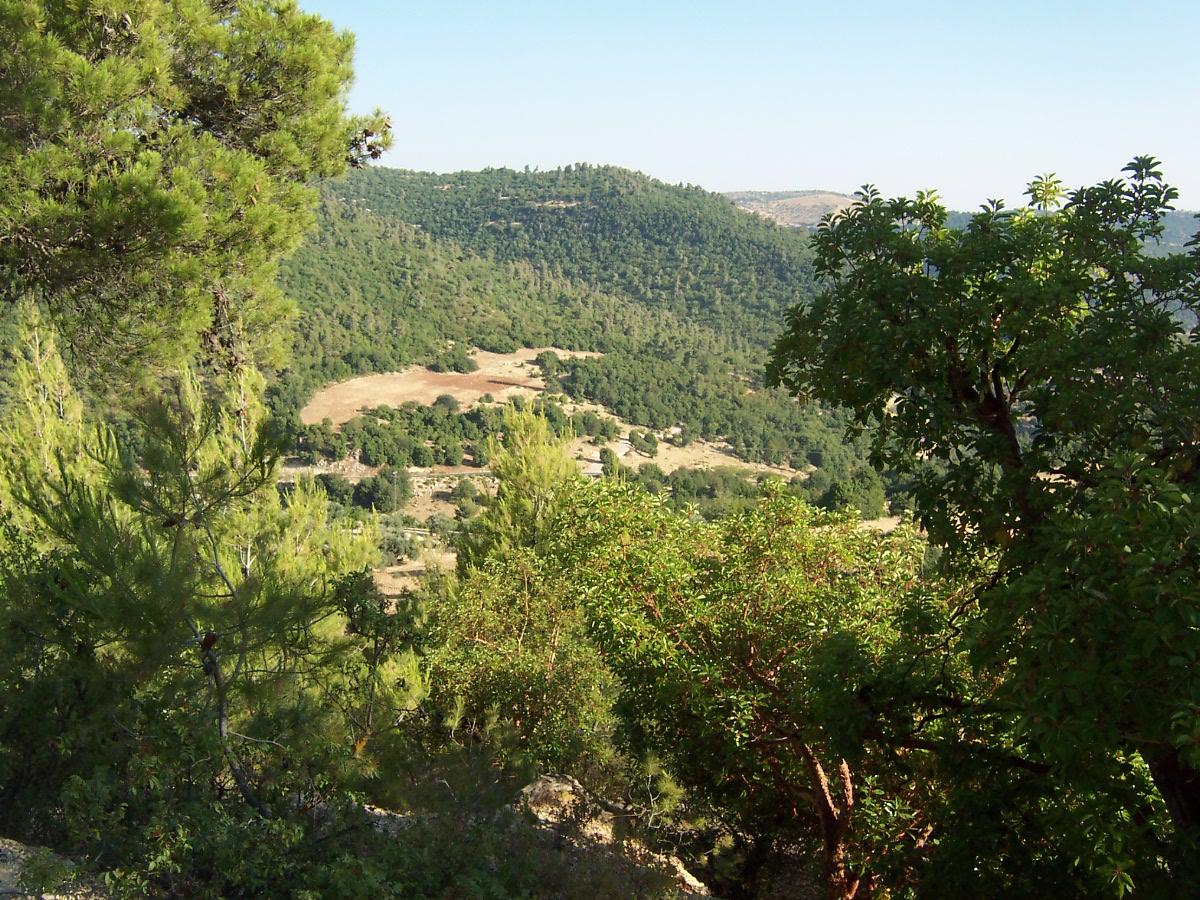
Las montañas de Ajlun.
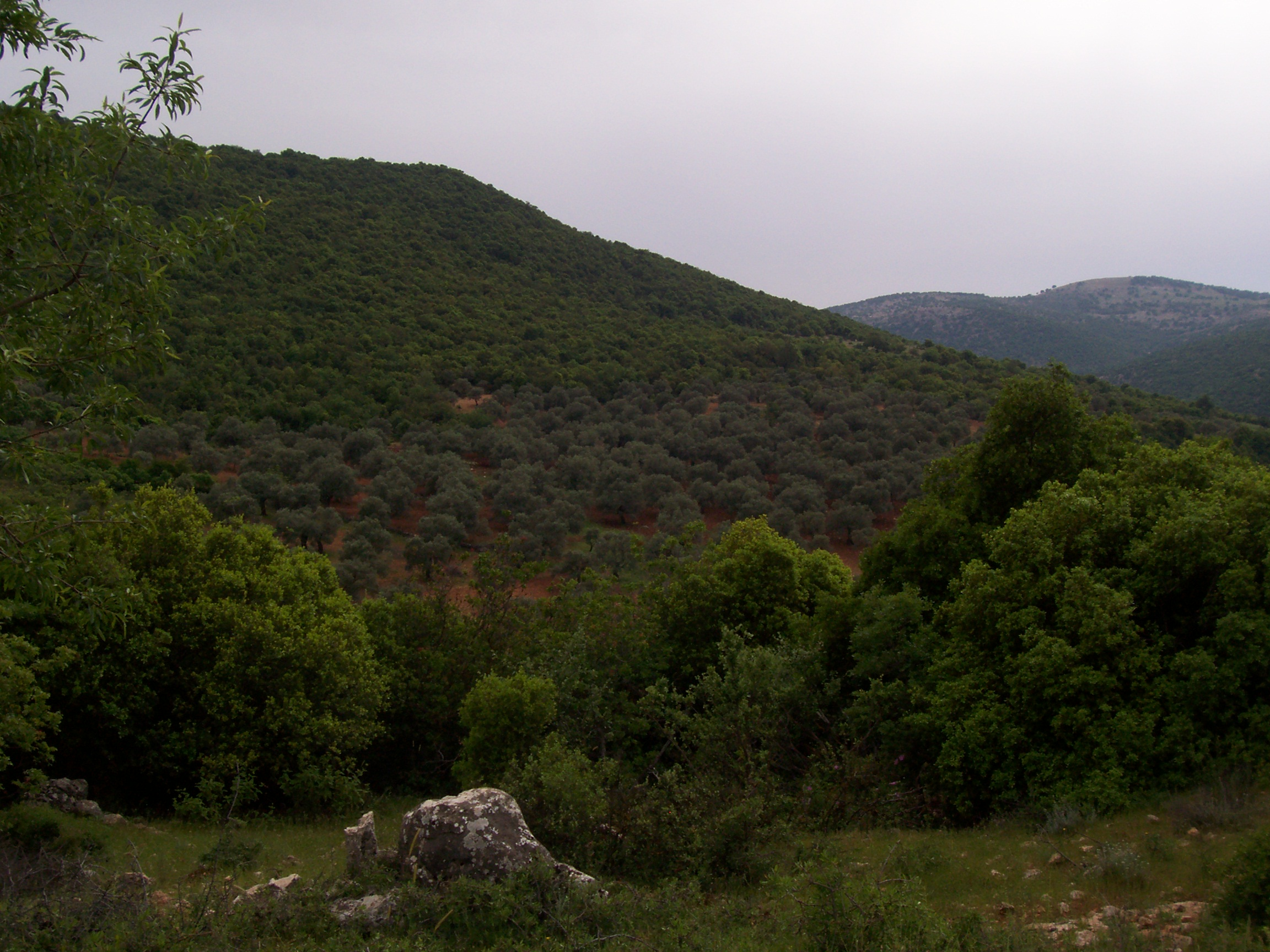
Las montañas de Gobernación de Ajlun.

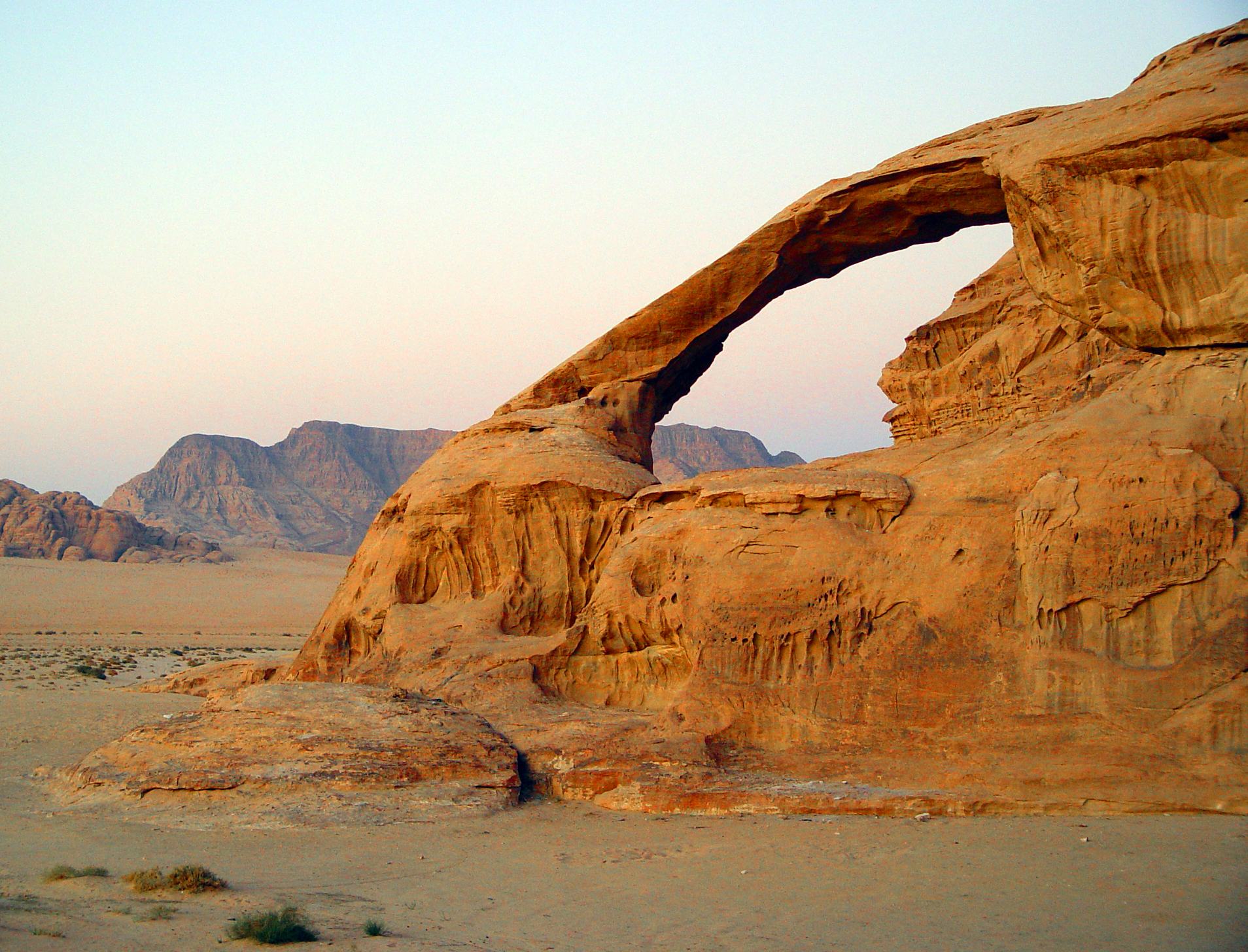
Arco natural producido por la erosión de rocas meteorizadas diferencialmente en Jebel Kharaz (Jordania).

### Topografía
El país está formado principalmente por una meseta de entre 700 y 1200 m de altitud, dividida en cordilleras por valles y desfiladeros, y algunas zonas montañosas. Al oeste de la meseta, las tierras descienden formando la orilla oriental del valle del Rift del Jordán. El valle forma parte del Gran Valle del Rift norte-sur, y sus sucesivas depresiones son el lago Tiberíades (Mar de Galilea; su fondo está a unos -258 m), el valle del Jordán, el Mar Muerto (su fondo está a unos -730 ), el Arabah y el golfo de Aqaba en el Mar Rojo. La frontera occidental de Jordania sigue el fondo de la grieta. Aunque es una región propensa a los terremotos, no se han registrado sacudidas graves desde hace varios siglos.

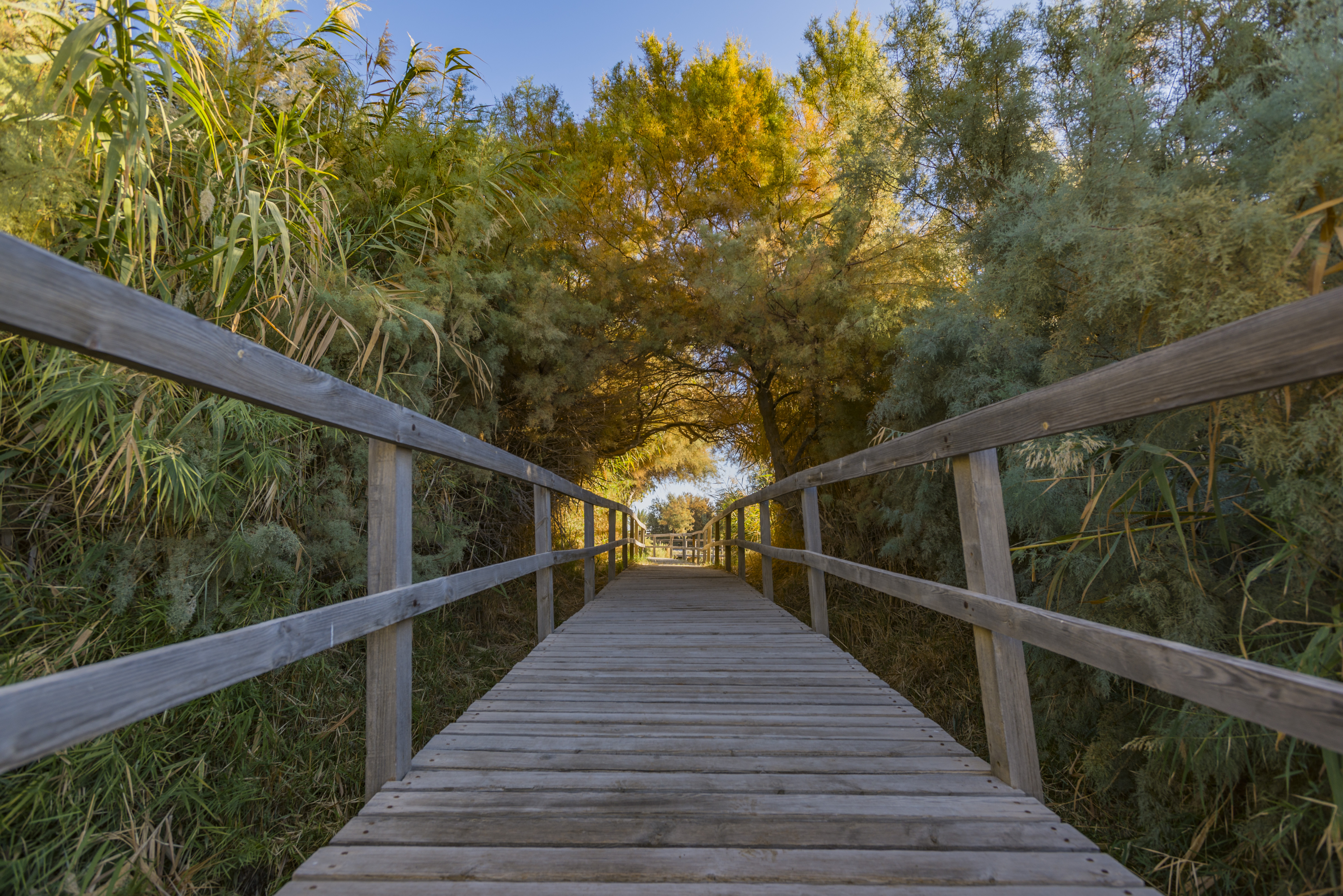
Reserva de los Humedales de Azraq en la Gobernación de Zarká

La mayor parte de la orilla oriental es, con mucho, desértica, y presenta las formas del terreno y otras características asociadas a una gran aridez. La mayor parte de estas tierras forman parte del desierto sirio y del desierto árabe septentrional. Hay grandes extensiones de arena y dunas, sobre todo en el sur y el sureste, junto con salinas. Ocasionalmente, las colinas de arenisca o las montañas bajas sólo albergan una vegetación escasa y achaparrada que prospera durante un breve periodo tras las escasas lluvias invernales. Estas zonas albergan poca vida y son las menos pobladas de Jordania.
La red de drenaje es gruesa e incisa. En muchas zonas el relieve no proporciona una salida eventual al mar, por lo que los depósitos sedimentarios se acumulan en cuencas donde la humedad se evapora o es absorbida por el suelo. Hacia la depresión de la parte occidental de la orilla oriental, el desierto se eleva gradualmente hasta las tierras altas jordanas, un país estepario de mesetas calizas altas y profundamente recortadas con una altitud media de unos 900 m. Algunas cumbres de esta región alcanzan los 1200 m en la parte norte y superan los 1700 m en la parte sur; el pico más alto es Jabal Ramm, con 1754 m (aunque el pico más alto de toda Jordania es Jabal Umm al Dami, con 1854 m. Se encuentra en una zona remota del sur de Jordania). Estas tierras altas son una zona de pueblos asentados desde hace mucho tiempo.

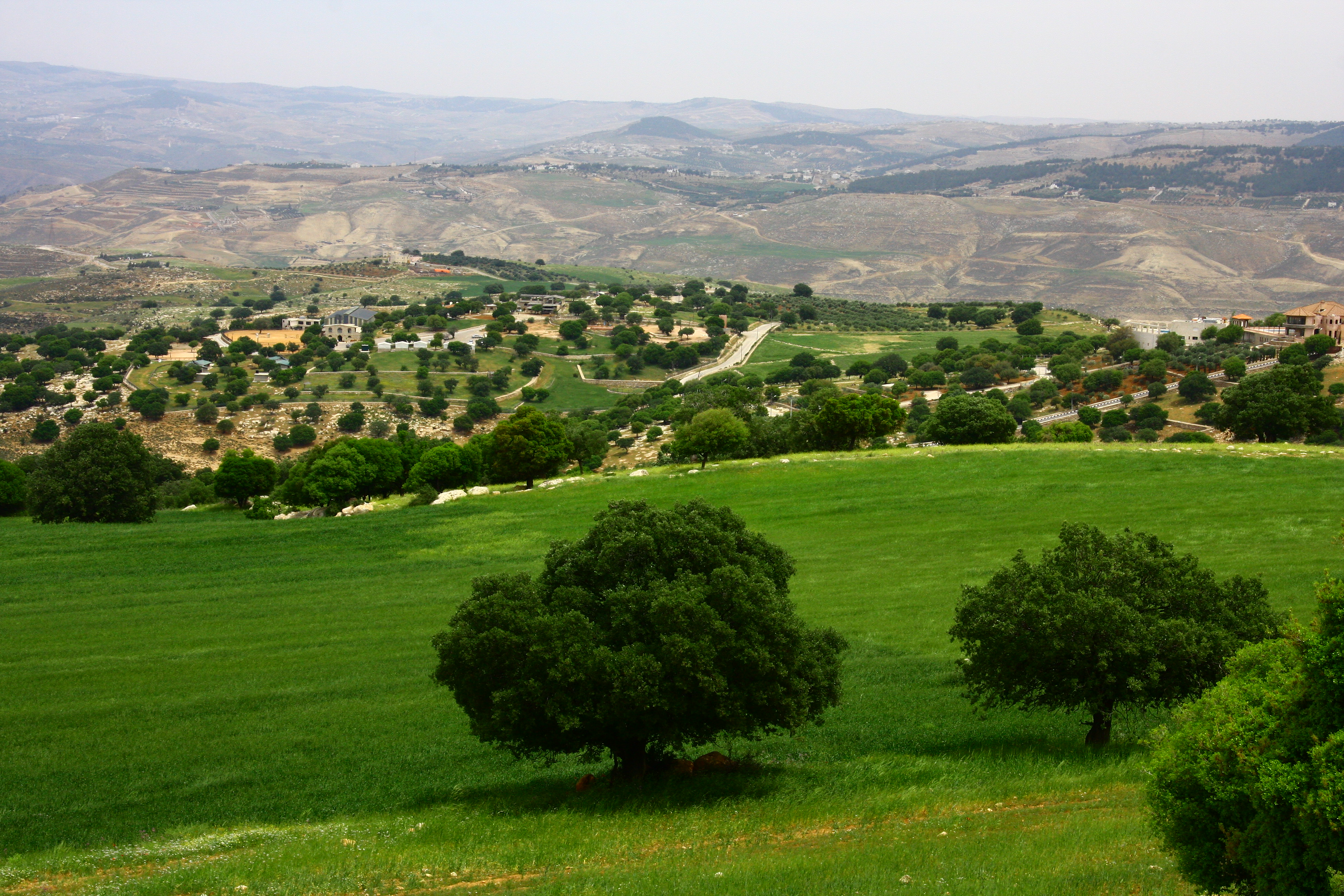
Paisaje de la gobernación de Balqa

El borde occidental de esta meseta forma una escarpa a lo largo del lado oriental de la depresión del río Jordán-Mar Muerto y su continuación al sur del Mar Muerto. La mayoría de los uadis que drenan la meseta hacia la depresión sólo llevan agua durante la corta temporada de lluvias invernales. Con profundas paredes en forma de cañón, los uadis, secos o caudalosos, pueden ser un obstáculo formidable para viajar.
El río Jordán es corto, pero desde su cabecera montañosa (unos 160 km al norte de su desembocadura en el Mar Muerto) el cauce desciende desde una altitud de unos 3000 m sobre el nivel del mar hasta más de 400 m bajo el nivel del mar. Antes de llegar a territorio jordano, el río forma el Mar de Galilea, cuya superficie está a 212 m por debajo del nivel del mar. El principal afluente del río Jordán es el río Yarmouk. Cerca de la confluencia de ambos ríos, el Yarmuk forma la frontera entre Israel al noroeste, Siria al noreste y Jordania al sur. El río Zarqa, segundo afluente principal del Jordán, fluye y desemboca íntegramente en Cisjordania Oriental.
Desde el río Yarmouk, en el norte, hasta Al Aqaba, en el sur, se extiende un valle de 380 km. La parte norte, desde el río Yarmouk hasta el Mar Muerto, se conoce comúnmente como el Valle del Jordán. Está dividida en dos partes, oriental y occidental, por el río Jordán. Bordeado por una escarpadura escarpada tanto en el lado oriental como en el occidental, el valle alcanza una anchura máxima de 22 km en algunos puntos. El valle se conoce propiamente como Al Ghawr o Al Ghor (la depresión o valle).

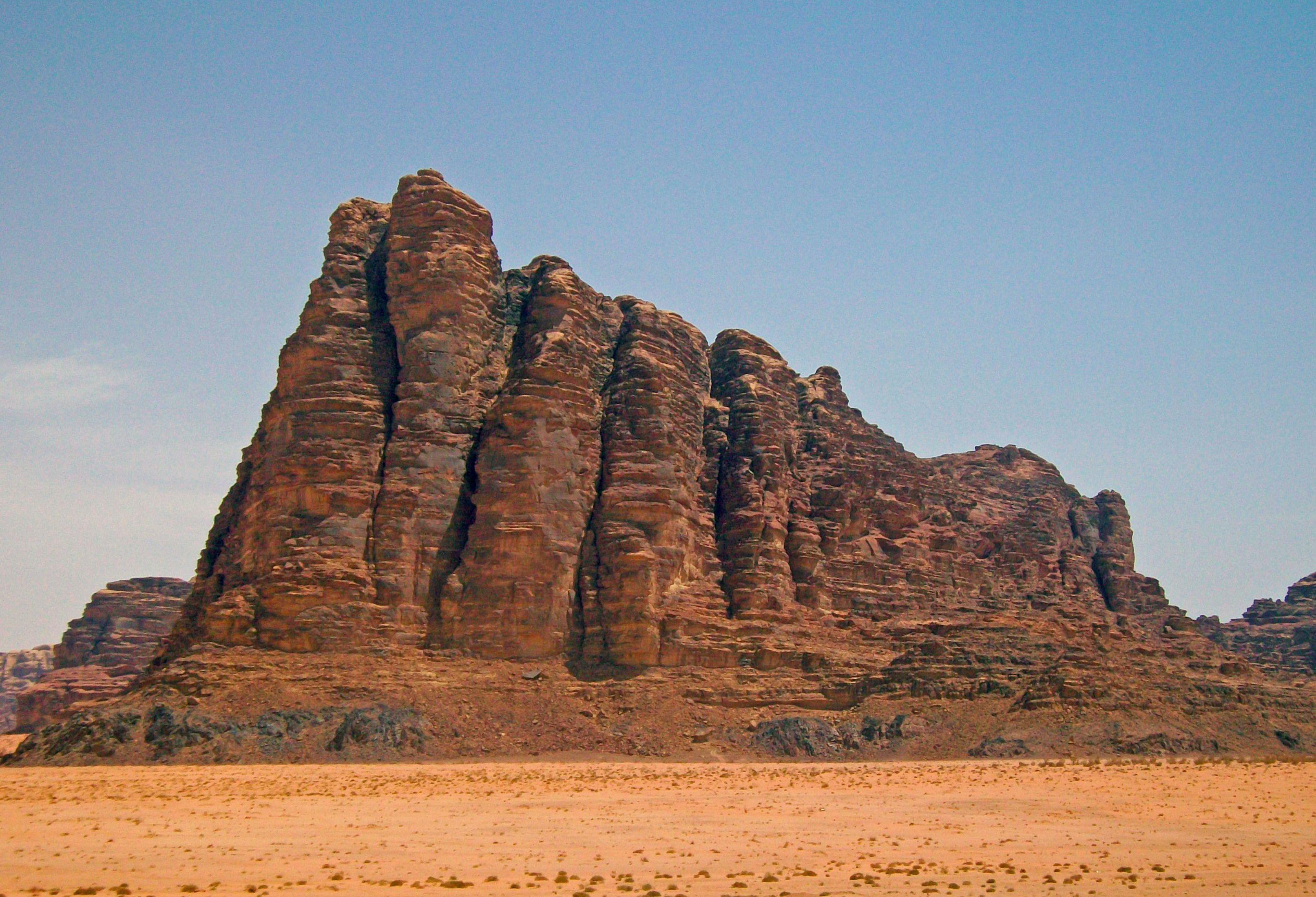
Formación de Los Sietes Pilares de Sabiduría

El valle del Rift en el lado sur del Mar Muerto se conoce como Ghawr Meridional y Wadi al Jayb (popularmente conocido como Wadi al Arabah). El Ghawr Meridional va desde Wadi al Hammah, en el lado sur del Mar Muerto, hasta Ghawr Faya, a unos 25 km al sur del Mar Muerto. El Wadi al Jayb tiene 180 km de longitud, desde la orilla sur del Mar Muerto hasta Al Aqaba, en el sur. El fondo del valle varía de nivel. En el sur, alcanza su nivel más bajo en el Mar Muerto (más de 400 m por debajo del nivel del mar), elevándose en el norte hasta justo por encima del nivel del mar. La evaporación del mar es extrema debido a las altas temperaturas durante todo el año. El agua contiene unos 250 gramos de sales disueltas por litro en la superficie y alcanza el punto de saturación a 110 m.
El Mar Muerto ocupa la depresión más profunda de la superficie terrestre. La profundidad de la depresión se ve acentuada por las montañas y altiplanos circundantes, que se elevan entre 800 y 1200 m sobre el nivel del mar. La mayor profundidad del mar es de unos 430 m, por lo que alcanza un punto a más de 825 m por debajo del nivel del mar. El descenso del nivel del mar ha hecho que la antigua península de Lisan se convierta en un puente de tierra que divide el mar en cuencas septentrionales y meridionales separadas.

### Flora

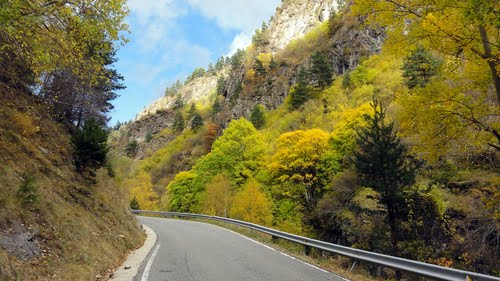
Bosque de Mazar

Jordania posee una gran biodiversidad de hábitats y se han registrado más de dos mil especies de plantas en el país; esto incluye unas 150 familias de plantas y 700 géneros. Sólo tres de ellas son gimnospermas: el pino de Alepo, el ciprés mediterráneo y el enebro de Fenicia. Se han registrado entre cinco y diez especies de helechos, así como unas 150 especies de hongos y líquenes.
Muchas de las plantas con flores florecen en primavera, después de las lluvias invernales, y el tipo de vegetación depende en gran medida de la cantidad de precipitaciones. Las regiones montañosas del noroeste están cubiertas de bosques naturales de pino, roble caducifolio, roble perennifolio, pistacho y acebuche. Más al sur y al este, la vegetación se vuelve más matorral y se funde en una vegetación de tipo estepario, y el centro y el este del país son en gran parte hamada, una dura meseta desértica con poca arena.

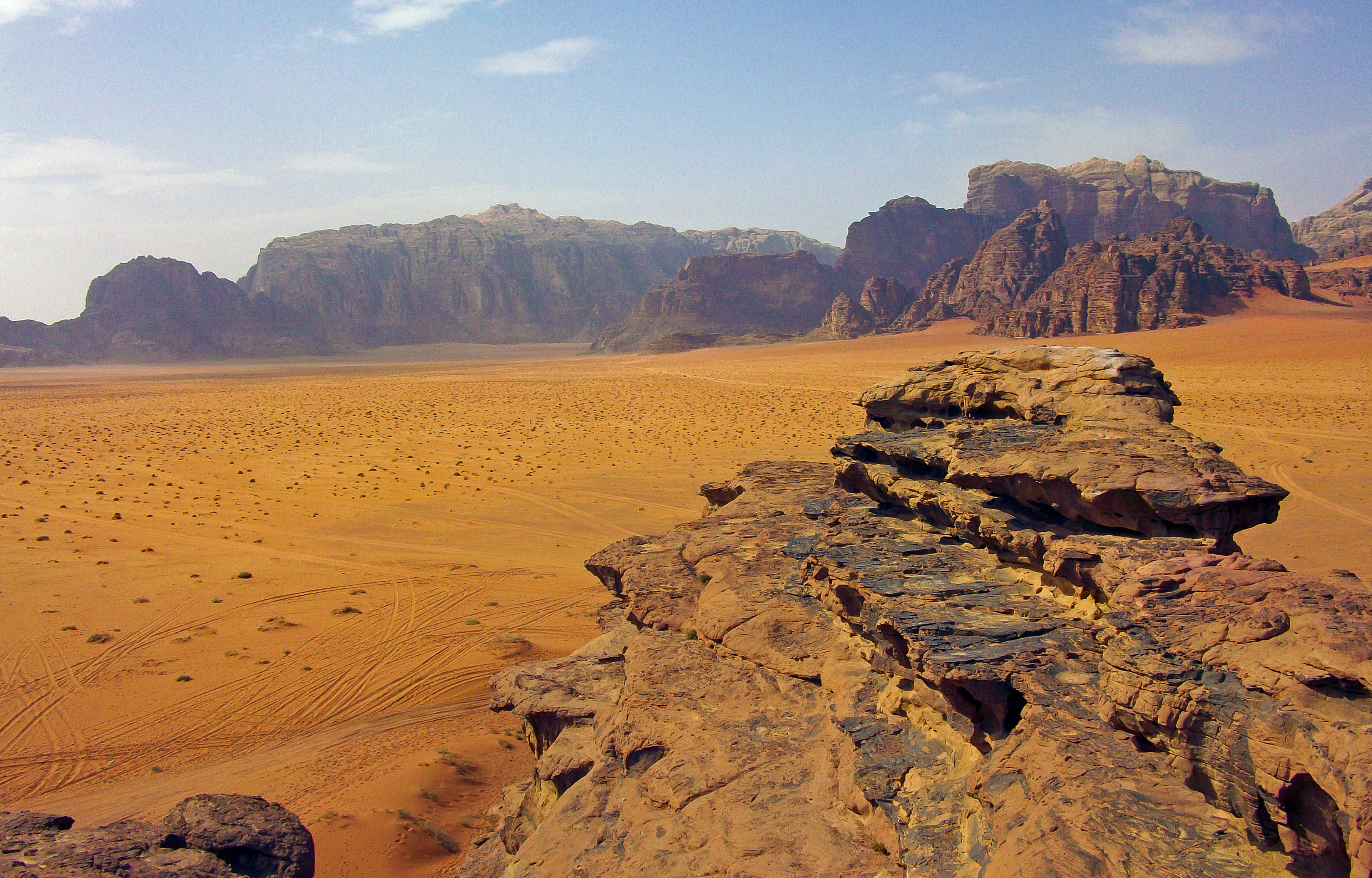
En el valle desértico del Wadi Rum la vegetación es escasa

Las laderas que dominan el valle del Rift están cubiertas de ramblas que se llenan de agua en invierno y albergan una exuberante vegetación de árboles y arbustos en un terreno inhóspito. En el valle del rift, la Reserva natural de Fifa incluye salinas y zonas de vegetación semitropical. Más al sur se encuentra la Reserva Natural de Catar, cerca del golfo de Aqaba, y esta zona es seca durante todo el año y contiene vegetación de tipo estepario con acacias.
En la zona de matorral, la principal especie leñosa es Sarcopoterium spinosum y en la zona esteparia predominan Ballota undulata y Salvia dominica, con Astragalus bethlemiticus y Marrubium libanoticum. La región hamada presenta un número limitado de especies. Las zonas pedregosas suelen estar dominadas por Anabasis spp. mientras que las más arenosas presentan más Retama raetam. En las zonas de wadis, lavados de grava o lugares sujetos a inundaciones repentinas, hay una flora más diversa que incluye Tamarix, Artemisia y Acacia, y las zonas de guijarros suelen tener Salsola verticillata y Halogeton alopecuroides. La flor nacional de Jordania es el iris negro (Iris nigricans), que puede encontrarse creciendo cerca de Madaba.

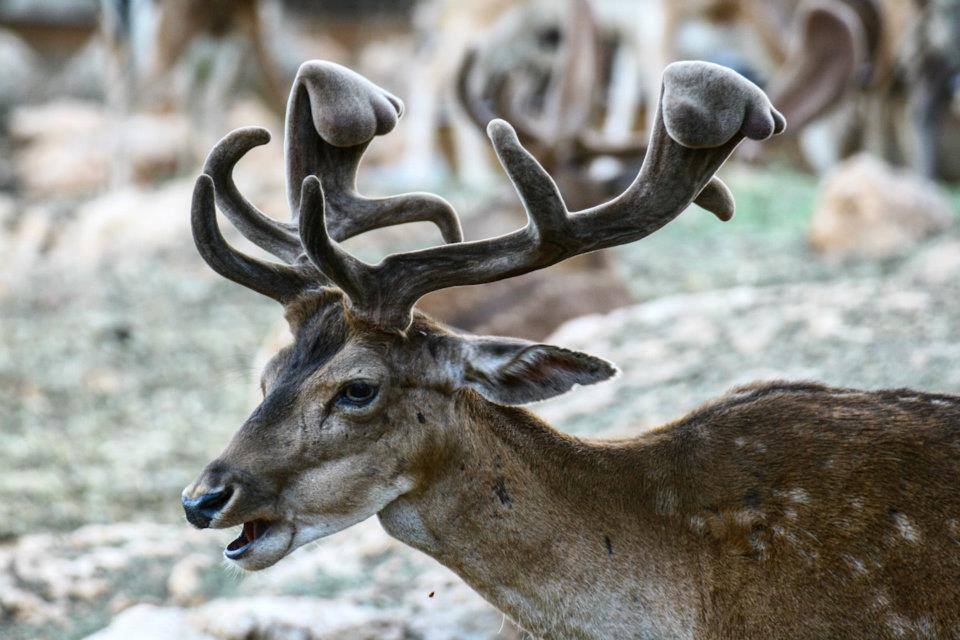
Un gamo común (Dama dama) en Barqash

### Fauna
La caza es un deporte tradicional en Jordania, y en la década de 1930, el oryx árabe fue cazado hasta su extinción en el país. Tres especies de gacela, la dorcas, la goitered y la gacela de montaña, también fueron cazadas y su número se redujo considerablemente. En 1973 se promulgó una ley para controlar la caza, con la introducción de una veda y el establecimiento de cuotas. La Reserva de Fauna de Shaumari, una zona vallada en los desiertos del centro de Jordania, se ha utilizado desde entonces en un programa de cría y reintroducción del orix árabe, así como de otras especies como el avestruz somalí, el onagro persa y las gacelas. Otros animales que se han liberado en la naturaleza son el íbice nubio, el jabalí, el gamo y el corzo.

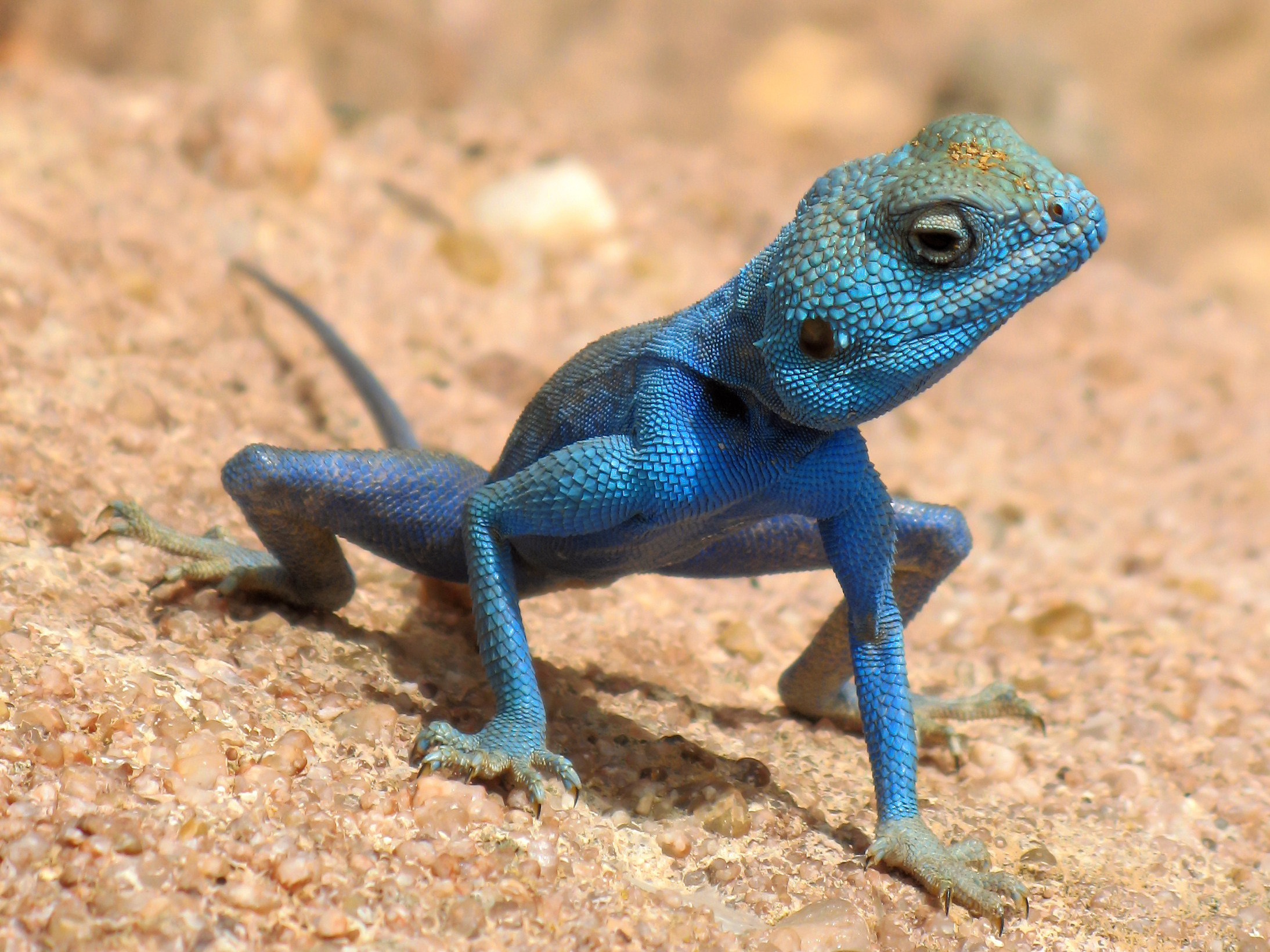
Un agama del Sinaí (Pseudotrapelus sinaitus) en Jordania, una especie de reptil escamoso, común de los desiertos que rodean el mar Rojo.

Entre los mamíferos carnívoros de Jordania se encuentran la hiena rayada, el caracal, el gato de la selva, el gato de arena, el gato montés africano, el lobo árabe, el chacal dorado, el zorro fennec, el zorro rojo árabe, el zorro de Blanford, el zorro de Rüppell, la mangosta egipcia, la comadreja menor, el tejón caucásico, el tejón melero y la nutria europea.
Hay unas veinte especies de murciélagos y un número similar de roedores, como la ardilla del Cáucaso, el lirón careto asiático, el jerbo del Éufrates, la rata topo ciega de Oriente Medio y varios topillos, ratones, ratas, ratones espinosos, jerbos y hámsteres. Otros mamíferos presentes en hábitats adecuados son el jabalí, la liebre europea, la liebre del cabo, el puercoespín crestado indio, el jirafa de las rocas, el erizo europeo, el erizo orejudo y el erizo del desierto.
Se han registrado aproximadamente 426 especies de aves en Jordania. Muchas de ellas son raras o accidentales, y otras son aves migratorias en paso entre sus zonas de cría y sus cuarteles de invernada. Otras pasan el invierno en Jordania y otras se reproducen en el país. 

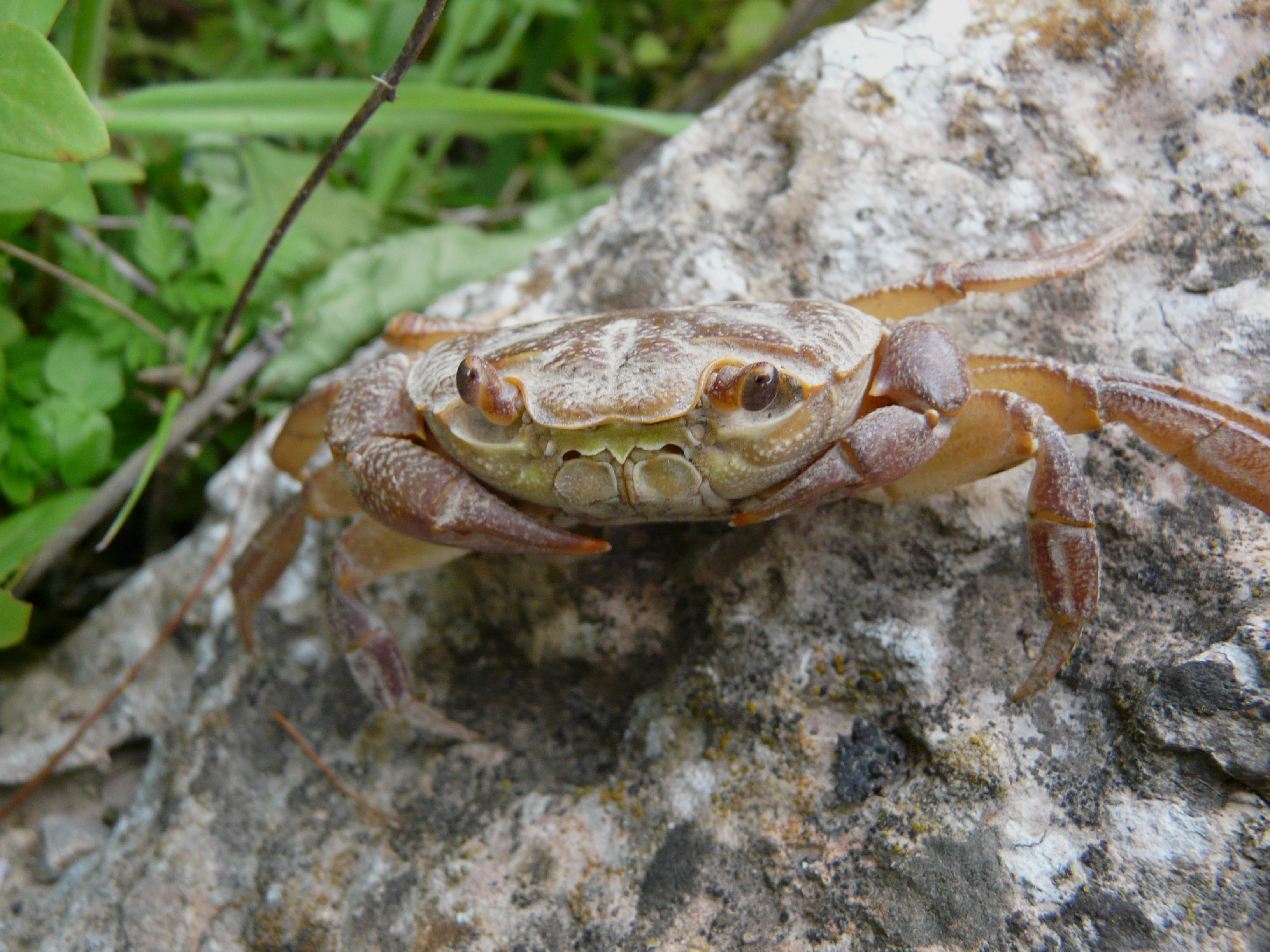
Cangrejo (Potamon potamios) en Jordania habita alrededor del Mediterráneo oriental, y se extiende hasta la península del Sinaí y sus alrededores

Algunas de ellas están globalmente amenazadas, como la malvasía cabeciblanca, el petrel atlántico, el ibis calvo septentrional, el alimoche, el buitre leonado, el buitre leonado, el búho real faraón, la lechuza común, el águila real, el águila esteparia, el águila moteada mayor, el águila imperial oriental, la avutarda de MacQueen, la grulla siberiana, el avefría sociable, el halcón sacre, la malvasía jaspeada, el carricerín cejudo y el verdecillo sirio.
En la Reserva de la Biosfera de Mujib se encuentran cuatro grandes rapaces, el águila culebrera, el ratonero común, el halcón de Berbería y el águila perdicera, y en ella se reproduce el cernícalo primilla, amenazado a escala mundial. Otras especies de aves presentes en Jordania son la corneja encapuchada, el arrendajo euroasiático, la abubilla, el cuco común, el estornino de Tristram, la corneja común y el bulbul de anteojos blancos.
En Jordania se conocen cinco especies de tortugas y hay una gran variedad de serpientes, sobre todo colúbridos y víboras, pero con representantes de siete familias de serpientes. Otros reptiles son la salamanquesa, el eslizón, el lagarto agámido, el lagarto de pared, el monitor del desierto y la serpiente de cristal (un lagarto sin patas). Los anfibios se limitan a una sola especie de tritón, el tritón de banda meridional, y cuatro especies de ranas y sapos.

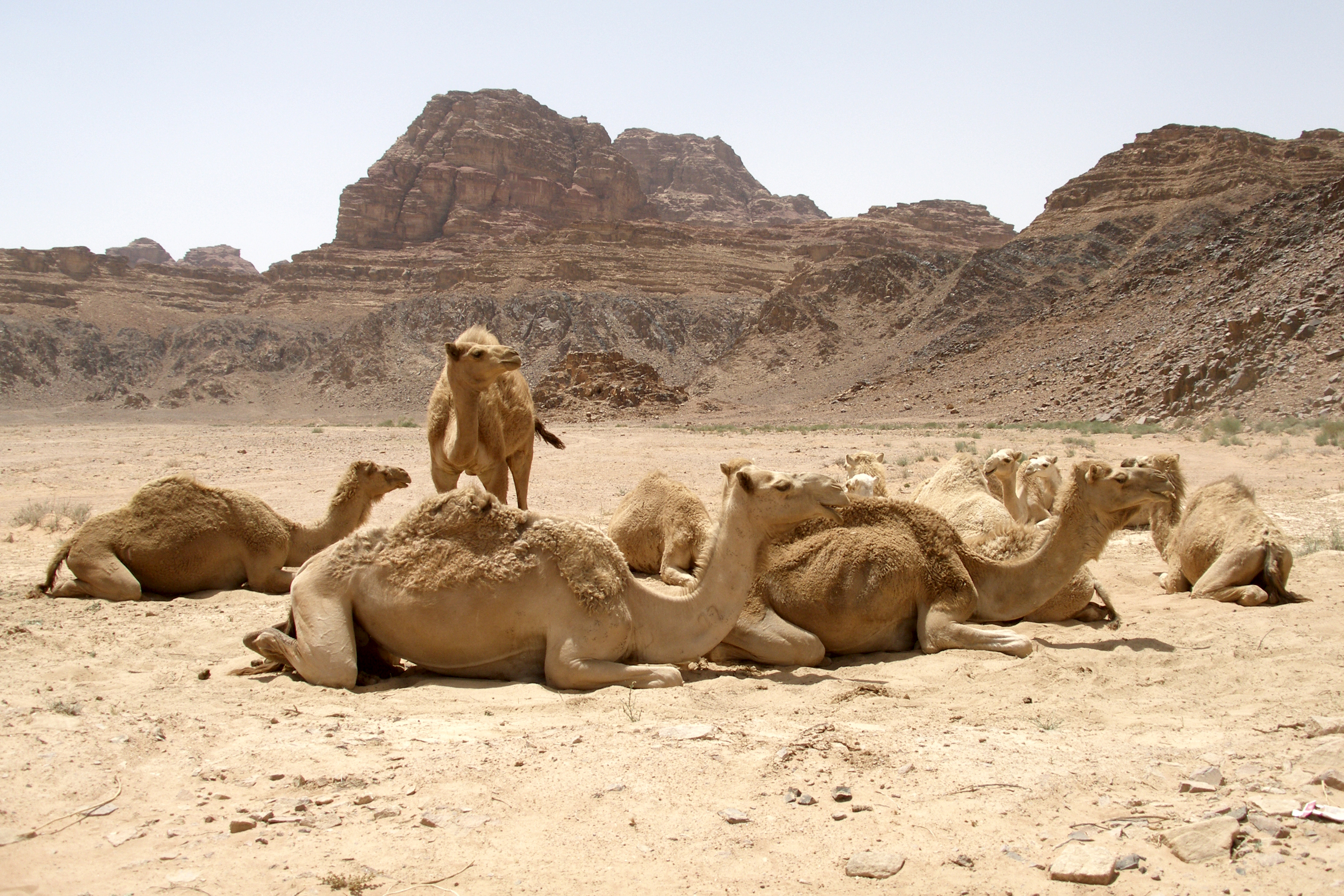
Dromedarios en uno de los desiertos de Jordania

El número de especies de peces de agua dulce es limitado, pero hay 25 especies de peces autóctonos e introducidos de ocho familias en el río Jordán y varios lagos y embalses. El sargo jordano es una especie de pez endémica de los ríos y lagos de la cuenca del Jordán. 
Se ha introducido en varios lagos y embalses de la región, entre ellos la Reserva del Humedal de Azraq, aunque este oasis del desierto oriental se está secando debido a la extracción de cantidades excesivas de agua subterránea. El carpa dentada de Azraq, en peligro crítico, también se aferra a la existencia en este único lugar, con una población estimada en unos pocos miles de individuos.

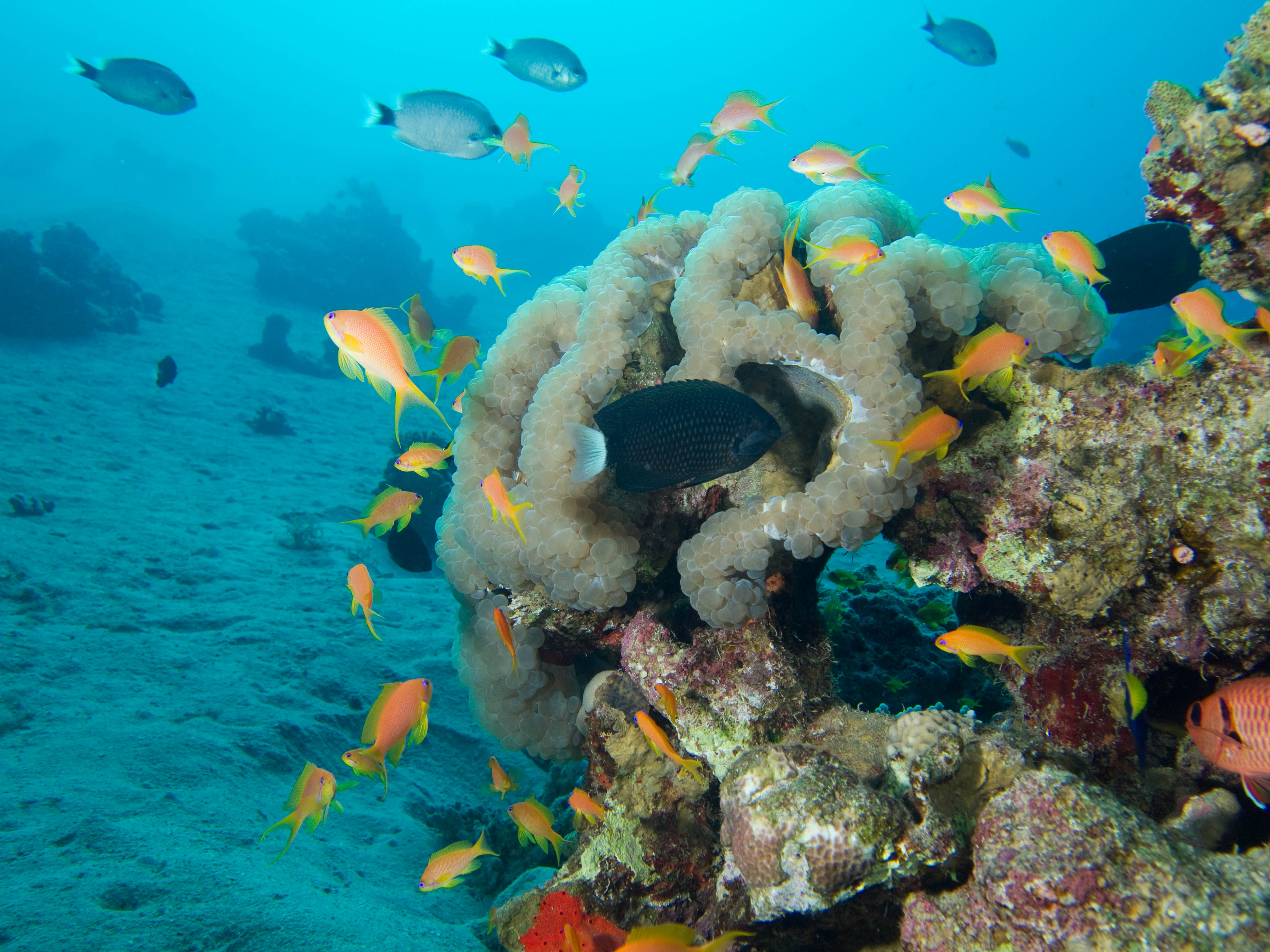
Vida marina en Aqaba, Jordania

### Vida Marina
El golfo de Aqaba es el único acceso al mar de Jordania y es rico en vida marina, en él habitan entre 500 y 1000 especies de peces, muchas de las cuales son residentes, como el pez león y el pulpo, mientras que otras son migratorias, y aparecen sobre todo en verano, como el pez más rápido del mundo, el pez vela, así como el pez más grande del mundo, el tiburón ballena.
El golfo de Aqaba es conocido por su variedad en biodiversidad y alberga mamíferos y reptiles marinos que también habitan el golfo, entre los que se cuentan especies como la tortuga carey, la tortuga verde, el delfín mular y el delfín gris. En el golfo de Aqaba también habitan varias especies de tiburones depredadores, aunque la pesca excesiva y la contaminación son una amenaza a la que se enfrentan los tiburones de Aqaba. 

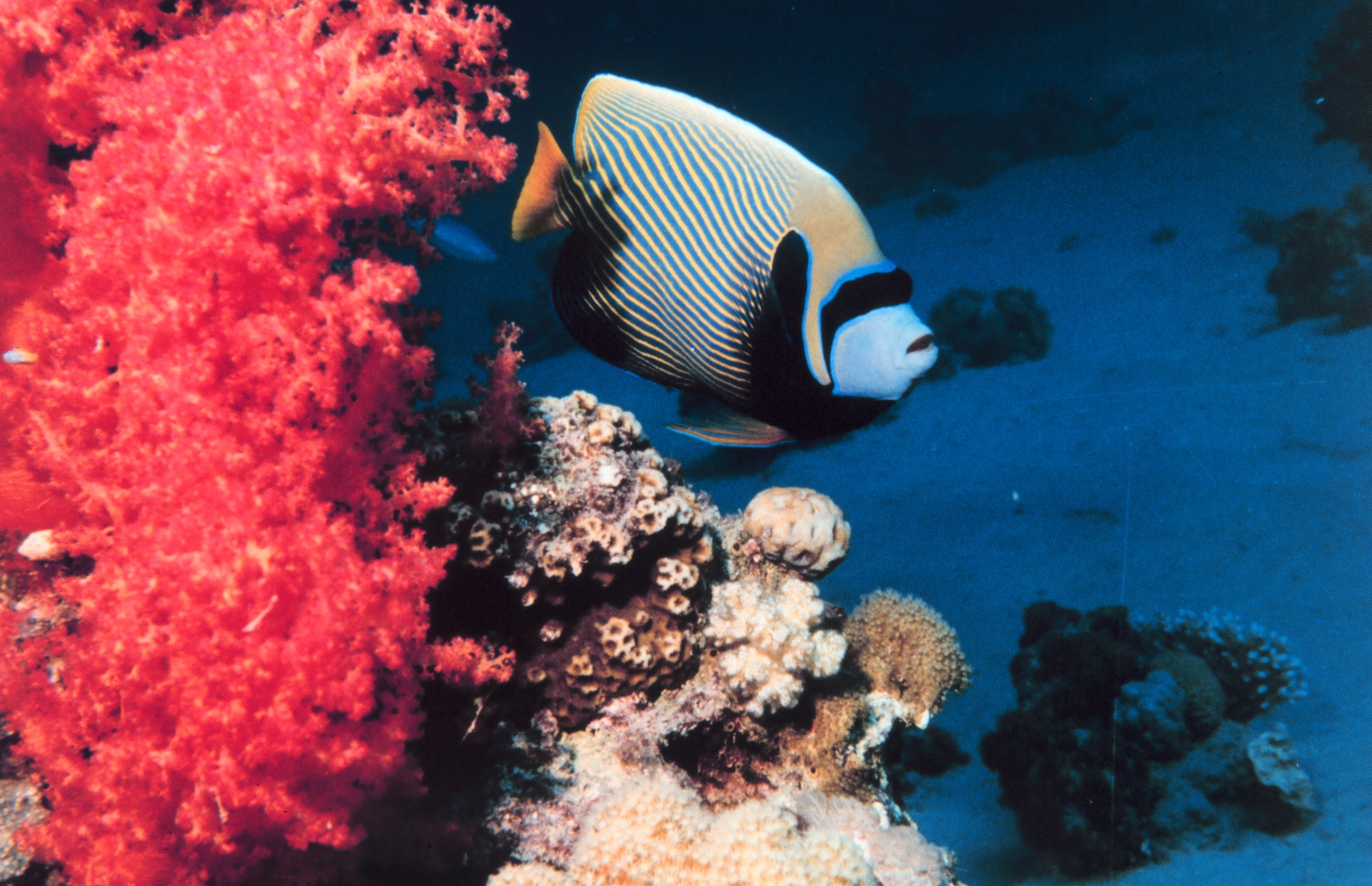
Un pez ángel emperador (Pomacanthus imperator) en aguas de Jordania

Los tiburones del golfo de Aqaba son en su mayoría tiburones de aguas profundas que incluyen tiburones tigre, tiburones zorro, tiburones oceánicos de puntas blancas y un pequeño número de tiburones de arrecife. El marrajo es el tiburón más comúnmente capturado por los pescadores en Aqaba, que es también el tiburón más rápido del mundo, conocido localmente como «oasaf/قصف», mientras que los tiburones ballena tienen los avistamientos más comunes, conocidos localmente como «battan/بتان». 
La mayoría de las especies de tiburones no suponen ninguna amenaza para el ser humano, los ataques son extremadamente raros y suelen ser consecuencia de una identificación errónea. Los conservacionistas se esfuerzan por proteger la población de tiburones de Aqaba.
Los submarinistas suelen toparse con morenas de boca amarilla, napoleones, peces rana, bailarinas españolas, meros, barracudas, peces payaso, rayas águila, rayas de cola de cinta azuladas, así como otros miembros de la familia de las rayas picudas y muchas otras especies exóticas y coloridas.
El golfo de Aqaba alberga más de 390 especies de aves, incluidas aves migratorias como el flamenco, el pelícano blanco y el pelícano rosado.

Mapa que muestra el intercambio de territorio entre Jordania y Arabia Saudita en 1965 este acuerdo permitió a Jordania ampliar su pequeño acceso al mar en el golfo de Aqaba

### Fronteras
Excepto en pequeñas secciones de las fronteras con Israel y Siria, los límites internacionales de Jordania no siguen características naturales bien definidas del terreno. Las fronteras del país se establecieron mediante diversos acuerdos internacionales y, a excepción de la frontera con Israel, ninguna estaba en litigio a principios de 1989.
Las fronteras de Jordania con Siria, Irak y Arabia Saudita no tienen la importancia especial que tiene la frontera con Israel; estas fronteras no siempre han obstaculizado los movimientos de los nómadas tribales, aunque para algunos grupos las fronteras sí les separaban de las zonas tradicionales de pastoreo y delimitadas por una serie de acuerdos entre el Reino Unido y el gobierno de lo que con el tiempo se convertiría en Arabia Saudita) se definió formalmente por primera vez en el Acuerdo de Hadda de 1925.
En 1965 Jordania y Arabia Saudita concluyeron un acuerdo que realineaba y delimitaba la frontera. Jordania ganó 19 km de tierra en el golfo de Aqaba y 6000 km² de territorio en el interior, y se cedieron a Arabia Saudí 7000 km² de territorio sin salida al mar administrado por Jordania La nueva frontera permitió a Jordania ampliar sus instalaciones portuarias y estableció una zona en la que las dos partes acordaron repartirse a partes iguales los ingresos del petróleo si este se descubría en el área cedida. El acuerdo también protegía los derechos de pastoreo y riego de las tribus nómadas dentro de los territorios intercambiados.

## Economía

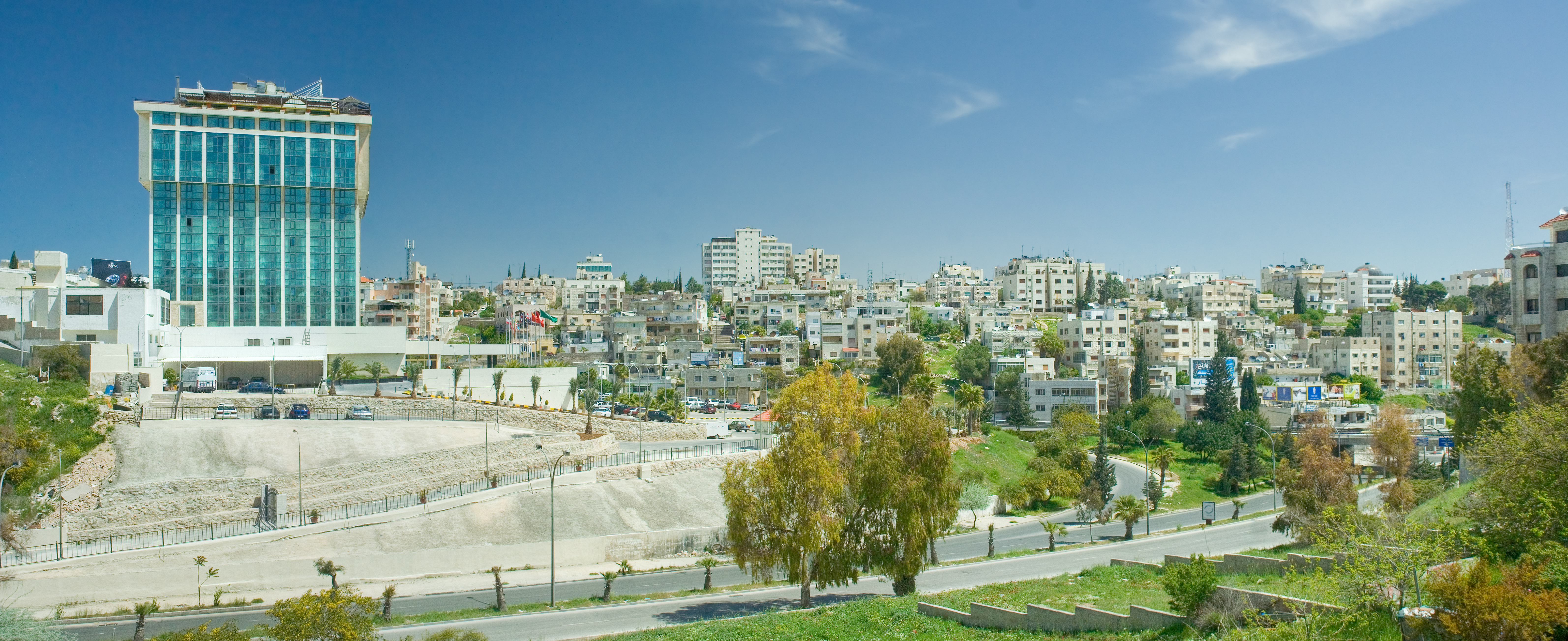
Amán, capital del país.

Jordania es un pequeño país con recursos naturales limitados. En la actualidad, el país está buscando formas que le permitan ampliar su suministro de agua y hacer un uso más eficiente de las reservas existentes, que incluyen la cooperación regional. Jordania depende también del exterior para satisfacer la mayoría de sus necesidades energéticas. 
En la década de 1990, sus necesidades de crudo se cubrieron gracias a la importación de Irak y de los países vecinos. En 2003 se completó la construcción del gasoducto Arab Gas Pipeline que va de Egipto a la ciudad portuaria de Aqaba, al sur. El gobierno pretende ampliar este gasoducto hacia el norte hasta la zona de Amán y más.
Desde el año 2000, las exportaciones de productos textiles que han entrado al mercado estadounidense han supuesto un impulso para la economía. El gobierno ha hecho especial hincapié en el potencial de los sectores de la tecnología de la información (IT) y del turismo como posibles impulsores del crecimiento económico.

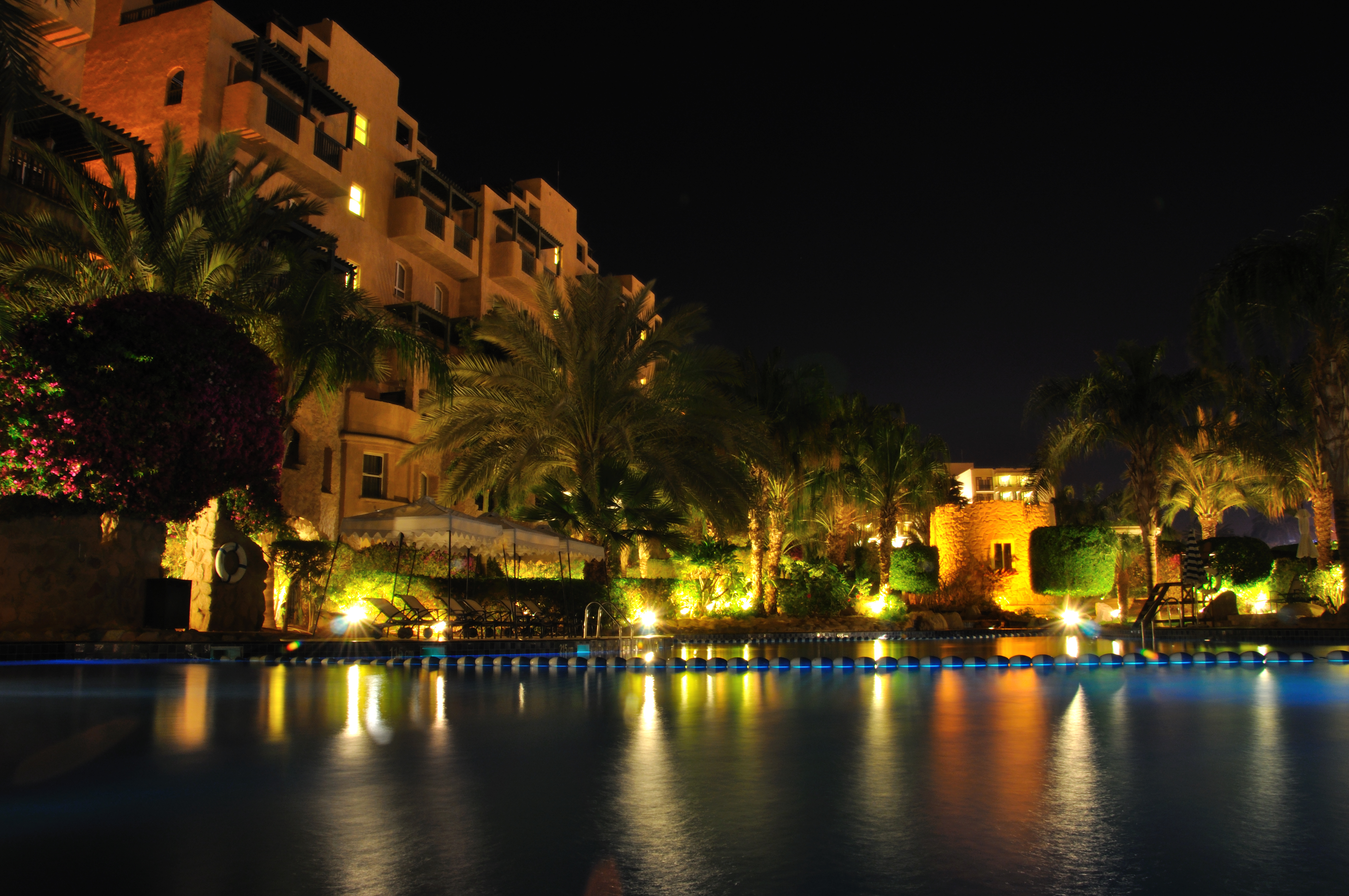
Un complejo turístico en Aqaba al sur de Jordania

El Banco Mundial otorga a Jordania la clasificación de «país de ingresos medios altos». Sin embargo, aproximadamente el 14.4% de la población vive por debajo de la línea nacional de pobreza a largo plazo (a partir de 2010), mientras que casi un tercio cayó por debajo de la línea nacional de pobreza durante algún tiempo del año (conocida como «pobreza transitoria»). 
La economía, que cuenta con un PIB de 39 453 millones de dólares (a partir de 2016), creció a una tasa promedio del 8% anual entre 2004 y 2008, y de alrededor del 2,6% en el 2010. El PIB per cápita aumentó un 351% en la década de 1970, disminuyó un 30% en la década de 1980 y aumentó un 36% en la década de 1990, y actualmente es de 9406 US$. La economía jordana es una de las economías más pequeñas de la región, y la población del país sufre tasas relativamente altas de desempleo y pobreza.
La educación y la tasa de alfabetización son relativamente elevadas en comparación con otros países de ingresos similares. La proporción de trabajadores bien educados y calificados en Jordania se encuentra entre los más altos de la región en sectores como las TIC y la industria, gracias a un sistema educativo relativamente moderno. Esto ha atraído grandes inversiones extranjeras a Jordania y ha permitido al país exportar su fuerza laboral a los países del golfo Pérsico.
Según el Índice mundial de innovación de la Organización Mundial de la Propiedad Intelectual, en 2024, Jordania ocupó el lugar 73 entre 133 países del mundo, mientras que en 2023 obtuvo el lugar 71.

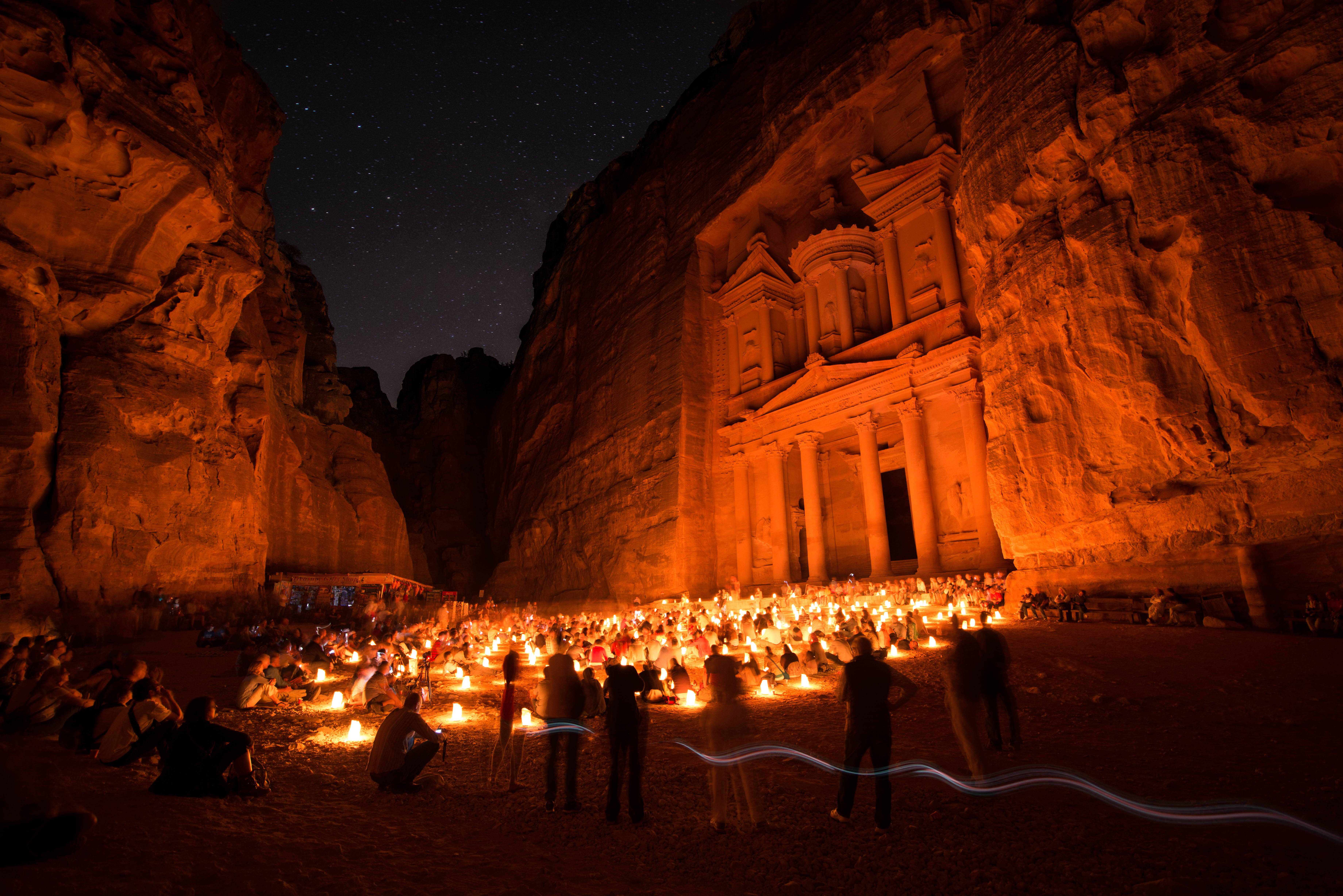
El Monasterio o Deir en la zona más alta de Petra.

### Turismo
El turismo es un sector de importancia clave para la economía jordana. Unida a la estabilidad política del país, su geografía la convierte en un destino turístico de gran atractivo. Las principales actividades turísticas en Jordania incluyen la visita de numerosos lugares ancestrales y enclaves naturales sin explotar, pasando por el acercamiento a los lugares religiosos y culturales y sus tradiciones. Destacan:

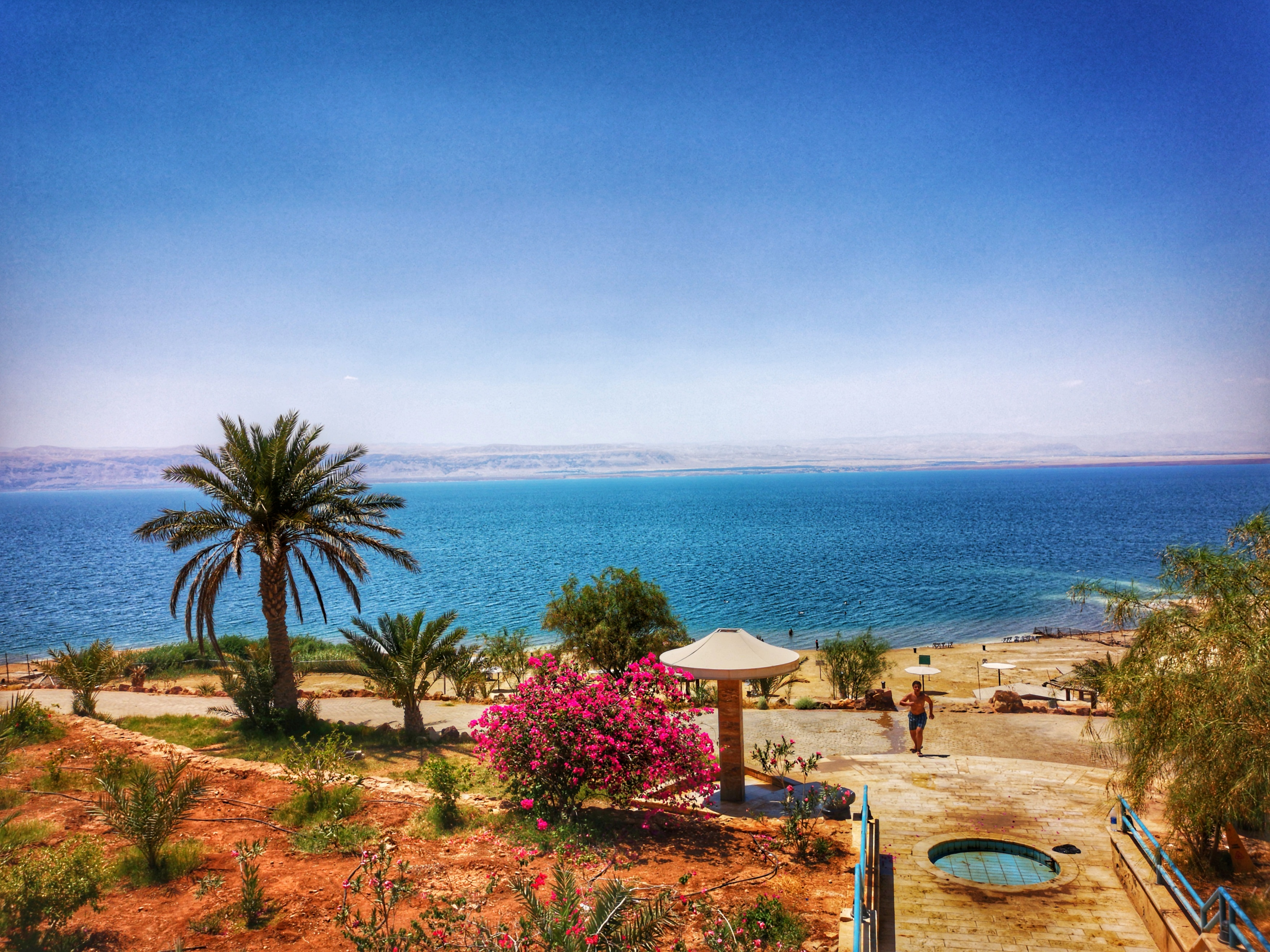
Playa del Mar Muerto en Jordania

- La ciudad de Petra, el lugar turístico más atractivo de Jordania, hogar de los nabateos. Ocupa un valle al que solo se puede acceder a través de un largo desfiladero, y sus edificios, la mayoría tumbas y templos del siglo II, están excavados en la roca de arenisca. Destacan el Tesoro de Petra, el Monasterio o Deir y los restos de la ciudad romana. La ciudad está considerada una de las Siete maravillas del mundo moderno.
- Gerasa y Gadara, dos viejas ciudades romanas que formaban parte de la Decápolis, un conjunto de diez ciudades de la época romana que formaban parte del Imperio romano de Oriente. La primera, que en muchas guías se escribe como en inglés, Jerash, se conserva en muy buen estado y es un buen ejemplo de la arquitectura romana del siglo I. Gadara, más conocida hoy como Umm Qais, no solo es una bella ciudad romana, sino que goza de una magnífica vista del mar de Galilea, la ciudad de Tiberíades y el valle del río Yarmuk.

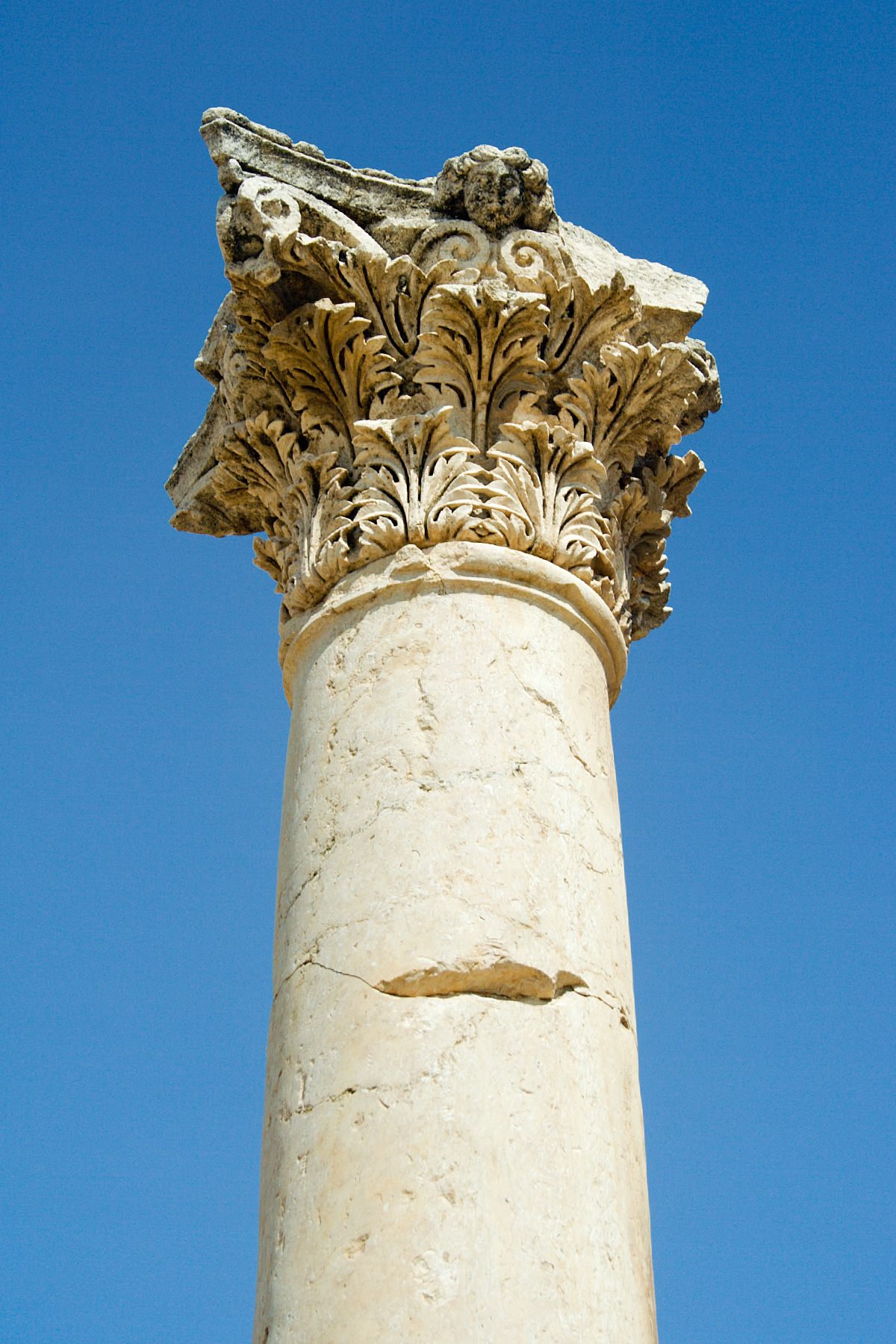
La columna corintia es una de las principales atracciones turísticas de Jerash.

- Amán, capital de Jordania, que en su día formó parte de la Decápolis con el nombre de Philadelphia, es tanto una ciudad romana, con sus teatros, foros, templos y avenidas, como musulmana, con coloristas y variadas mezquitas y el Alcázar, como cristiana, con sus bellas iglesias bizantinas.
- Los castillos del desierto, al este de Amán, forman parte de una ruta muy apreciada por el turismo que comprende una veintena de castillos y palacios fortificados musulmanes, construidos en los siglos VII y VIII por los omeyas. Bajo esta denominación también hay algún hamman y algún caravasar. Destacan, en este contexto, el complejo de Qusair Amra, por sus pinturas del siglo VIII, y el bien conservado castillo de Qasr Kharana.
- En Jordania hay, además de los castillos del desierto, otros muy notables, ya que se encuentra en una ruta clave en el Creciente Fértil de la Antigüedad, fue frontera oriental del Imperio romano, y a partir del siglo VII, une La Meca con Damasco. Destacan el castillo de Ajlun, Qala'at ar Rabad, situado a unos 15 km al norte de Gerasa y la única fortaleza construida por los musulmanes en la época de las cruzadas, en el siglo XII, y el castillo de Karak, Qal'at al-Karak, construido en el siglo XII por los cruzados para controlar la ruta que une el Nilo con el Éufrates, en lo que se conoce como Camino de los Reyes o ruta de los Reyes, que en la actualidad une Amán y Arabia. En esta ruta real hay otras fortalezas imponentes, como el castillo de Shawbak, construido por los cruzados con el nombre de Montreal. Desde aquí pueden verse las montañas que descienden al Wadi Araba o Aravá, valle desértico que une el Mar Muerto con el mar Rojo.

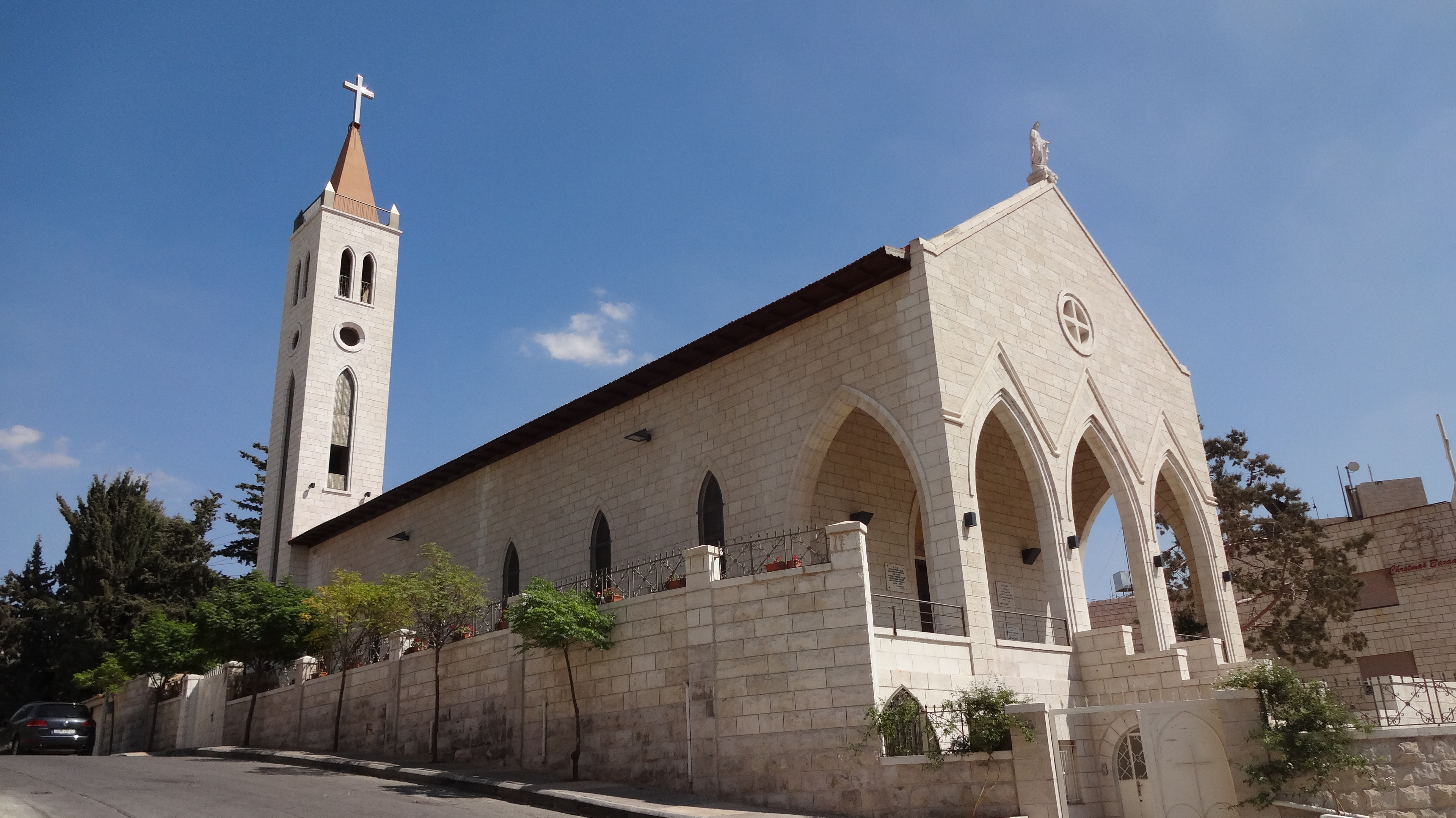
Iglesia de Nuestra Señora de la Anunciación en Amán

- Madaba, la ciudad de los mosaicos, en la ruta de los Reyes, es un importante centro cristiano, muy conocido por el llamado mapa de Madaba o mapa de Tierra Santa, el mapa más antiguo del mundo realizado sobre mosaico, en el suelo de la iglesia greco-ortodoxa de San Jorge. Muy cerca se encuentra el monte Nebo, donde se dice que Dios le negó a Moisés la entrada a la tierra prometida; a raíz de la visita papal a este lugar se ha levantado una gran iglesia y se ha potenciado como centro turístico por sus vistas sobre el mar Muerto.
- El mar Muerto, el lugar más bajo de la Tierra, a 411 m bajo el nivel del mar y perdiendo altura debido a la desertización de la región. No es un verdadero mar, sino un lago saturado de sales potásicas y magnésicas. El contenido en sales supera los 60 g/L y permite flotar sin enfuerzo. Se le atribuyen propiedades terapéuticas.

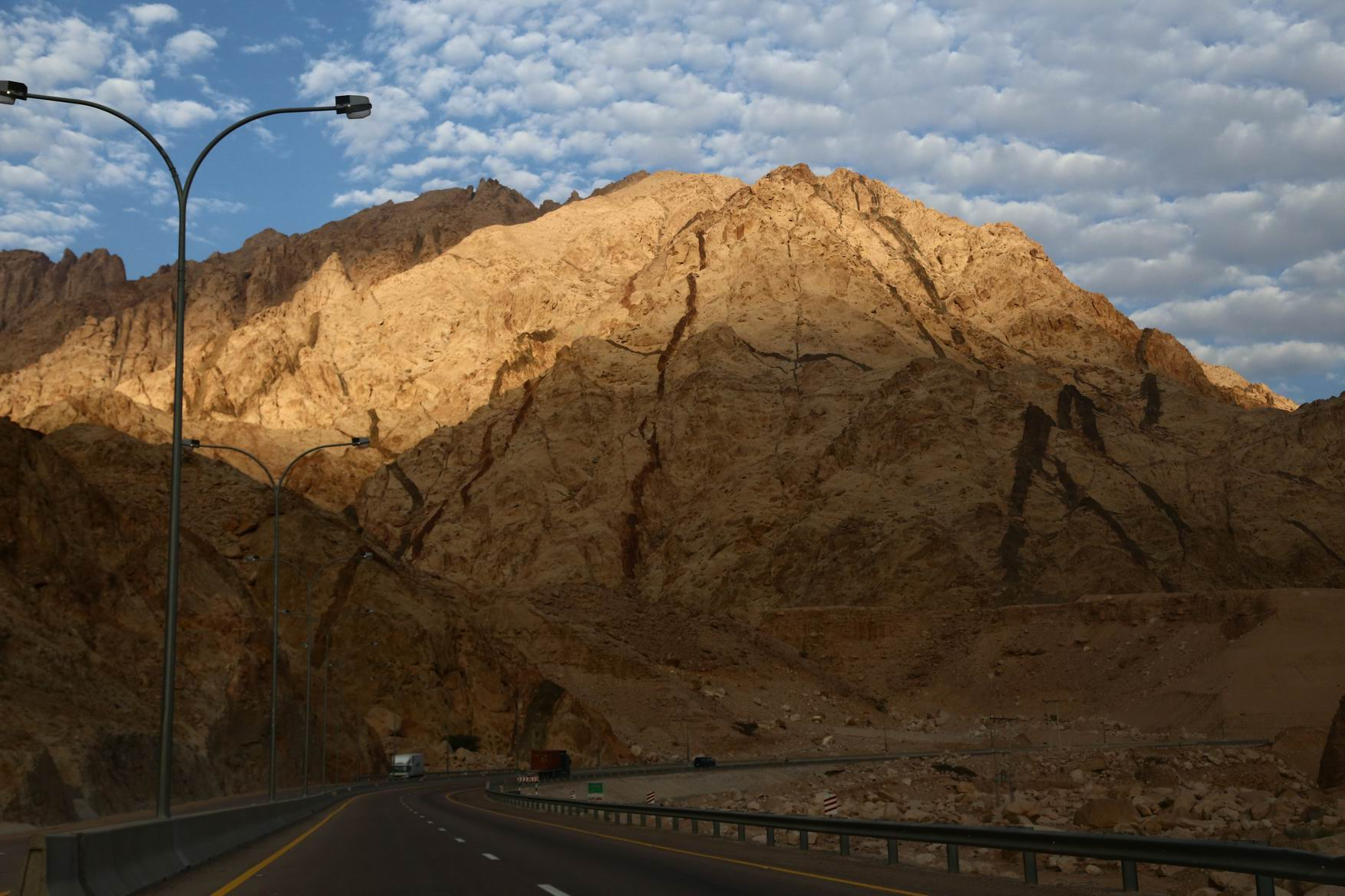
Montañas en Áqaba, Jordania

- Entre la ruta de los Reyes y el Aravá se encuentra la Reserva de la Biosfera de Dana, una importante reserva natural ideal para practicar senderismo en un profundo y fascinante valle.
- Áqaba es una ciudad en el golfo de este mismo nombre en el mar Rojo. Es un extraordinario lugar de playa, cuidadosamente planificado y equipado. Es también importante centro para la práctica del submarinismo gracias a los corales.
- El desierto de Wadi Rum, en el sur de Jordania, muy cerca del mar Rojo, uno de los lugares más seductores para el turismo en este país. Es un desierto conocido en todo el mundo porque allí se filmó la película Lawrence de Arabia, Entre las actividades que se pueden hacer en un viaje al desierto de Wadi Rum están el safari en 4×4 y el senderismo de aventura, acampando en el desierto.

### Recursos naturales
Jordania es uno de los países con mayor escasez de agua del planeta. Con 97 m³ de agua por persona y año, se considera que sufre «escasez absoluta de agua» según la Clasificación de Falkenmark. La escasez de recursos se ha visto agravada por la llegada masiva de refugiados sirios a Jordania, muchos de los cuales tienen problemas de acceso al agua potable por vivir en asentamientos informales (véase «Inmigrantes y refugiados» más adelante). Jordania comparte sus dos principales recursos hídricos superficiales, los ríos Jordán y Yarmouk, con los países vecinos, lo que añade complejidad a las decisiones sobre el reparto del agua.

Un Parque Fotovoltaico (de Energía solar) en Jordania

El agua del acuífero de Disi y diez grandes presas han desempeñado históricamente un papel importante en el abastecimiento de agua dulce a Jordania. La presa de Jawa, en el noreste de Jordania, que data del cuarto milenio antes de Cristo, es la más antigua del mundo. El Mar Muerto está retrocediendo a un ritmo alarmante. Se propusieron múltiples canales y tuberías para reducir su retroceso, que había empezado a provocar socavones. El proyecto de transporte de agua del mar Rojo al Mar Muerto, llevado a cabo por Jordania, suministrará agua al país y a Israel y Palestina, mientras que la salmuera se llevará al Mar Muerto para ayudar a estabilizar sus niveles. Está previsto que la primera fase del proyecto comience en 2019 y finalice en 2021.
En 1987 se descubrió gas natural en Jordania; sin embargo, el tamaño estimado de la reserva descubierta era de unos 230 000 millones de pies cúbicos, una cantidad minúscula en comparación con sus vecinos, ricos en petróleo. El yacimiento de Risha, en el desierto oriental junto a la frontera iraquí, produce cerca de 35 millones de pies cúbicos de gas al día, que se envían a una central eléctrica cercana para generar una pequeña parte de las necesidades de electricidad de Jordania, lo que le llevó a depender de la importación de petróleo para generar casi toda su electricidad.
La inestabilidad regional durante décadas interrumpió el suministro de petróleo y gas al reino desde diversas fuentes, haciéndole incurrir en pérdidas de miles de millones de dólares. Jordania construyó un puerto de gas natural licuado en Aqaba en 2012 para sustituir temporalmente el suministro, mientras formulaba una estrategia para racionalizar el consumo energético y diversificar sus fuentes de energía.

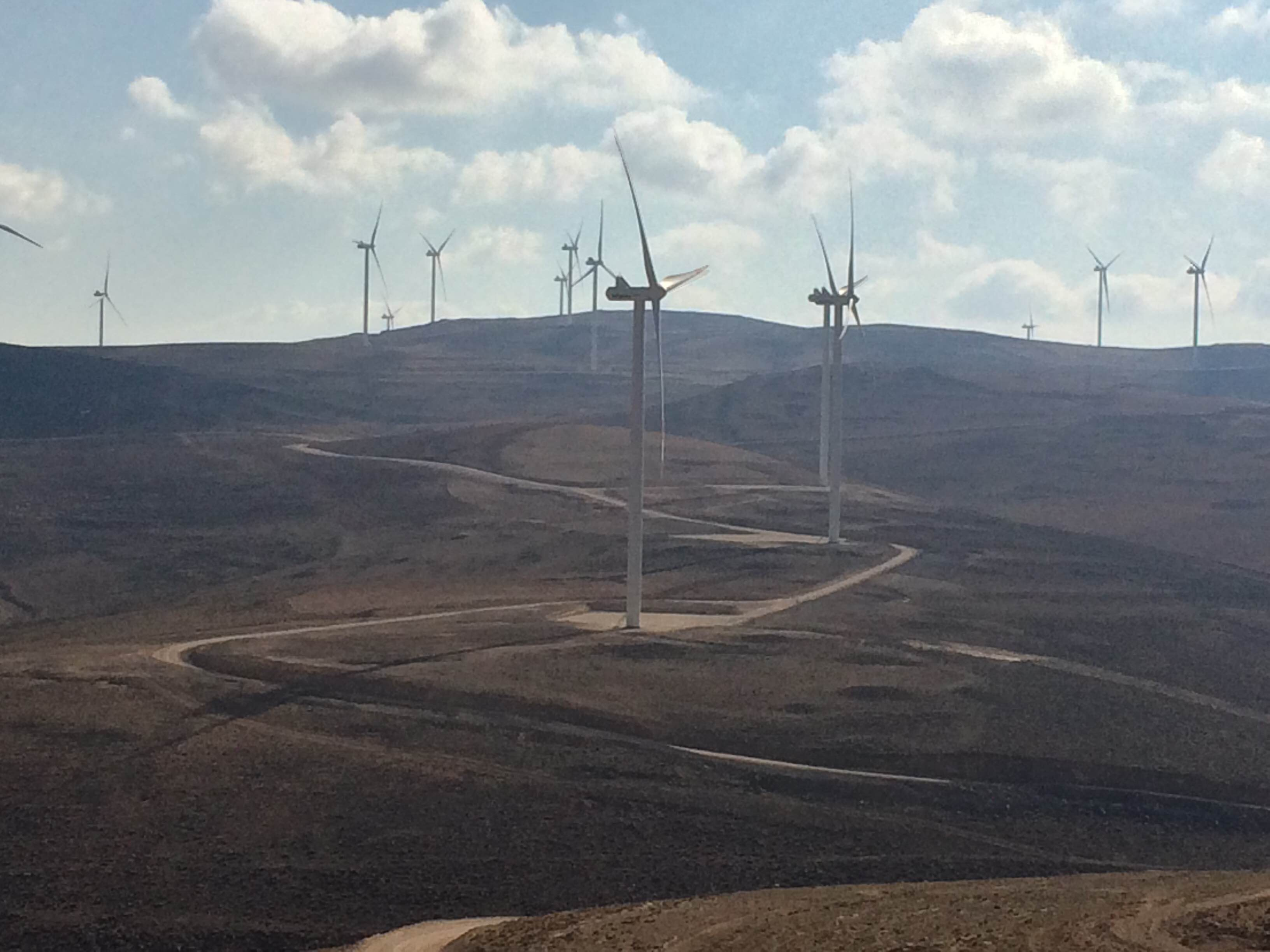
Parque eólico de Tafila

Jordania recibe 330 días de sol al año, y la velocidad del viento alcanza más de 7 m/s en las zonas montañosas, por lo que las energías renovables resultaron ser un sector prometedor. El rey Abdullah inauguró proyectos de energías renovables a gran escala en la década de 2010, entre ellos el parque eólico de Tafila, de 117 MW, el de Shams Ma'an, de 53 MW, y las centrales solares de Quweira, de 103 MW, con varios proyectos más previstos. A principios de 2019, se informó de que se habían completado más de 1090 MW de proyectos de energía renovable, que contribuían al 8% de la electricidad de Jordania, frente al 3% en 2011, mientras que el 92% se generaba a partir del gas. Tras haber fijado inicialmente en el 10% el porcentaje de energía renovable que Jordania pretendía generar para 2020, el Gobierno anunció en 2018 que pretendía superar esa cifra y aspirar al 20%.
Jordania cuenta con las quintas mayores reservas de esquisto bituminoso del mundo, que podrían explotarse comercialmente en las regiones central y noroccidental del país. Las cifras oficiales estiman las reservas de esquisto bituminoso del reino en más de 70 000 millones de toneladas. La extracción de esquisto bituminoso se había retrasado un par de años debido a las dificultades tecnológicas y a los costes relativamente más elevados.

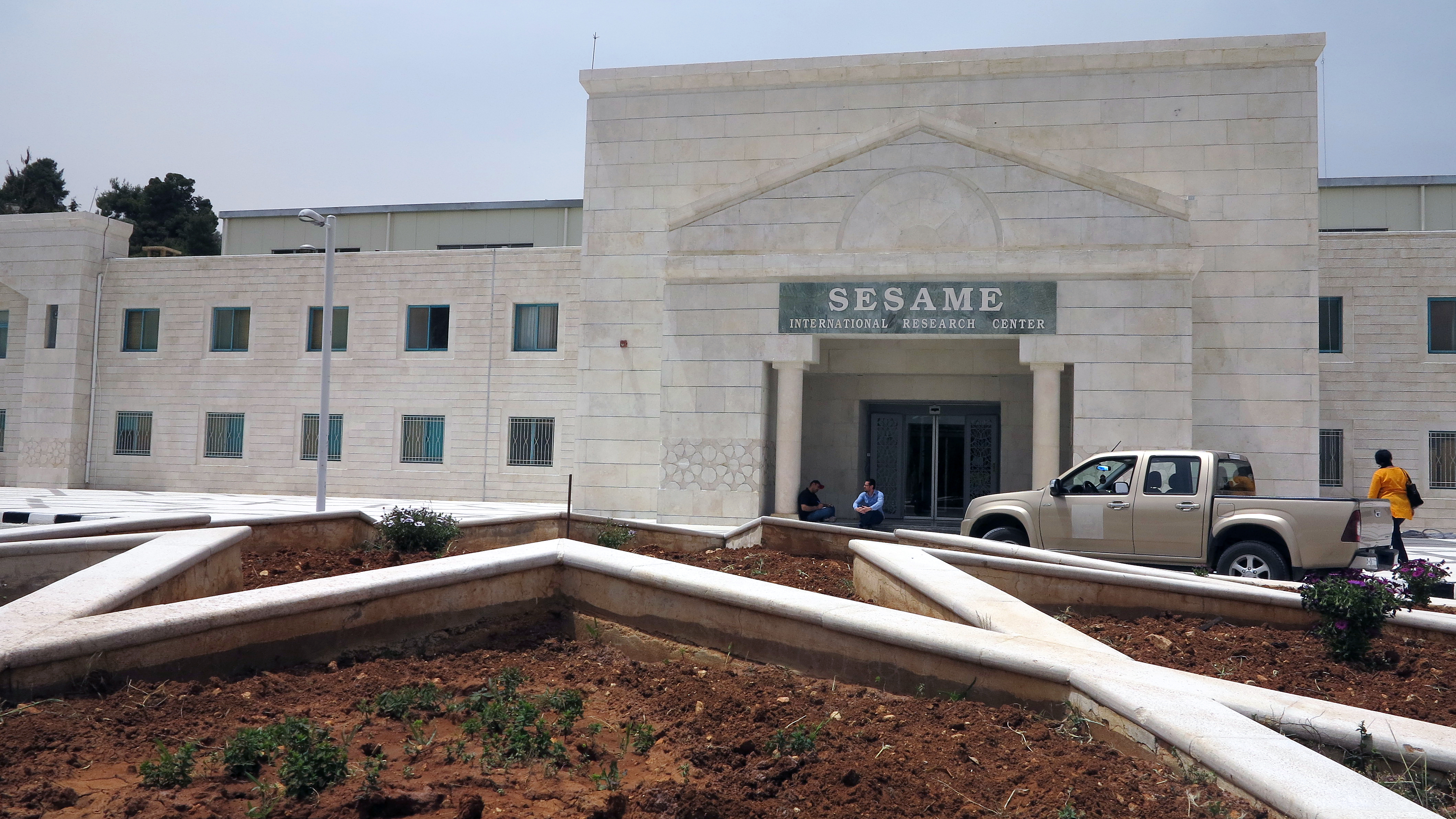
Edificio de la Comisión de Energía Atómica de Jordania

El gobierno superó las dificultades y en 2017 colocó la primera piedra de la central eléctrica de Attarat, una central dependiente de esquisto bituminoso de 2200 millones de dólares que se espera que genere 470 MW cuando esté terminada en 2020. Jordania también pretende beneficiarse de sus grandes reservas de uranio aprovechando la energía nuclear. El plan original contemplaba la construcción de dos reactores de 1000 MW, pero se ha desechado debido a limitaciones financieras. Actualmente, la Comisión de Energía Atómica del país estudia construir en su lugar pequeños reactores modulares, cuyas capacidades rondan los 500 MW y pueden proporcionar nuevas fuentes de agua mediante la desalinización. En 2018, la comisión anunció que Jordania estaba en conversaciones con múltiples empresas para construir la primera central nuclear comercial del país, un reactor refrigerado por helio cuya finalización está prevista para 2025. Las minas de fosfato del sur han convertido a Jordania en uno de los mayores productores y exportadores de este mineral del mundo.

## Demografía

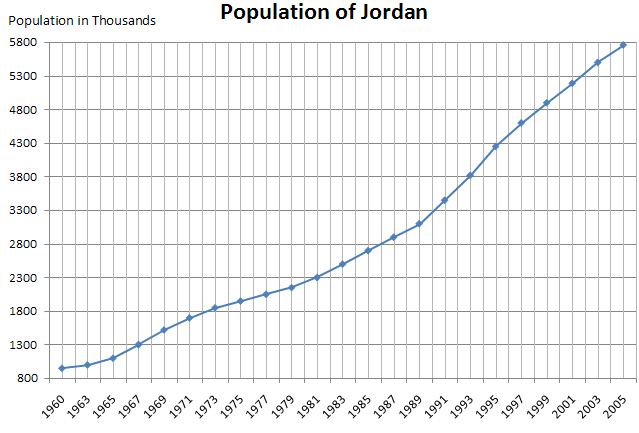
Evolución de la población de Jordania, 1960–2005.

Según estimaciones de 2024, la población jordana fue de 11.5 millones de habitantes,   divididos entre  5.60 millones de mujeres y 5.96 millones de hombres; aumentando significativamente desde 2018, donde se estimaba a poco más de 9.956.000 de habitantes. Alrededor del 70% de la población de Jordania es urbana; menos del 6% de la población rural es nómada o seminómada. La mayoría de la gente vive donde las precipitaciones ayudan a la agricultura. Alrededor de 2,2 millones de personas están registradas como refugiados palestinos y desplazados residentes en Jordania, la mayoría como ciudadanos. Las cinco ciudades más pobladas del país a la actualidad (2024) son: la capital Amán (4 834 500), Irbid (2 125 400) Zarqa (1 646 600), Mafraq (663 400) y Balqa (593 200).
Los jordanos son en su mayoría árabes (98%), excepto por pequeñas comunidades de chechenos, circasianos, armenios, y kurdos que se han adaptado a la cultura árabe. Se estima que alrededor de la mitad de la población jordana la forman refugiados palestinos o sus descendientes.

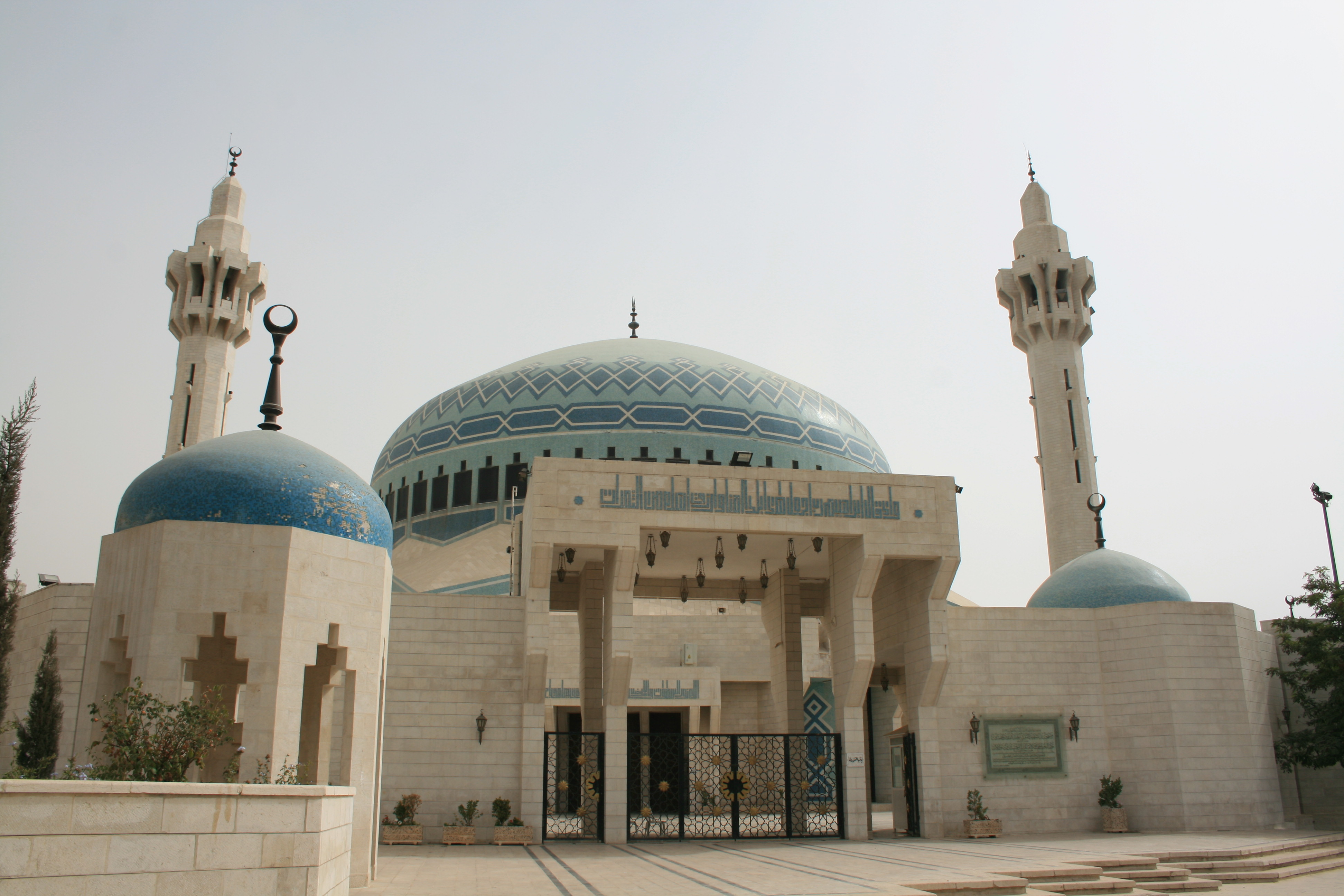
Mezquita del rey Abdullah I.

El idioma oficial es el árabe, pero el inglés generalmente es hablado como segunda lengua por las clases comerciantes o miembros del gobierno. El francés es la tercera opción, enseñado en varias escuelas y hablado por un buen número de jordanos.
La tasa de natalidad bruta por cada 1000 habitantes en 2023 tuvo un valor de 21, la tasa de fertilidad es de 2,55 niños por mujer, pero la tasa de mortalidad infantil es de 16,16 muertes por cada 1000 nacimientos. En 2024, el crecimiento anual de la población fue del 1%. Según los últimos datos del Banco Mundial, en 2023 la expectativa de vida al nacer fue de 78 años: 80 años para las mujeres y 75.7 para los hombres. La expectativa de vida al nacer es de 74,1 años: 72,79 años para los hombres y 75,5 años para las mujeres. Como en otras naciones de mayoría musulmana, el porcentaje de personas vivas con VIH es muy bajo, inferior a las 600 personas, aunque se estima que ya han muerto 500.

### Religión
La religión predominante de Jordania es el islam con una mayoría de musulmanes sunitas islamismo suní (97.1%), seguida por el cristianismo (2,1%), siendo la mayoría greco-ortodoxos, pero existen minorías de católicos, coptos, armenios, protestantes y sirios ortodoxos. Un 2,4% restante son chiíes y drusos (est. 2001). Por lo general la convivencia entre musulmanes y cristianos es bastante cordial, y el día de Navidad es festivo nacional. La Iglesia Adventista del Séptimo Día está reconocida en Jordania por decreto real, como una organización religiosa.

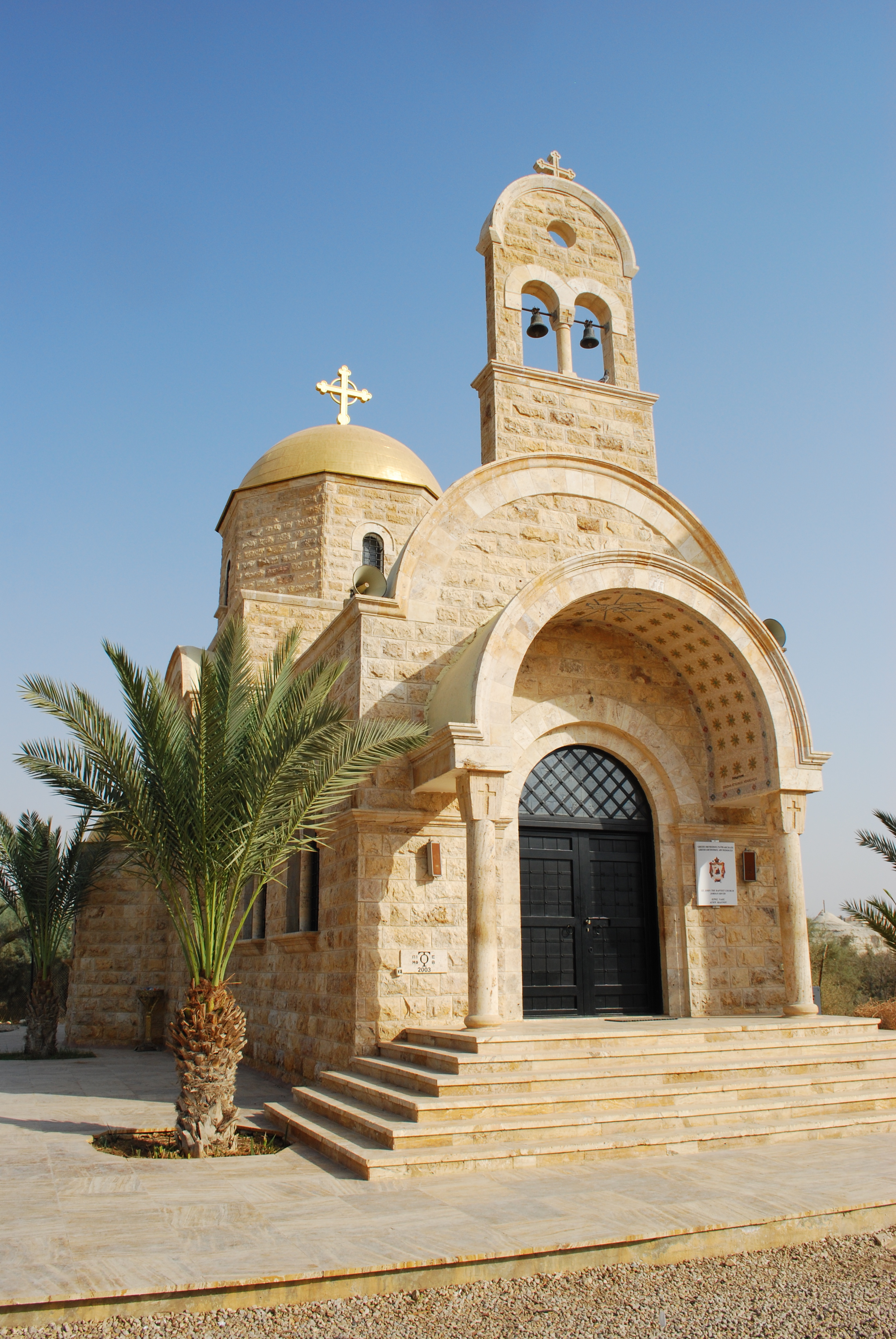
Iglesia de San Juan Bautista en Al-Maghtas

Según la Embajada del Reino Hachemita de Jordania en España en el reino «hay libertad religiosa aunque dicha libertad puede verse menoscabada por las presiones sociales que afectan la libertad de elección de los ciudadanos». «Tales presiones no son fruto de la moda o del control gubernamental porque emanan de tradiciones muy arraigadas, pero de ninguna manera se institucionalizaron en forma de prohibiciones o son regulados legalmente». Por otra parte, el gobierno jordano no retiene de manera arbitraria su reconocimiento oficial de algunas congregaciones religiosas o religiones, siempre y cuando sean compatibles con el orden público y la moralidad. Estima un estudio publicado en 2022 que en el 2010 había unos 6.500 cristianos conversos del islam en el país.
Jordania cuenta con algunas de las comunidades cristianas más antiguas del mundo, que se remontan al siglo I d. C., tras la crucifixión de Jesús. En la actualidad, los cristianos representan alrededor del 4% de la población, frente al 20% de 1930. Esto se debe a las altas tasas de inmigración de musulmanes a Jordania, a las mayores tasas de emigración de cristianos a Occidente y a las mayores tasas de natalidad de musulmanes. Los cristianos jordanos rondan los 250.000, todos ellos de habla árabe, según una estimación de 2014 de la Iglesia Ortodoxa, aunque el estudio excluía a los grupos cristianos minoritarios y a los miles de cristianos occidentales, iraquíes y sirios que residen en Jordania.  Los cristianos están excepcionalmente bien integrados en la sociedad jordana y disfrutan de un alto grado de libertad. Los cristianos ocupan tradicionalmente dos puestos en el gabinete y tienen reservados nueve escaños de los 130 del Parlamento. El cargo político más alto alcanzado por un cristiano es el de vice primer ministro, que actualmente ocupa Rajai Muasher. Los cristianos también tienen influencia en los medios de comunicación. Entre las minorías religiosas más pequeñas se encuentran los drusos, los bahá'ís y los mandeos. La mayoría de los drusos jordanos viven en la ciudad de Azraq, en el oasis oriental, en algunos pueblos de la frontera siria y en la ciudad de Zarqa, mientras que la mayoría de los bahá'ís jordanos viven en el pueblo de Adassiyeh, junto al valle del Jordán. Se calcula que en Amán viven 1.400 mandeos, que llegaron de Irak tras la invasión estadounidense de 2003 huyendo de la persecución.

### Salud
La esperanza de vida en Jordania era de 74 años en 2021. El 99% de la población jordana tiene acceso a agua potable y saneamiento a pesar de ser uno de los países más pobres del mundo en recursos hídricos. En los años 2000-2004 había 203 médicos por cada 100.000 habitantes, una proporción comparable a la de muchos países desarrollados y superior a la de la mayor parte del mundo en desarrollo.
Según estimaciones de 2003, la tasa de prevalencia del virus de inmunodeficiencia humana/síndrome de inmunodeficiencia adquirida (VIH/sida) era inferior al 0,1%. Según un informe del Programa de las Naciones Unidas para el Desarrollo, Jordania está considerada libre de malaria desde 2001; los casos de tuberculosis se redujeron a la mitad durante la década de 1990, pero la tuberculosis sigue siendo un problema y un área que necesita mejoras. 

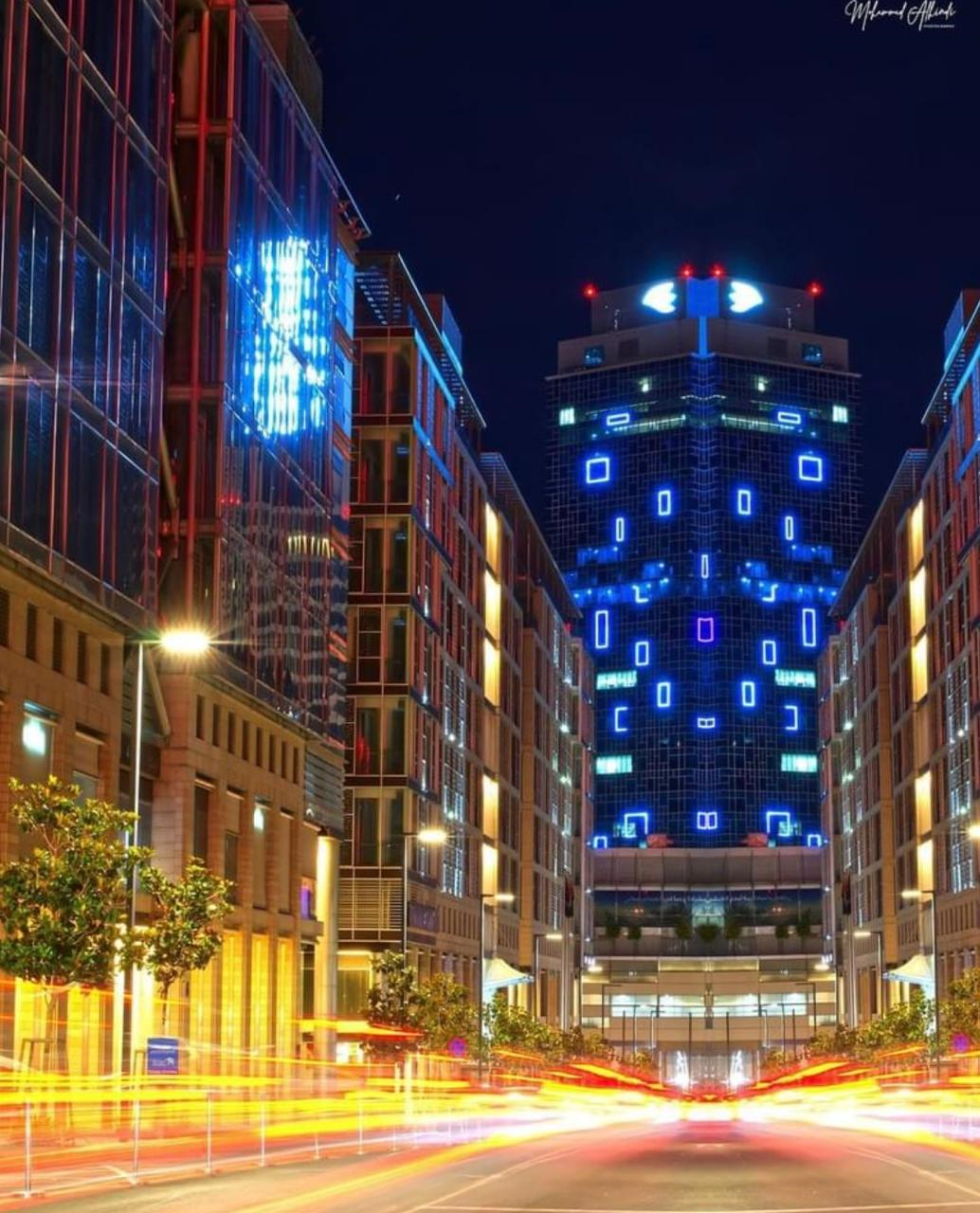
El Hospital Abdali

Jordania sufrió un breve brote de gripe aviar en marzo de 2006. Las enfermedades no transmisibles, como el cáncer, también son un importante problema sanitario en Jordania. Las tasas de inmunización infantil han aumentado constantemente en los últimos 15 años; en 2002, las inmunizaciones y vacunas llegaban a más del 95% de los niños menores de cinco años.
Según la Iniciativa para la Medición de los Derechos humanos, Jordania cumple el 79,5% de lo que debería cumplir en materia de derecho a la salud en función de su nivel de ingresos. En lo que respecta al derecho a la salud de los niños, Jordania alcanza el 97,2% de lo esperado en función de sus ingresos actuales En cuanto al derecho a la salud de la población adulta, el país alcanza el 94,0% de lo esperado en función de su nivel de renta. Jordania entra en la categoría de «malo» al evaluar el derecho a la salud reproductiva, ya que sólo cumple el 47,3% de lo que se espera que alcance en función de los recursos (renta) de que dispone.
Jordania tiene un sistema sanitario avanzado, aunque los servicios siguen estando muy concentrados en Amán. Las cifras del Gobierno sitúan el gasto sanitario total en 2002 en torno al 7,5% del producto interior bruto (PIB), mientras que las organizaciones sanitarias internacionales lo sitúan incluso por encima, en torno al 9,3% del PIB. Según el Banco Mundial, Jordania es el primer proveedor de turismo médico de la región árabe y uno de los cinco primeros del mundo, además de ser el primer destino de turismo médico de Oriente Medio y el norte de África.
El sistema sanitario del país se divide entre instituciones públicas y privadas. En el sector público, el Ministerio de Sanidad gestiona 1.245 centros de atención primaria y 27 hospitales, que representan el 37% de todas las camas hospitalarias del país; los Servicios Médicos Reales del ejército gestionan 11 hospitales, que proporcionan el 24% de todas las camas; y el Hospital Universitario de Jordania cuenta con el 3% del total de camas del país. El sector privado proporciona el 36% de todas las camas hospitalarias, distribuidas en 56 hospitales.

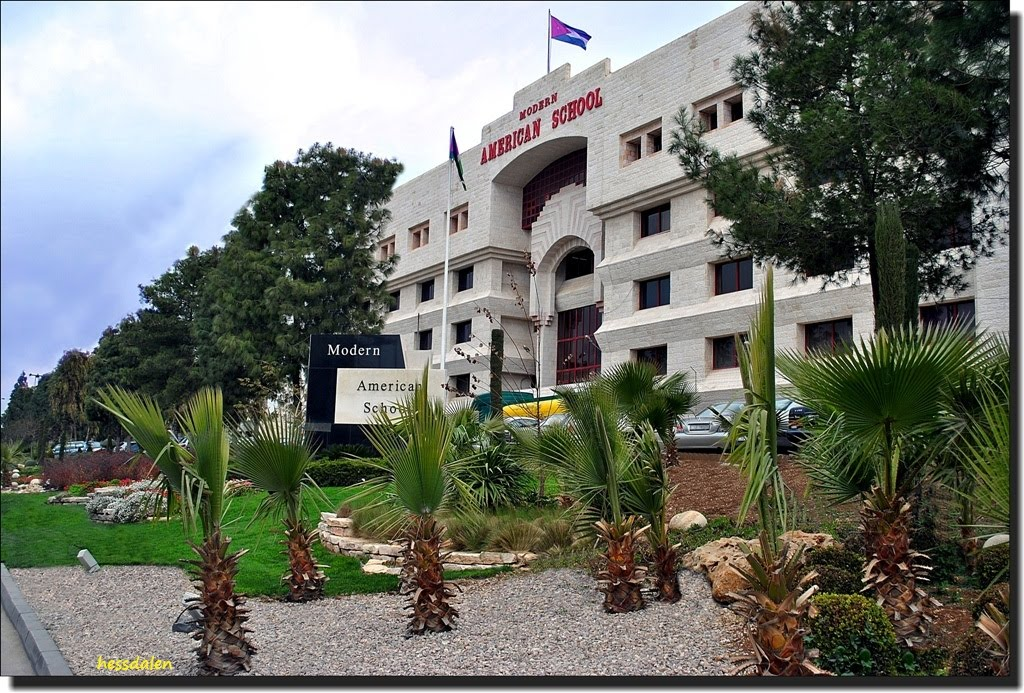
Escuela Estadounidense en Jordania (Modern American School)

### Educación
El sistema educativo del Reino Hachemí de Jordania incluye la enseñanza básica, secundaria y superior y ha evolucionado espectacularmente desde la creación del Estado a principios del siglo XX. El papel desempeñado por un buen sistema educativo ha sido significativo en el desarrollo de Jordania, que con el tiempo ha pasado de ser una nación predominantemente agraria a una industrializada.
Jordania tiene el mayor número de investigadores en investigación y desarrollo por millón de habitantes entre los 57 países miembros de la Organización de Cooperación Islámica (OCI); en Jordania hay 8060 investigadores por millón de habitantes, mientras que la media mundial es de 2532 por millón.
En 2003, la parte del presupuesto dedicada a la educación fue del 6,4% del gasto público total; el gasto en educación como porcentaje del PIB fue del 13,5% ese mismo año. Con un 8,9%, Jordania tiene la tasa de analfabetismo más baja del mundo árabe (en 2012). La tasa bruta de escolarización en primaria ha pasado del 71% en 1994 al 98,2% en 2006. 

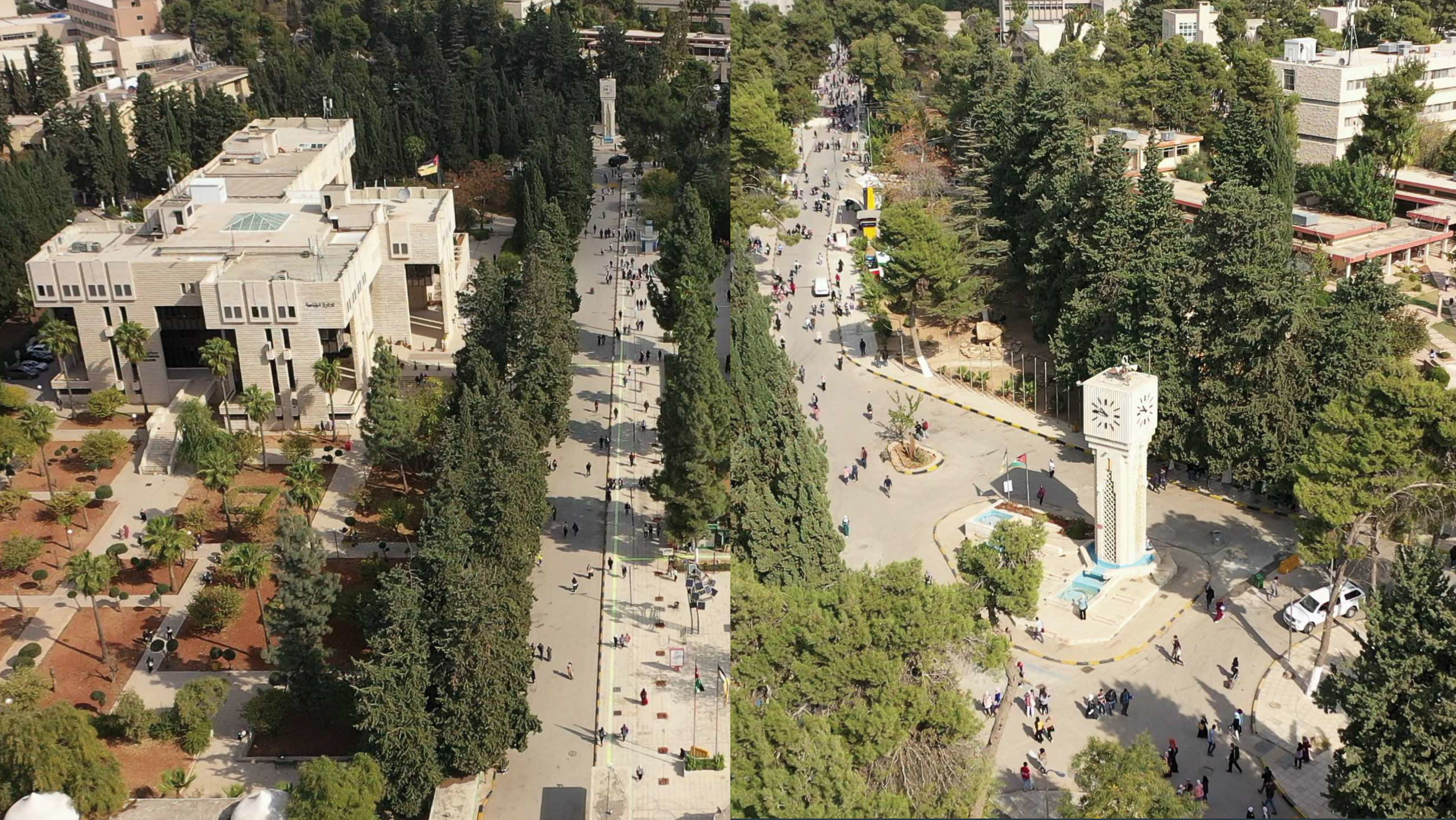
Vista del Campus de la Universidad de Jordania

En relación con el Objetivo de Desarrollo Sostenible 4 (Educación de Calidad), Jordania muestra indicadores educativos destacados. En 2023, la tasa de participación en programas de aprendizaje organizado para la primera infancia (niños de 4 a 6 años) fue del 67.3 %. La tasa neta de matriculación en educación primaria alcanzó el 97.3 %, mientras que el 93.4 % de los estudiantes completó la educación secundaria inferior. Asimismo, la tasa de alfabetización entre la población joven de 15 a 24 años fue del 99 % en 2023, reflejando altos niveles de acceso y permanencia en el sistema educativo.
Jordania ocupa el puesto 100 de 193 en el Índice de Desarrollo Humano. A pesar de la escasez de recursos, el Ministerio de Educación de Jordania ha desarrollado un plan de estudios nacional muy avanzado, y muchas otras naciones de la región han desarrollado su sistema educativo tomando a Jordania como modelo. Jordania ocupa uno de los primeros puestos del mundo árabe en educación.
El Ministerio de Educación es responsable de los niveles de educación preescolar, primaria y secundaria. La educación postsecundaria es responsabilidad del Ministerio de Educación Superior e Investigación Científica (MoHESR), que incluye el Consejo de Educación Superior y el Consejo de Acreditación.

La Iniciativa para la Medición de los Derechos Humanos (HRMI, por sus siglas en inglés) considera que Jordania sólo cumple el 63,7% de lo que debería cumplir en cuanto al derecho a la educación, basándose en el nivel de ingresos del país. La HRMI desglosa el derecho a la educación teniendo en cuenta los derechos a la educación primaria y secundaria. Teniendo en cuenta el nivel de ingresos de Jordania, el país sólo alcanza el 62,1% de lo que debería ser posible en función de sus recursos (ingresos) para la educación primaria y el 65,2% para la secundaria.

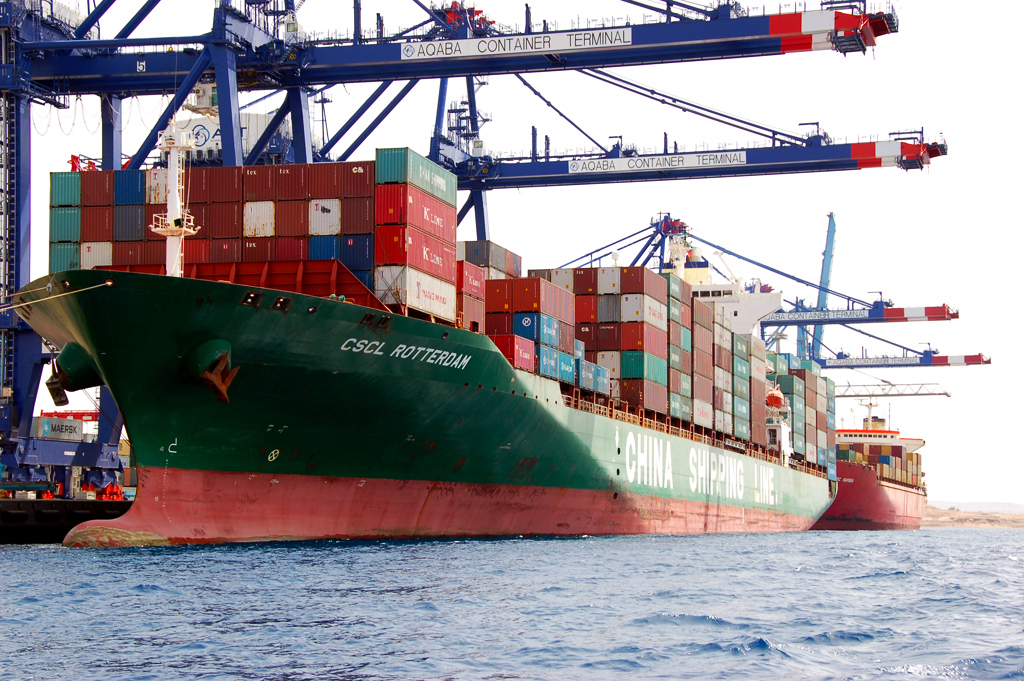
Puerto de Áqaba, al sur de Jordania

## Transporte
Según el Índice de Competitividad Económica 2010 del Foro Económico Mundial, Jordania ocupa el puesto 35 entre los países con mejores infraestructuras del mundo, uno de los más altos del mundo en desarrollo. Este elevado desarrollo infraestructural es necesario por su papel como país de tránsito de bienes y servicios principalmente hacia Palestina e Irak.

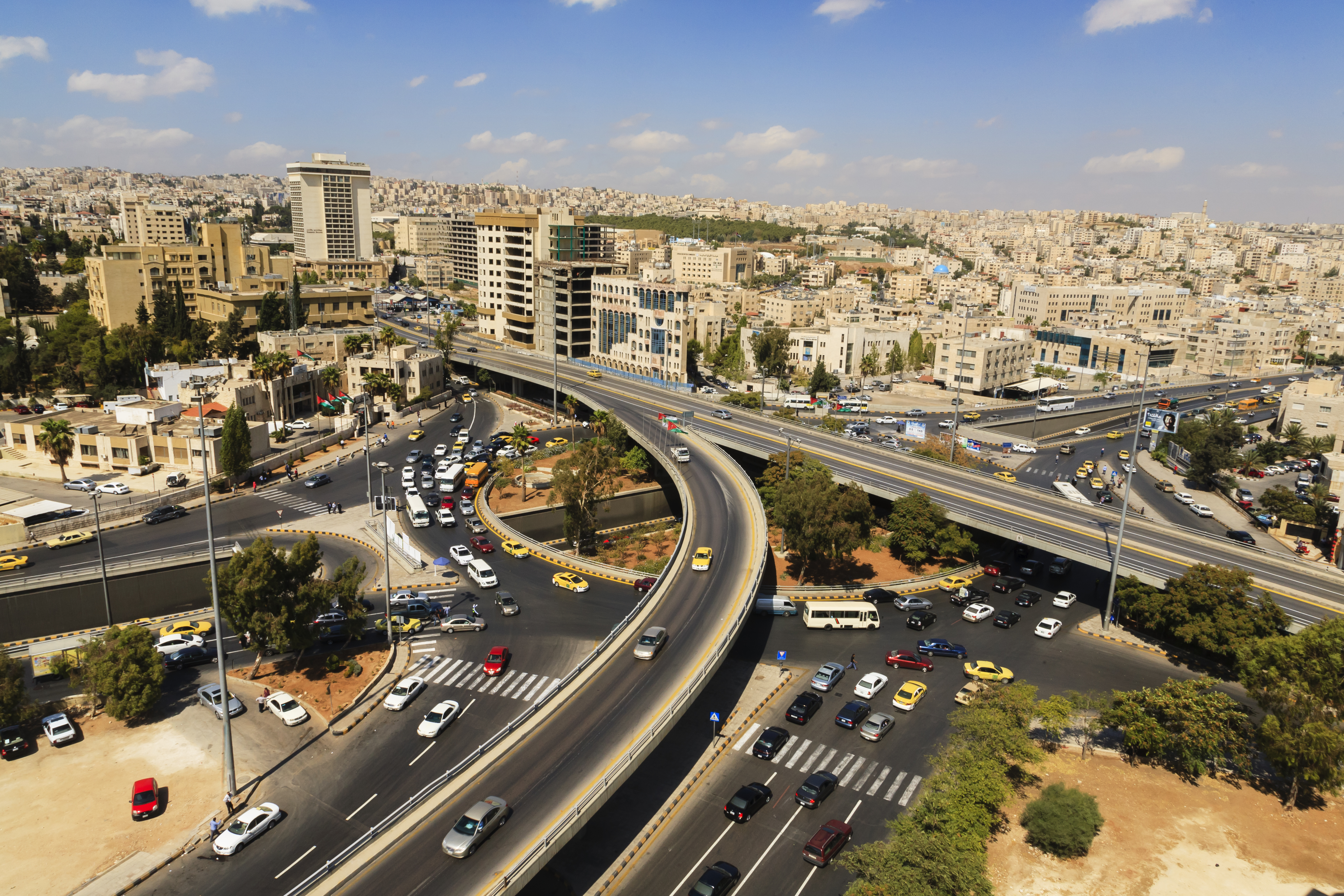
Autopista en Amán, la capital de Jordania

Según datos del Ministerio de Obras Públicas y Vivienda jordano, en 2011, la red viaria jordana constaba de 2878 km de carreteras principales; 2.592 km de caminos rurales y 1733 km de carreteras secundarias. El ferrocarril del Hiyaz, construido durante el Imperio otomano y que se extendía de Damasco a La Meca, servirá de base para futuros planes de expansión ferroviaria. En la actualidad, el ferrocarril tiene poca actividad civil; se utiliza principalmente para el transporte de mercancías. Actualmente se está estudiando un proyecto de ferrocarril nacional y buscando fuentes de financiación.
Jordania cuenta con tres aeropuertos comerciales que reciben y despachan vuelos internacionales. Dos están en Amán y el tercero en Aqaba, el Aeropuerto Internacional Rey Husein. El Aeropuerto Civil de Amán sirve varias rutas regionales y vuelos chárter, mientras que el Aeropuerto Internacional Reina Alia es el principal aeropuerto internacional de Jordania y es el centro de operaciones de Royal Jordanian Airlines, la aerolínea de bandera. 
La ampliación del Aeropuerto Internacional Reina Alia se completó en 2013 con nuevas terminales que costaron 700 millones de dólares, para atender a más de 16 millones de pasajeros al año. Actualmente se considera un aeropuerto de última generación y fue galardonado como "el mejor aeropuerto por regiones: Oriente Medio" en 2014 y 2015 por la encuesta Airport Service Quality (ASQ), el principal programa de evaluación comparativa de la satisfacción de los pasajeros aeroportuarios del mundo.
El puerto de Aqaba es el único puerto de Jordania. En 2006, el puerto fue clasificado como la «Mejor Terminal de Contenedores» de Oriente Medio por Lloyd's List. El puerto fue elegido por ser un puerto de tránsito de mercancías para otros países vecinos, por su ubicación entre cuatro países y tres continentes, por ser una puerta exclusiva para el mercado local y por las mejoras que ha experimentado recientemente.

## Ciencia y Tecnología

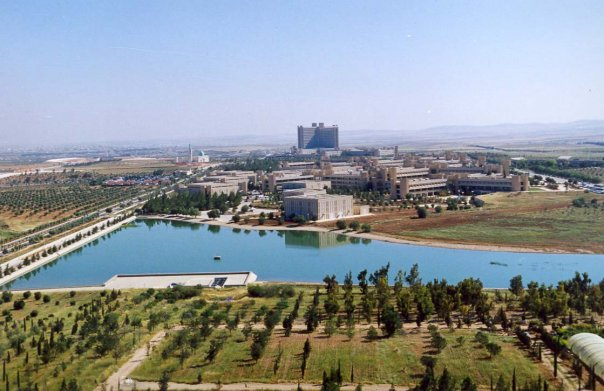
Universidad de Ciencia y Tecnología de Jordania

La ciencia y la tecnología son el sector económico de más rápido desarrollo del país. Este crecimiento se está produciendo en múltiples industrias, incluidas las tecnologías de la información y la comunicación (TIC) y la tecnología nuclear. Jordania aporta el 75% de los contenidos árabes en Internet. En 2014, el sector de las TIC representaba más de 84 000 puestos de trabajo y contribuía al 12% del PIB. Más de 400 empresas operan en el sector de las telecomunicaciones, las tecnologías de la información y el desarrollo de videojuegos. Hay 600 empresas que operan en tecnologías activas y 300 empresas de nueva creación. Jordania ocupó el puesto 81 en el Índice Global de Innovación en 2021, frente al puesto 86 en 2019.
La ciencia y la tecnología nucleares también están en expansión. El Reactor de Investigación y Formación de Jordania, que comenzó a funcionar en 2016, es un reactor de formación de 5 MW situado en la Universidad de Ciencia y Tecnología de Jordania, en Ar Ramtha. La instalación es el primer reactor nuclear del país y proporcionará a Jordania isótopos radiactivos para uso médico y proporcionará formación a los estudiantes para producir mano de obra cualificada para los reactores nucleares comerciales previstos en el país.
Jordania también fue seleccionada como sede de la instalación de Radiación Sincrotrón para Ciencias Experimentales y Aplicaciones en Oriente Medio (SESAME), apoyada por la Unesco y el CERN. Este acelerador de partículas que se inauguró en 2017 permitirá la colaboración entre científicos de varios países rivales de Oriente Medio. La instalación es el único acelerador de partículas de Oriente Medio y una de las 60 instalaciones de radiación sincrotrón que existen en el mundo.

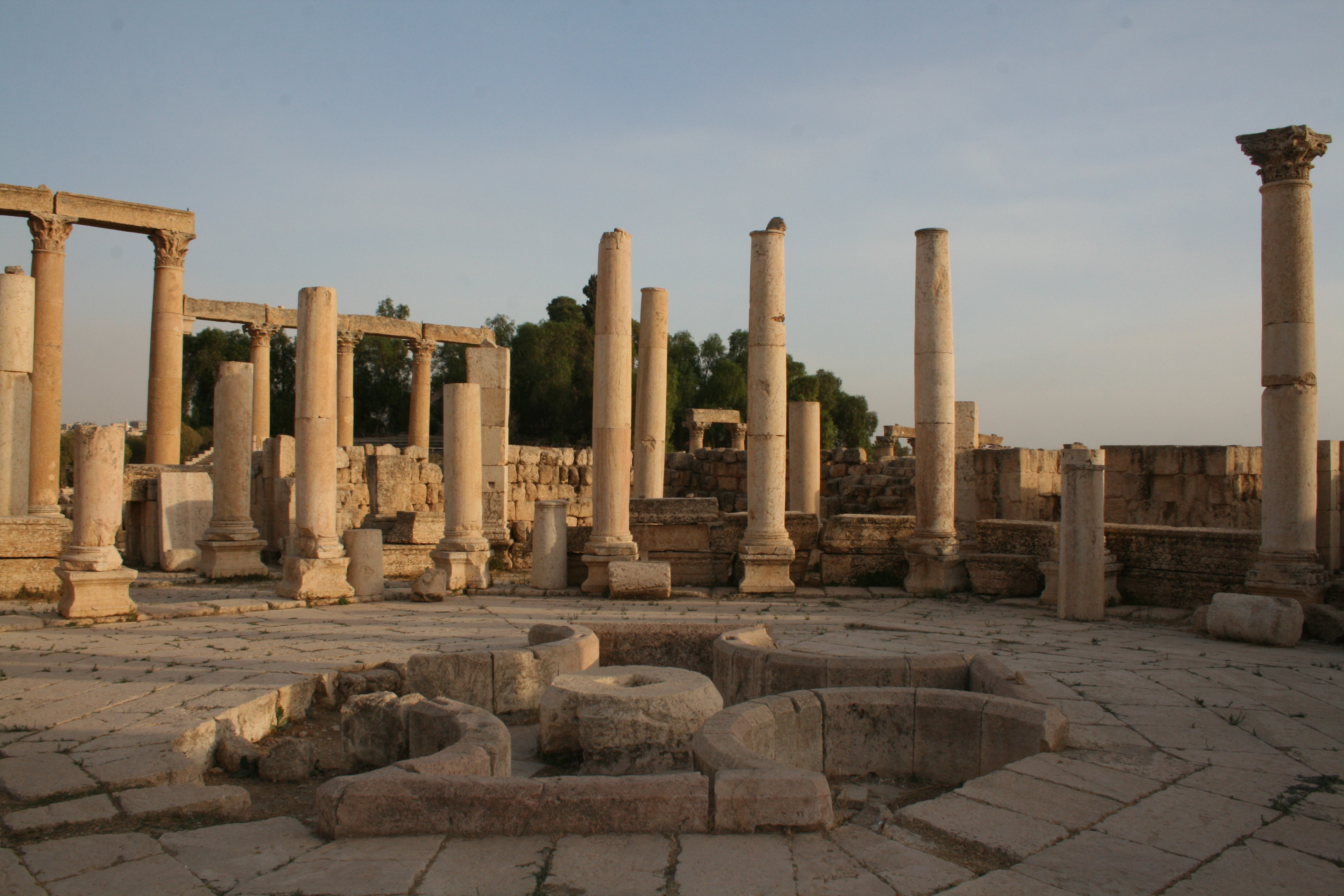
Macellum en Gerasa.

## Cultura
En territorio jordano, la alfabetización es de un 95,9%: 97,7% para hombres y 93,9% para mujeres.
Jordania tiene una inmensa influencia otomana y árabe, que se demuestra en su arquitectura, que incluso tiene matices romanas y fenicias.

### Gastronomía

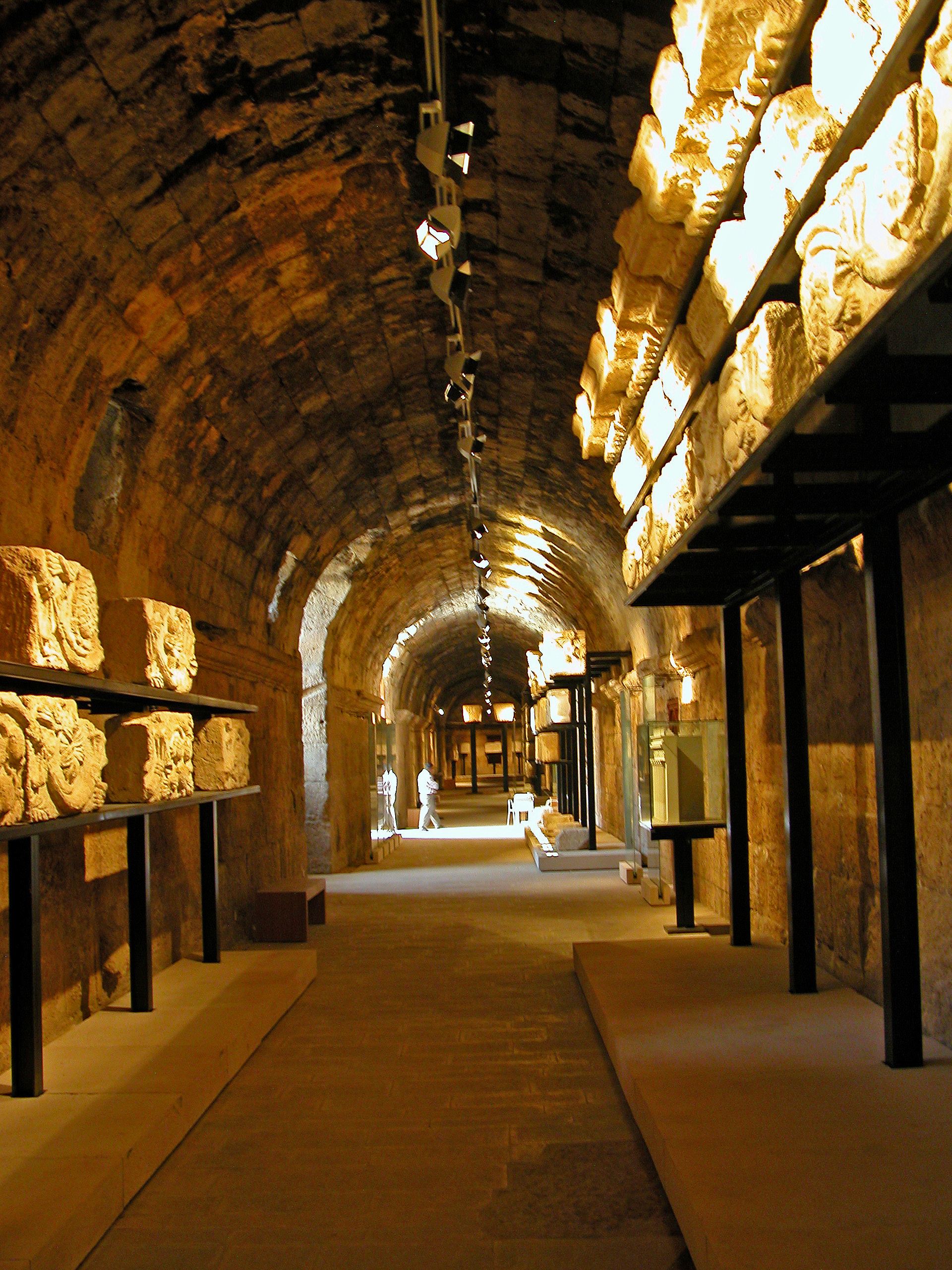
Túnel en el Museo Arqueológico de Jerash, bajo las murallas de la ciudad

La gastronomía de Jordania se caracteriza por el amplio uso de vegetales que incluyen horneados, salteados y parrilladas (con hojas de vid, berenjenas, etc.), así como carne y aves de corral. Los asados y las preparaciones con salsas con especias también son comunes en la cocina del país. Al ser uno de los productores de olivas más importantes del mundo, el aceite de oliva es el que más se utiliza para cocinar en Jordania. Las hierbas de olor, ajos, especias, cebollas, salsa de tomate y limón son los sabores típicos encontrados en los platos jordanos. El plato más representativo de la gastronomía de Jordania es el mansaf, elaborado con cordero, arroz y un yogur seco denominado jameed. Es considerado por muchos el plato nacional de Jordania.

### Arte y Museos
Muchas instituciones de Jordania tienen como objetivo aumentar el conocimiento cultural del arte jordano y representar los movimientos artísticos de Jordania en campos como la pintura, la escultura, el grafiti y la fotografía. La escena artística se ha ido desarrollando en los últimos años y Jordania ha sido un refugio para artistas de países vecinos, En enero de 2016, por primera vez, una película jordana llamada Theeb fue nominada a los Premios de la Academia a la Mejor Película de Habla no Inglesa.
El mayor museo de Jordania es el Museo Jordano. Contiene gran parte de los valiosos hallazgos arqueológicos del país, incluidos algunos de los Rollos del Mar Muerto, las estatuas neolíticas de piedra caliza de 'Ain Ghazal y una copia de la Estela de Mesha.

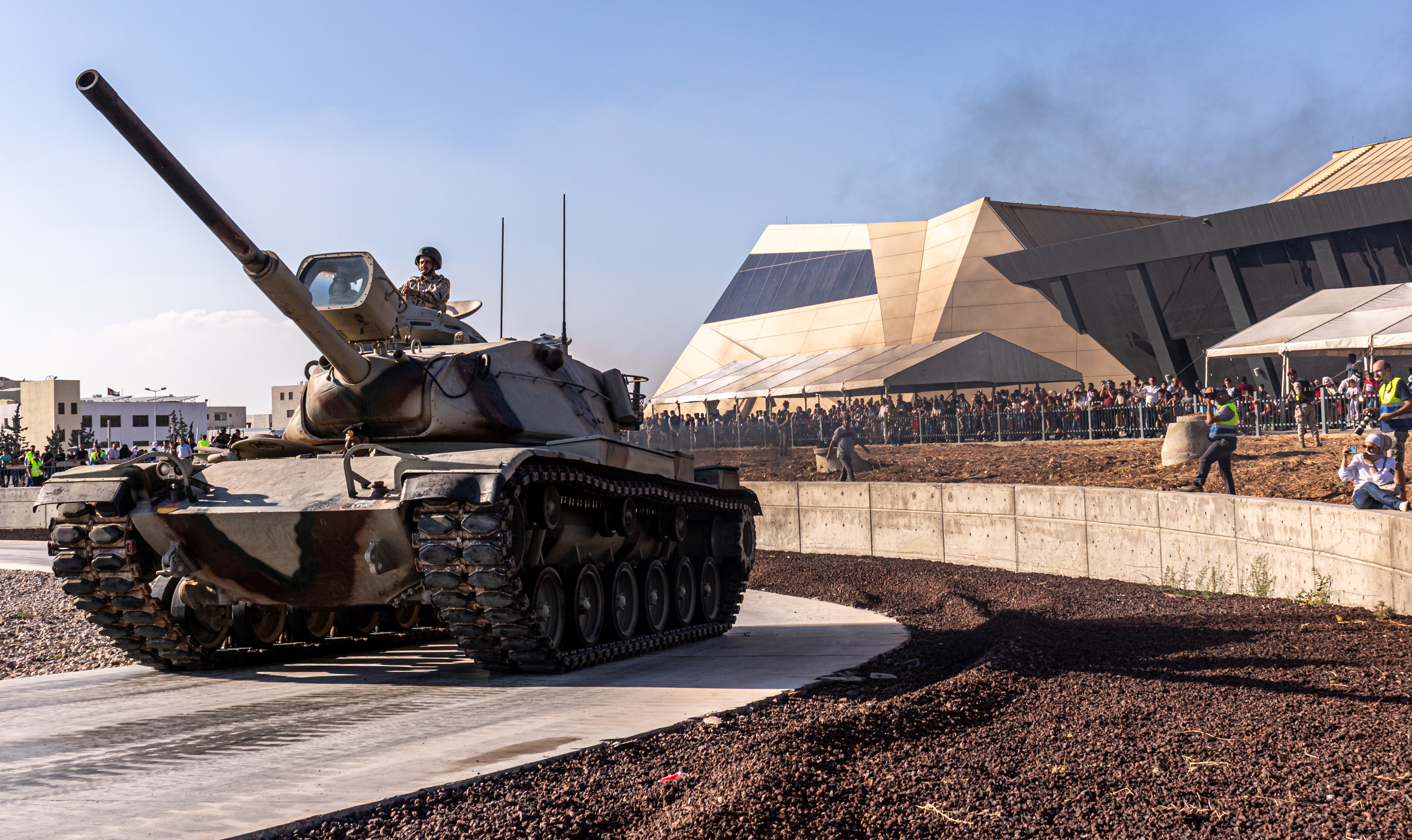
Museo Real de Tanques, Jordania

La mayoría de los museos de Jordania se encuentran en Amán, entre ellos el Museo de los Niños de Jordania, el Museo y Monumento a los Mártires y el Museo Real del Automóvil. Fuera de Amán se encuentra el Museo Arqueológico de Aqaba. La Galería Nacional de Bellas Artes de Jordania es un importante museo de arte contemporáneo situado en Amán.
La música en Jordania se está desarrollando con muchos grupos y artistas nuevos, que ahora son populares en Oriente Próximo. Artistas como Omar Al-Abdallat, Toni Qattan, Diana Karazon y Hani Mitwasi han aumentado la popularidad de la música jordana. El Festival de Jerash es un acontecimiento musical anual en el que participan cantantes árabes populares. El pianista y compositor Zade Dirani ha ganado una amplia popularidad internacional. También hay un crecimiento cada vez mayor de bandas de rock árabe alternativo, que dominan la escena en el mundo árabe, entre ellas: El Morabba3, Autostrad, JadaL, Akher Zapheer y Aziz Maraka.
Jordania inauguró su primer museo militar submarino frente a la costa de Aqaba. El museo alberga varios vehículos militares, como tanques, vehículos de transporte de tropas y un helicóptero.

### Días festivos de Jordania
| Fecha             | Festividad                    | Notas                                                                              |
| ----------------- | ----------------------------- | ---------------------------------------------------------------------------------- |
| 1 de enero        | Año Nuevo                     |                                                                                    |
| 30 de enero       | Cumpleaños del rey Abdalá I   | Cancelado por el rey Abdalá II                                                     |
| 1 de mayo         | Día del trabajador            |                                                                                    |
| 25 de mayo        | Día de la Independencia       |                                                                                    |
| 9 de junio        | Ascenso al trono de Adbalá I  |                                                                                    |
| 14 de noviembre   | Cumpleaños del rey Hussein    | Cancelado por el rey Abdalá II                                                     |
| 25 de diciembre   | Navidad                       | Por Ley, los negocios y colegios pueden extender este período hasta por cinco días |
| Final del Hajj    | Eid ul-Adha                   | Conmemora el intento de sacrificio de Abraham de su hijo Ismael                    |
| Final del Ramadán | Eid ul-Fitr                   | Conmemora el fin del mes de Ramadán                                                |
| No específico     | Muharram                      | Año Nuevo Islámico                                                                 |
| No específico     | Miraj                         | Ascenso del Profeta Mahoma al cielo                                                |
| No específico     | Cumpleaños del Profeta Mahoma |                                                                                    |

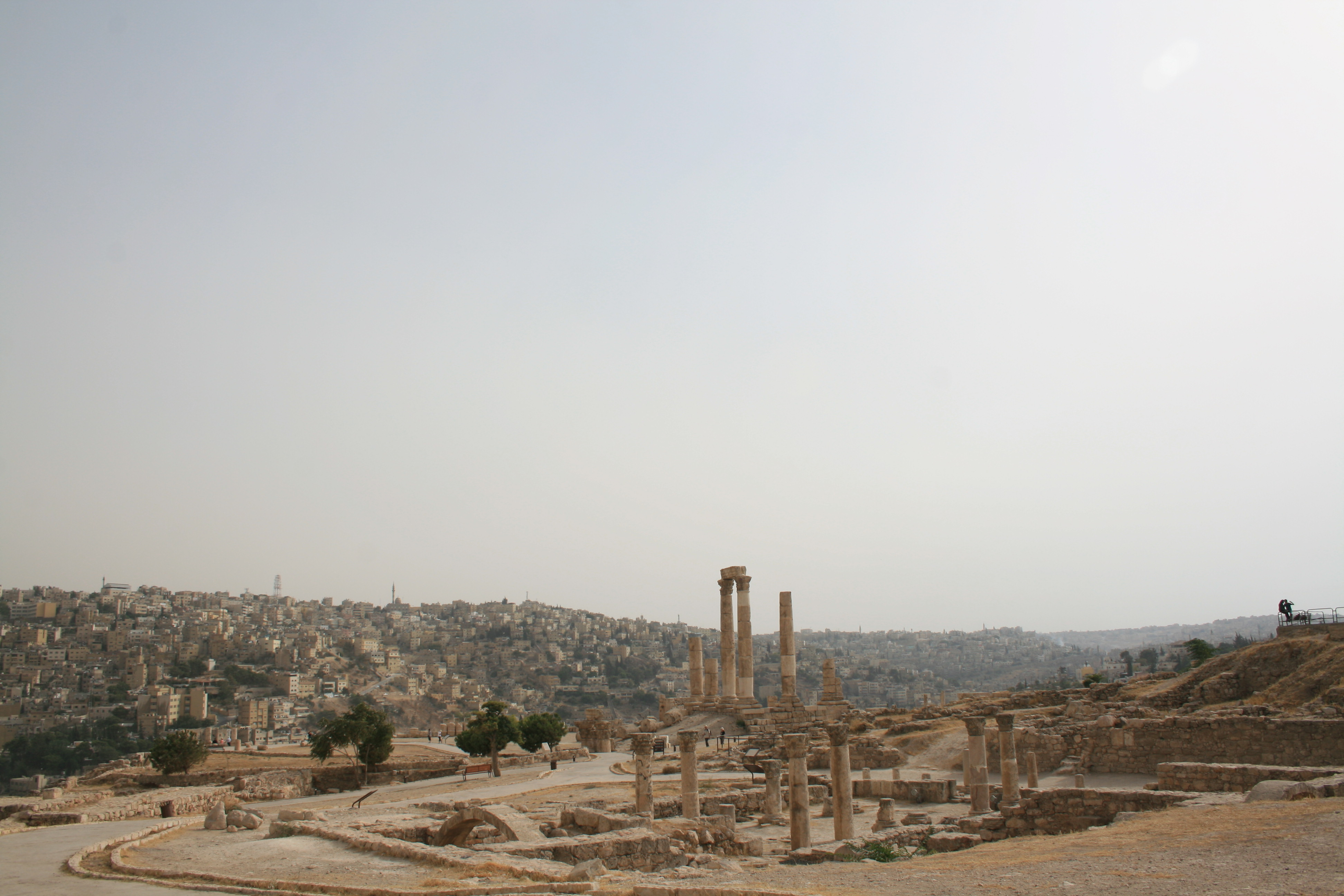
La Ciudadela de Amán.

Debido a la población cristiana en Jordania, los cristianos que trabajan independientemente pueden no hacerlo en la Pascua. Los colegios cristianos también tienen el derecho de suspender actividades, algo que es motivo de controversia en Jordania.

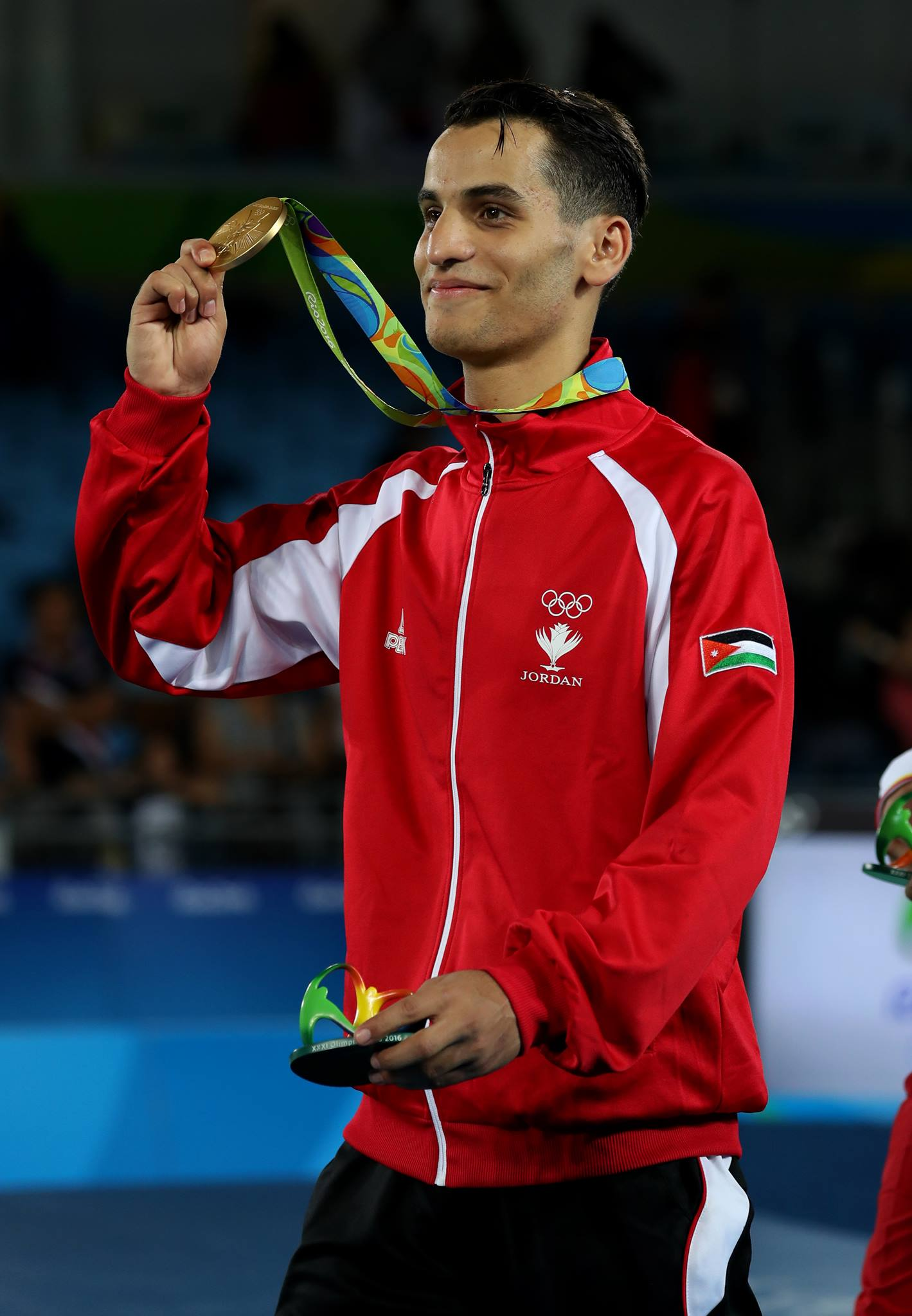
Ahmad Abughaush, ganador de la medalla de Oro en Taekwondo (72 kg) en Río de Janeiro 2016

## Deporte
Desde 1981 se celebra el Rally de Jordania, prueba que fue puntuable en varias ocasiones para el Campeonato de Medio Oriente de Rally. En 2008 entró en el calendario del Campeonato Mundial de Rally, hecho que se repitió en 2010 y 2011. El piloto que más veces ha ganado esta prueba es Mohammed Bin Sulayem, vencedor en doce ocasiones. En 2016 acogió la V Copa Mundial Femenina Sub-17 de la FIFA.
Aunque tanto los deportes de equipo como los individuales se practican ampliamente en Jordania, el Reino ha disfrutado de sus mayores logros internacionales en taekwondo. El punto culminante se produjo en los Juegos Olímpicos de Río de 2016, cuando Ahmad Abu Ghaush ganó la primera medalla de Jordania de cualquier color en los Juegos al conseguir el oro en el peso de -67 kg. Desde entonces se han seguido ganando medallas a nivel mundial y asiático en este deporte para establecer el taekwondo como el deporte favorito del Reino junto con el fútbol y el baloncesto.
El fútbol es el deporte más popular en Jordania. La selección nacional de fútbol se quedó a las puertas de alcanzar la repesca para el Mundial de Brasil 2014 cuando perdió una eliminatoria a doble partido contra Uruguay. Anteriormente alcanzó los cuartos de final de la Copa de Asia en 2004 y 2011.

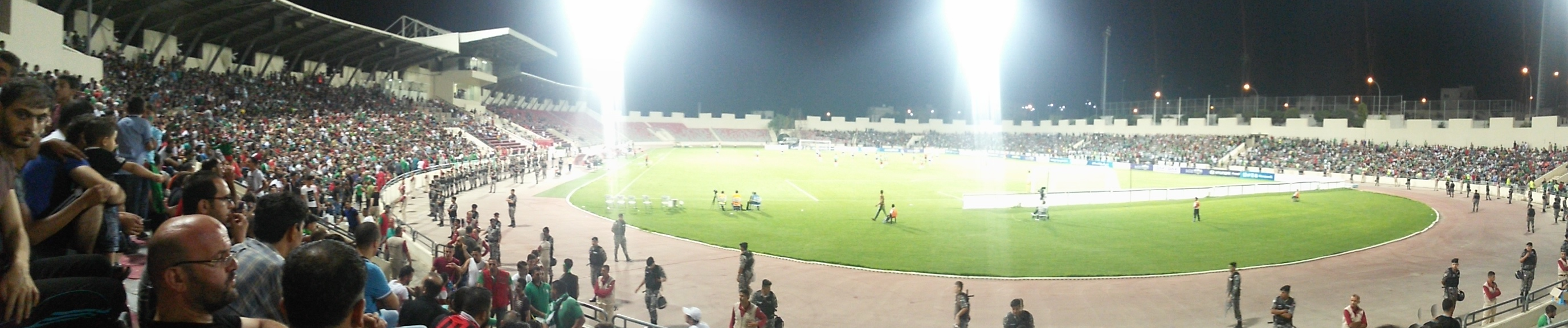
Estadio Rey Abdalá II en Amán, Jordania

Jordania tiene una fuerte política de deporte inclusivo e invierte mucho en animar a niñas y mujeres a participar en todos los deportes. La selección femenina de fútbol está ganando reputación, y en marzo de 2016 ocupaba el puesto 58 del mundo. En 2016, Jordania organizó la Copa Mundial Femenina Sub-17 de la FIFA, con 16 equipos que representaban a cinco continentes. El torneo se celebró en cuatro estadios de las tres ciudades jordanas de Amán, Zarqa e Irbid. Fue el primer torneo deportivo femenino de Oriente Próximo.

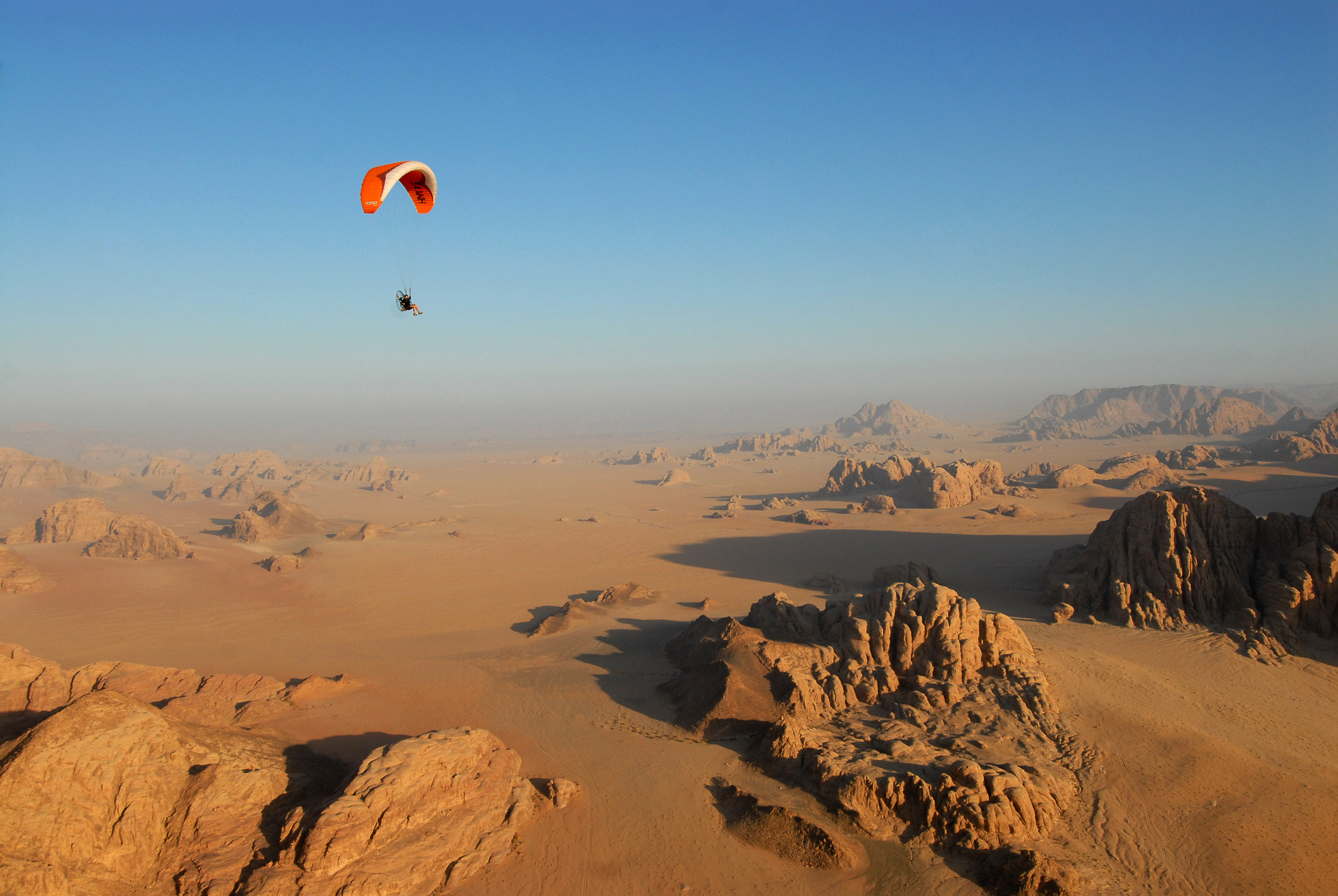
Vuelo en Parapente en el desierto de Jordania

El baloncesto es otro deporte en el que Jordania sigue dando la talla, habiéndose clasificado para la Copa del Mundo de Baloncesto FIBA 2010 y, más recientemente, para el Mundial de China 2019. Jordania se quedó a un punto de alcanzar los Juegos Olímpicos de 2012 tras perder la final de la Copa Asiática 2010 contra China por la mínima, 70-69, y conformarse en su lugar con la plata. La selección jordana de baloncesto participa en varios torneos internacionales y de Oriente Próximo. Entre los equipos locales de baloncesto figuran: Al-Orthodoxi Club, Al-Riyadi, Zain, Al-Hussein y Al-Jazeera.
También son populares el boxeo, el kárate, el kickboxing, el muay thai y el ju-jitsu. Los deportes menos comunes también están ganando popularidad. El rugby está aumentando en popularidad, una unión de rugby está reconocida por el Comité Olímpico de Jordania que supervisa tres equipos nacionales. Aunque el ciclismo no está muy extendido en Jordania, el deporte se está desarrollando como un estilo de vida y una nueva forma de viajar, especialmente entre los jóvenes. En 2014, una ONG Make Life Skate Life completó la construcción del 7Hills Skatepark, el primer skatepark (parque de patinaje) del país situado en el centro de Amán.